# Storia del clavicembalo
Strumento specifico della musica europea, il clavicembalo apparve per la prima volta nel corso del XIV secolo in Borgogna e in Italia. Nelle sue varie forme, (spinetta, virginale, clavicembalo di grandi dimensioni, claviciterio), conobbe un rapido sviluppo tecnico e diffusione geografica nei paesi dell'Europa occidentale, conquistandosi il favore dei principi e dei nobili, e successivamente della borghesia, per le sue ampie possibilità musicali e per il suo carattere di oggetto di lusso e di prestigio.
Il clavicembalo divenne uno degli strumenti più apprezzati nel campo della musica profana; i progressi nella costruzione stimolarono o accompagnarono lo sviluppo di un ampio repertorio musicale a partire dal XV secolo; inizialmente, questo repertorio è in comune con l'organo, ma trova poi una propria indipendenza e specificità di carattere durante il periodo barocco, nel quale il clavicembalo può assumere ruolo di strumento concertante o solista, o ancora di vettore principale del basso continuo.
Intimamente legato all'estetica barocca ed al primato del contrappunto, simbolo musicale dell'Ancien Régime, venne praticamente abbandonato verso la fine del XVIII secolo per lasciar posto al pianoforte. Questa eclisse durò più di un secolo.
Il clavicembalo ricominciò progressivamente a suscitare qualche interesse a partire dalla fine del XIX secolo, con la riscoperta della musica antica. Inizialmente vennero applicate numerose modifiche tecniche con lo scopo di apportare dei miglioramenti, ma dalla seconda metà del XX secolo si è preferito tornare ai principi ed ai metodi di costruzione originari. Da questo momento, il clavicembalo ritrova un posto significativo nell'interpretazione delle opere antiche e contemporanee.
La storia del clavicembalo, in quanto tale, è una scienza recente, dal momento che non vi è alcuna trattazione generale su questo argomento prima dell'epoca attuale. Essa basa le sue ricerche sull'iconografia, su documenti sparsi di varia natura e sullo studio degli strumenti antichi conservati nei musei e nelle collezioni private, spesso profondamente modificati nel corso della loro esistenza; se numerosi sono quelli che riportano la firma del costruttore, molti altri sono anonimi ed aprono ancora un vasto campo d'investigazione agli esperti.

## Le origini: XIV e XV secolo

### Prime tracce non ufficiali
I primi testi che menzionano l'esistenza di strumenti a corde con una tastiera risalgono al XIV secolo, tuttavia mancano descrizioni tecniche che ci permettano di distinguere chiaramente gli strumenti a corde pizzicate (famiglia del clavicembalo) da quelli a corde percosse (famiglia del clavicordo), che dovrebbero essere apparsi nella stessa epoca. I primi derivano dal salterio, nel quale il suonatore pizzica le corde con un plettro, i secondi dal salterio a percussione (tympanon), nel quale le corde sono percosse con leggeri martelletti: questa origine è segnalata dal 1511 nel trattato Musica getutscht di Sebastian Virdung.
Se Johannes de Muris evoca questo genere di strumento nel suo trattato Musica speculativa del 1323, sappiamo che il re di Francia Giovanni II il Buono, nella sua dorata prigionia londinese, aveva ricevuto da Edoardo III d'Inghilterra uno strumento chiamato eschiquier, evidentemente munito di una tastiera ma di cui ignoriamo il meccanismo. Questo strumento, con una piccola differenza ortografica, apparve verso il 1367 in un testo Guillaume de Machaut intitolato La presa di Alessandria (« eschaquier d'Engleterre ») e successivamente nel 1378 in un verso del poeta francese Eustache Deschamps. Il nome restò in uso, senza maggiori precisazioni, fino all'inizio del XVI secolo, apparendo anche sotto le forme di Schachtbrett, citato nel 1404 da Eberhard Cersne in Der Minne Regel, e di Scacarum, come lo chiama Jean Gerson verso il 1426 nel suo De canticorum originali ratione.
Nel 1388, in una lettera al duca di Borgogna Filippo II l'Ardito, il re Giovanni I d'Aragona evoca «uno strumento simile all'organo, ma che risuona per mezzo di corde» («semblant dorguens que sona ab cordes»): potrebbe trattarsi di una sorta di clavicembalo verticale (claviciterio).

### Prime tracce ufficiali
Soltanto nel 1397 apparve il primo documento che parla esplicitamente di «clavicembalum». Un gentiluomo padovano, Lodovico Lambertacci, scrisse una lettera al genero menzionandovi un certo Hermann Poll come inventore dello strumento - di fatto, probabilmente, aveva ideato il meccanismo col quale vengono pizzicate le corde (il salterello).

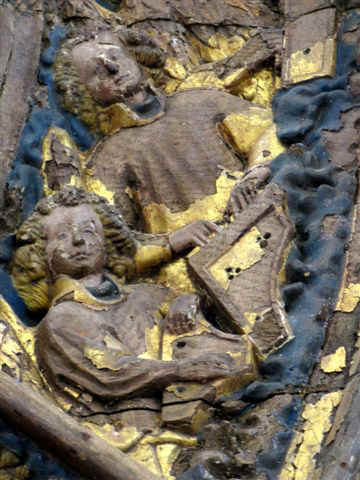
Prima raffigurazione conosciuta di un clavicembalo: scultura d'altare proveniente dalla cattedrale di Minden. L'angelo di sinistra suona un salterio.

Il clavicembalum venne poi menzionato nel poema Der Minne Regel di Eberhard von Cersne, canonico di Minden in Germania, insieme al clavicordium e a una lunga lista di strumenti d'ogni tipo usati in quest'epoca (1404).
I documenti iconografici relativi al clavicembalo primitivo apparvero un po' più tardi, nella prima metà del XV secolo. Il primo è una scultura, datata 1425, proveniente proprio dalla cattedrale di Minden: un angelo musicista suona un piccolo strumento posato orizzontalmente, dotato di una tastiera e di una forma simile al clavicembalo, ma invertita, con i gravi nel lato destro.

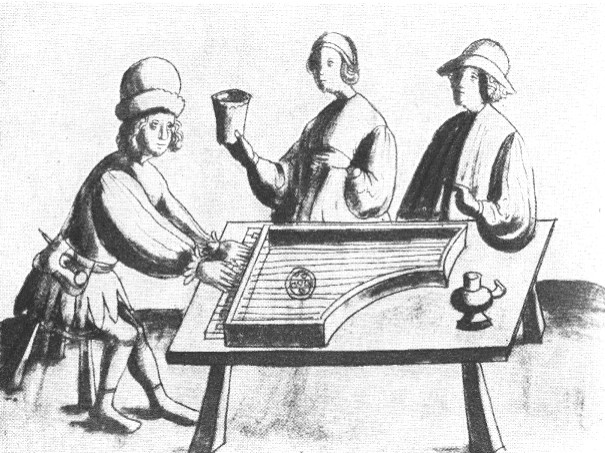
Illustrazione dal Weimarer Wunderbuch, 1440 circa.

Il Weimarer Wunderbuch, intorno al 1440, mostra un clavicembalo primitivo che lo strumentista ha posato su un tavolo; il disegno è sommario, ma rappresenta uno strumento con una sola apertura nella tavola armonica ("rosa") e fasce curve che assumono la forma di un arco di cerchio.

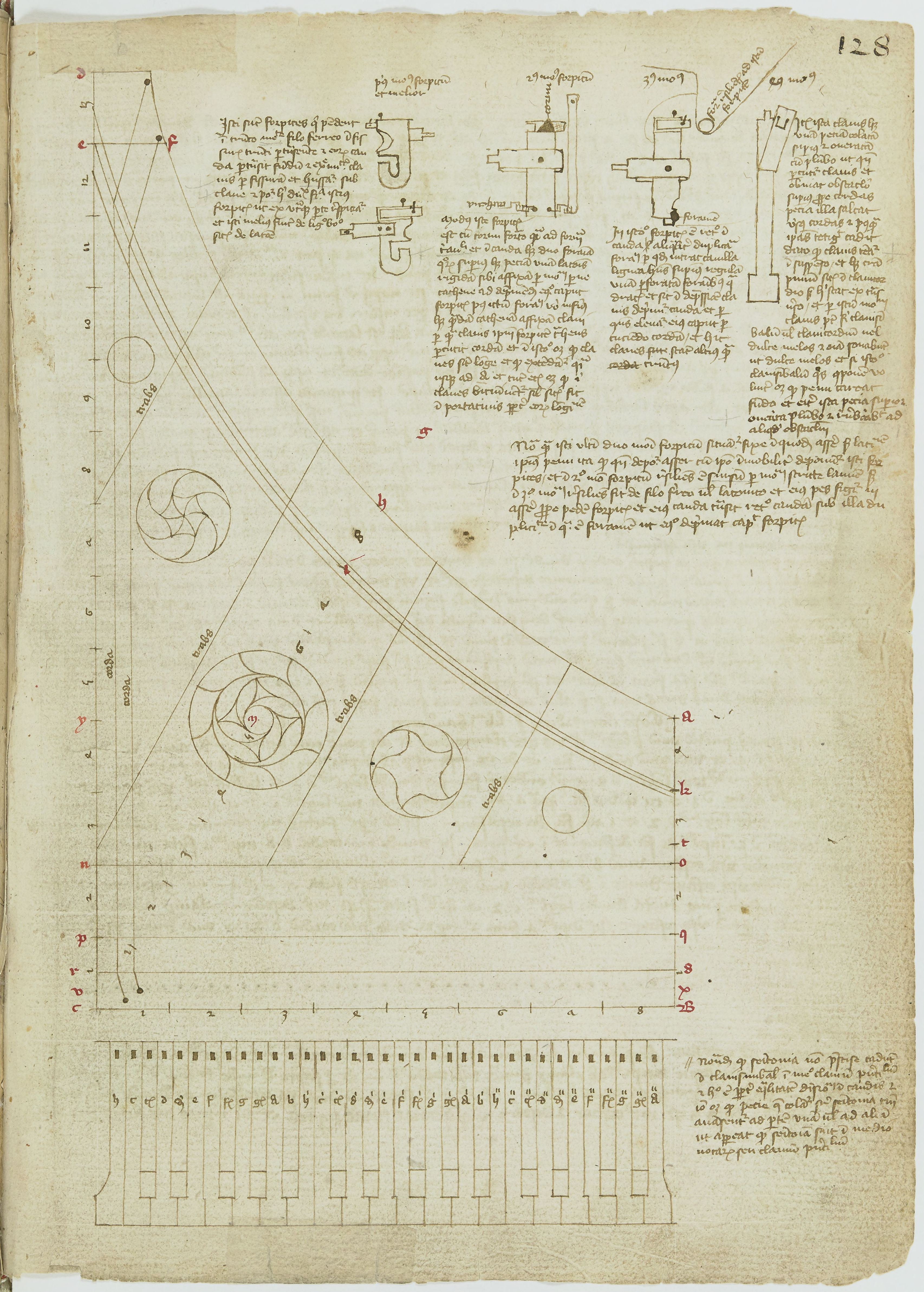
Disegno tratto dal manoscritto di Arnault de Zwolle

Nello stesso periodo, un manoscritto in latino sugli strumenti musicali di Henri Arnault de Zwolle venne corredato di disegni dettagliati; tra questi, troviamo lo schema di un clavicembalo primitivo (con fasce curve di forma circolare e quattro rose di taglie differenti), della relativa tastiera, formata da 35 note (si-la) e di quattro diversi meccanismi arcaici che permettevano di pizzicare o di percuotere le corde. Sembrerebbe qui che il sistema attuale di salterello abbia potuto coesistere con altri dispositivi prima d'imporsi, anche al di fuori del caso del clavicordo. In questa epoca, i clavicembali potevano adottare la forma caratteristica "ad ala" come pure una forma oblunga (allora rettangolare) che si troverà nella spinetta e nel virginale. Il documento di Arnault indica che clavicembali e clavicordi avevano la medesima struttura, indipendentemente dal meccanismo di produzione del suono. Questo strumento, di taglia contenuta, si suonava posato su un tavolo.
Verso il 1460, Paulus Paulirinus da Praga fu il primo a citare il virginale (strumento di sonorità identica al clavicembalo, ma di forma rettangolare come il clavicordo); egli ne elogia il suono. Quanto al nome, lo spiega nel modo seguente: (LA)  « virginale dictum quod uti virgo dulcorat mitibus et suavissimis vocibus » (« È detto virginale perché come vergine addolcisce con dolci e soavissimi suoni»).
C'è da notare che l'iconografia di quest'epoca e del secolo seguente mostra di fatto, nella maggior parte dei casi, delle donne alla tastiera piuttosto che degli uomini.
In Italia, dove dei costruttori sono probabilmente attivi verso il 1420, la prima menzione scritta d'uno strumento è in una lettera del 1461 nella quale un cembalaro reclama al duca Borso d'Este il pagamento di un clavicembalo costruito per lui. Non mancano neppure documenti iconografici, ma non resta alcuno strumento italiano di quest'epoca.
Infatti, il più antico strumento a corde pizzicate giunto fino a noi data all'incirca 1470-1480: si tratta di un clavicembalo verticale (claviciterio) costruito probabilmente a Ulm e conservato oggi al Royal College of Music di Londra, ma purtroppo è andato perduto il suo meccanismo. Le caratteristiche di questo strumento ne fanno un esemplare probabilmente poco rappresentativo della "norma" dell'epoca..

## XVI secolo
La diffusione del clavicembalo fu rapida in tutta l'Europa occidentale, non solo nella forma più comune del virginale o della spinetta, ma anche, seppure più di rado, in quella del clavicembalo di grandi dimensioni. La costruzione era pressoché monopolizzata dai cembalari italiani, ma verso la fine del secolo cominciò ad emergere una temibile concorrenza ad Anversa.
Nel 1511 venne stampata a Basilea la prima opera dedicata agli strumenti musicali, il Musica getutsch dell'ecclesiastico tedesco Sebastian Virdung, nel quale vengono descritti tre strumenti che egli chiama virginal, clavicimbalum (questi due sono rettangolari, con le corde disposte trasversalmente), e claviciterium. Le illustrazioni allegate al testo, benché grossolane, permettono di determinare la loro estensione, che va da 38 a 40 note, meno di 4 ottave. La taglia ridotta di questi strumenti, stimata in rapporto alla larghezza della tastiera, lascia pensare che suonassero all'ottava alta (ottavino). Una tendenza costante nei decenni successivi fu di aumentare questa estensione. Senza cambiare la larghezza esterna degli strumenti, in un primo tempo il principio dell'ottava corta permise, aggiungendo un solo tasto nei gravi, di guadagnare una quarta discendente, dal fa1 al do1. Il sistema consiste nel mettere al posto del fa# e del sol# dell'ottava più bassa, che erano scarsamente utilizzati in quest'epoca, rispettivamente il re ed il mi, che venivano quindi suonati utilizzando i tasti delle note soppresse. Per reintrodurre le note eliminate, più tardi, vennero messi a punto i tasti spezzati, tasti cromatici divisi in due parti nel senso della lunghezza, nei quali una parte agiva sulla corda della nota diatonica, come nell'ottava corta, l'altra sulla corda della nota cromatica reintrodotta.
Nel corso del secolo, gli strumenti più importanti videro anche aumentare il numero dei registri; le loro date d'apparizione, secondo Curt Sachs, sono: due registri nel 1514, principale e ottava nel 1538, tre registri nel 1576, quattro nel 1583; essi avevano lo scopo di aumentare il volume del suono o variarne il timbro.

### Italia

Clavicembali
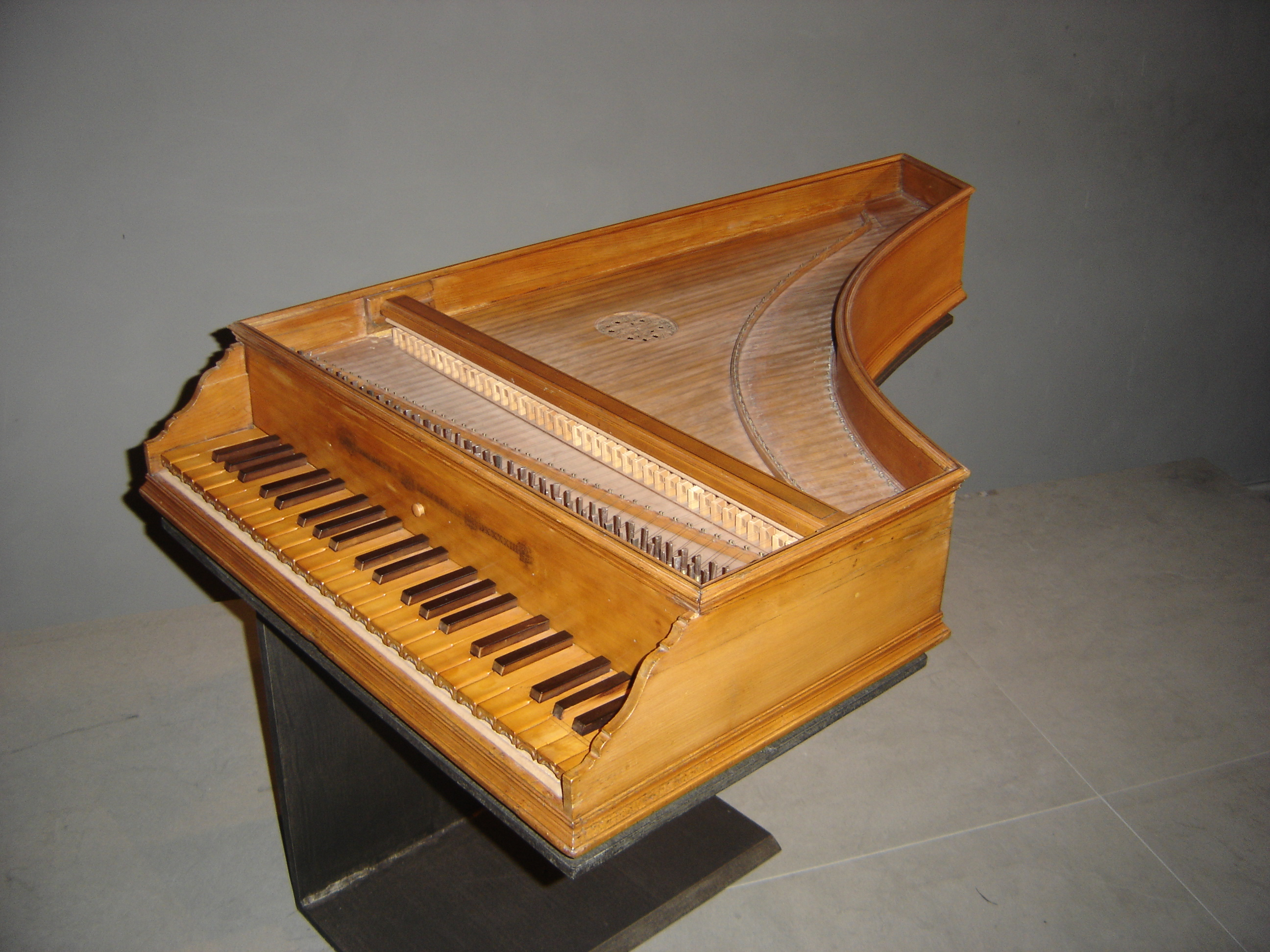
clavicembalo all'ottava Dominicus Pisaurensis Venezia, 1543 Parigi, Musée de la Musique
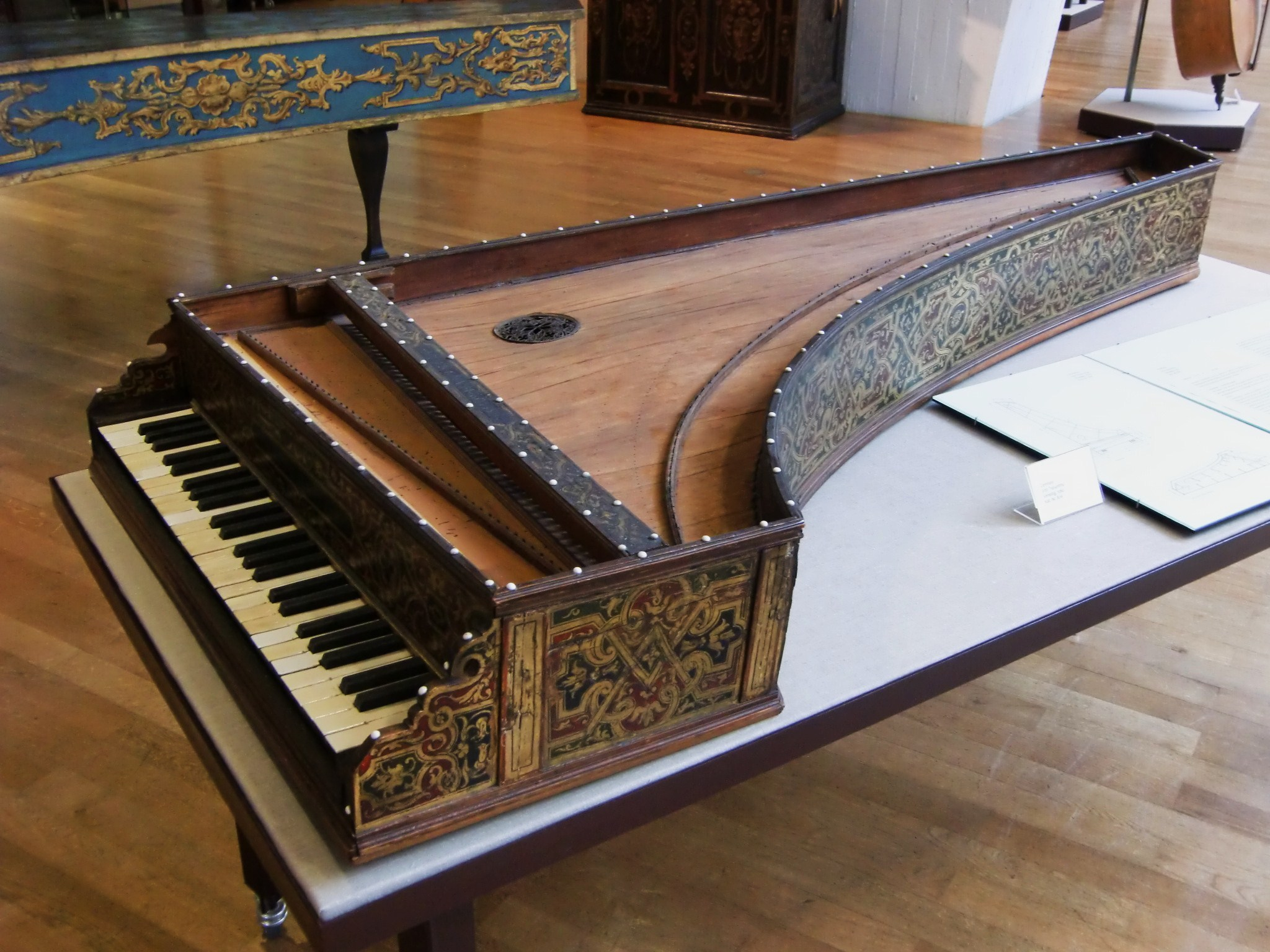
Vito Trasuntino Venezia, 1560 Berlino, Musikinstrumentenmuseum
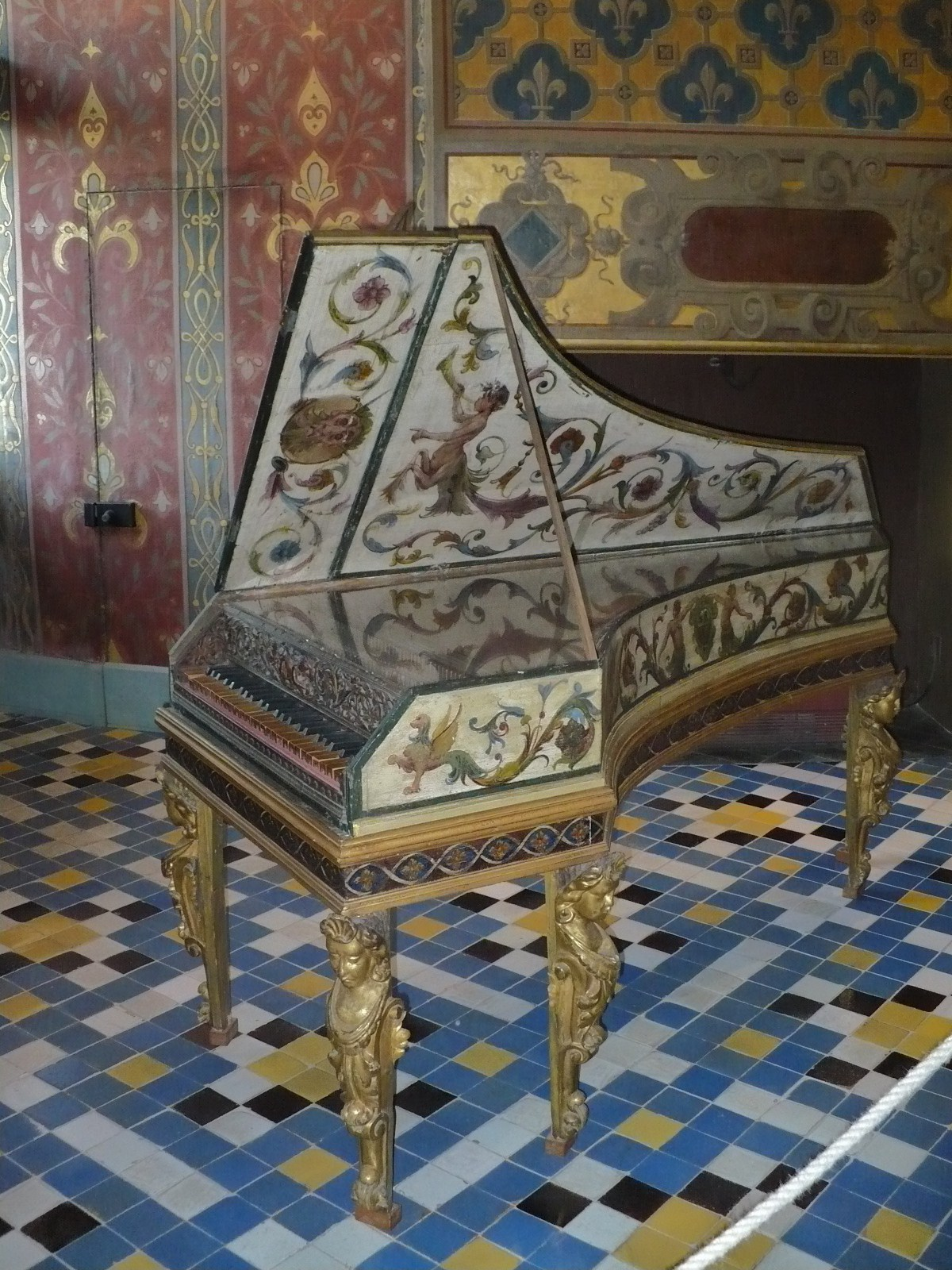
Giovanni Antonio Baffo Venezia, 1572 Castello di Blois
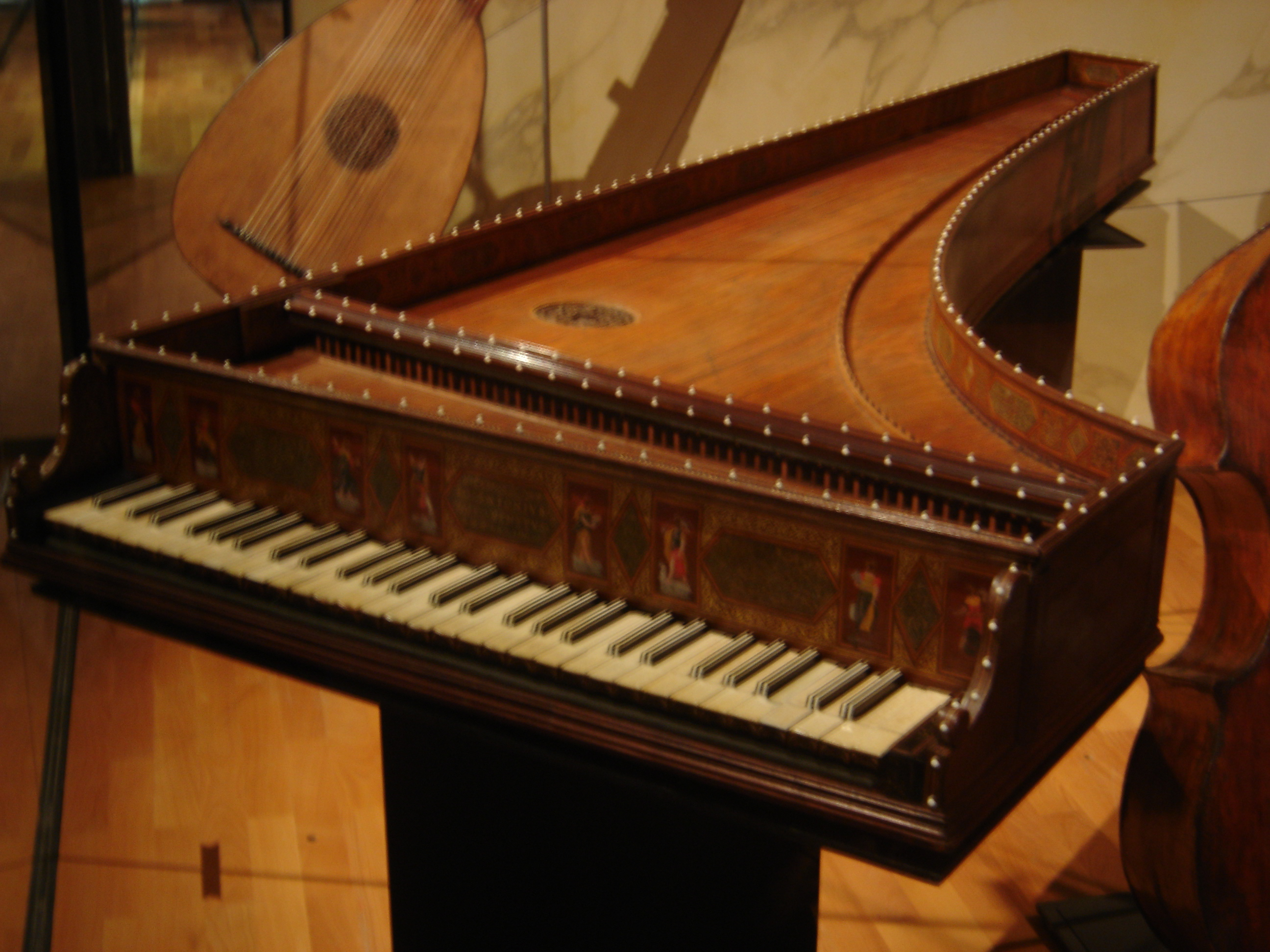
Giovanni Antonio Baffo Venezia, 1579 Parigi, Musée de la Musique

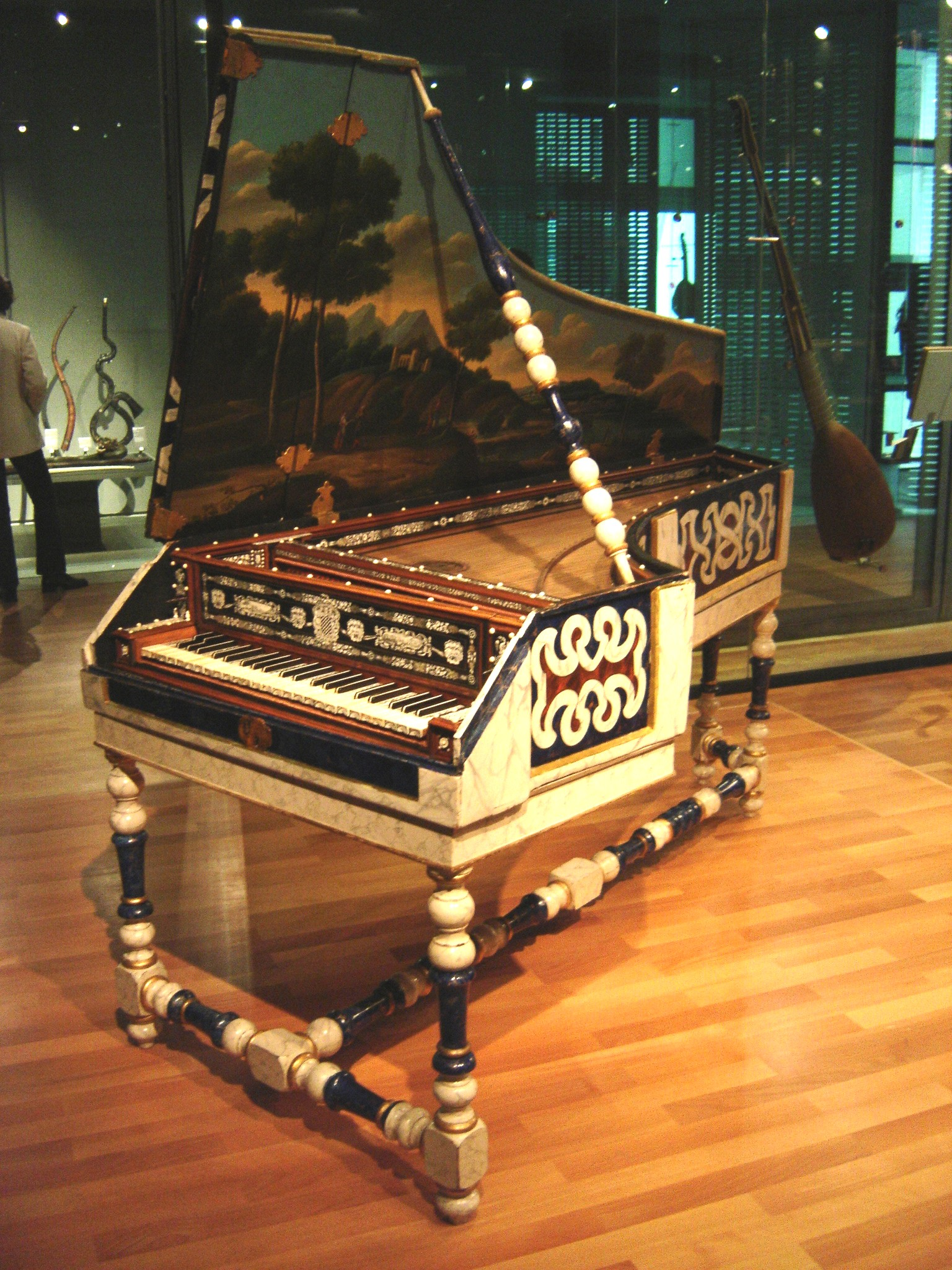
Clavicembalo italiano finemente lavorato del 1677

La produzione di clavicembali più importante si trovava in Italia ed è da questo paese che provengono la maggioranza degli strumenti del XVI secolo giunti fino a noi, e i più antichi: il clavicembalo costruito nel 1515/1516 da Vincentius Livigimeno conservato presso l'Accademia Chigiana di Siena, quello di Girolamo da Bologna (Hieronymus Bononiensis) del 1521 al Victoria and Albert Museum di Londra, la spinetta di Francesco de Portalupi del 1523 al Musée de la musique a Parigi, i clavicembali di Alessandro Trasuntino del 1531 al Royal College of Music di Londra, di Dominicus Pisaurensis del 1533 al Musikinstrumenten Museum der Universität di Lipsia, ecc. Le città in cui si esercitò l'arte della fattura di clavicembali erano numerosa e ripartite in tutta la penisola: Venezia (il centro più importante, dove operarono tra gli altri Baffo, Bertolotti, Celestini, Patavinus, Pisaurensis, Trasuntino), Milano (Rossi, ecc.), Brescia (Antegnati, ecc.), Roma (Bononiensis, ecc.), Napoli (Fabri), ecc.
In questa epoca, gli strumenti italiani erano molto tipizzati e le loro caratteristiche li differenziavano profondamente da quelli costruiti nelle regioni più settentrionali dell'Europa. La costruzione era molto leggera e tuttavia robusta: le fasce erano sottili, da 3 a 6 millimetri,, erano rinforzate da modanature che avevano funzione al tempo stesso decorativa e strutturale ed erano montate intorno ad un fondo spesso, al quale erano assicurate con delle squadre (di legno) e talvolta delle barre di rinforzo oblique che partivano ugualmente dal fondo.
Altre caratteristiche ricorrenti: corde in bronzo con diapason (cioè la lunghezza vibrante) corto,, fascia curva molto tondeggiante, fascia caudale pressoché quadrata, ponticello angolato, tastiera (sempre unica) in una sporgenza che si proietta fuori della cassa, suono netto e incisivo. La disposizione di registri più comune sembra essere con un 8 piedi ed un 4 piedi. L'estensione che sembra essere più frequente copre 4 ottave da mi a fa (49 note) o piuttosto da do a fa con l'utilizzazione dell'ottava corta.
Le spinette erano generalmente poligonali: dalla cassa, originariamente quadrangolare, l'eliminazione degli spigoli posteriori, non utilizzati per l'attacco delle corde, permise di ridurre il peso e di dare allo strumento una forma più elegante. L'estensione era la stessa dei clavicembali.
Le pareti erano sottili e quindi fragili, perciò gli strumenti erano muniti solitamente di una cassa esterna della stessa forma, con funzione di protezione; quest'ultima era spesso decorata riccamente e in questi casi normalmente lo strumento era quasi privo di decorazioni; ma per suonare non è necessario estrarre lo strumento dalla cassa. A partire da questo periodo, i clavicembali erano strumenti di prestigio, assai costosi, ornati di una decorazione fastosa: alcuni costruttori, soprattutto veneziani e milanesi (per esempio Annibale dei Rossi), si distinsero particolarmente per la decorazione sontuosa dei loro strumenti. L'Italia esportò in questo periodo i suoi strumenti in tutta l'Europa occidentale.

Spinette poligonali
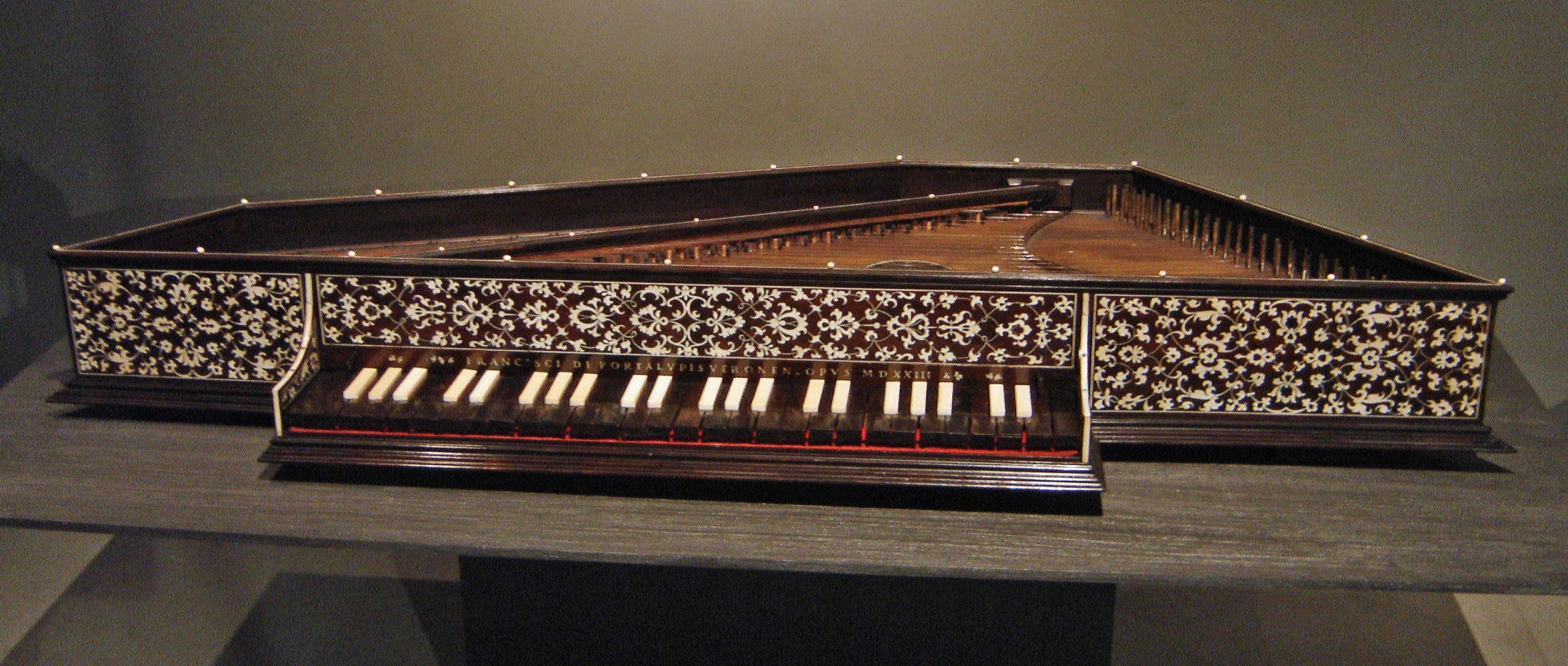
Francesco Portaluppi Verona, 1523 Parigi, Musée de la Musique
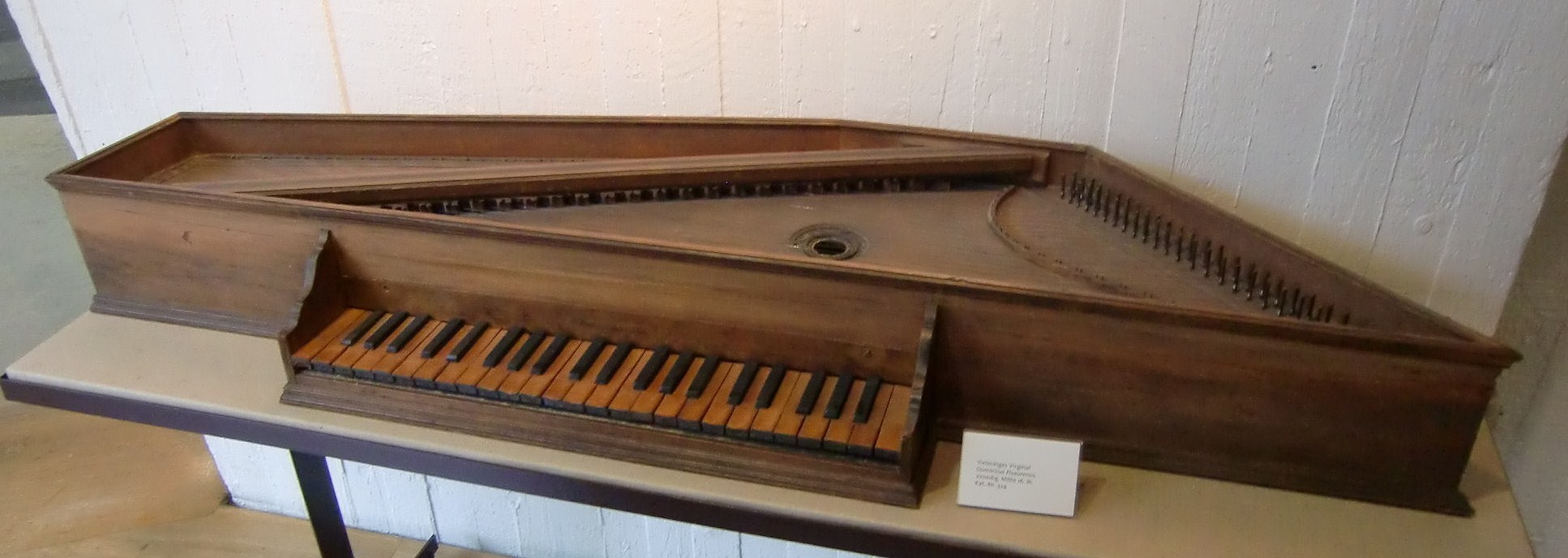
Dominicus Pisaurensis Venezia, verso il 1550? Berlino, Musikinstrumentenmuseum
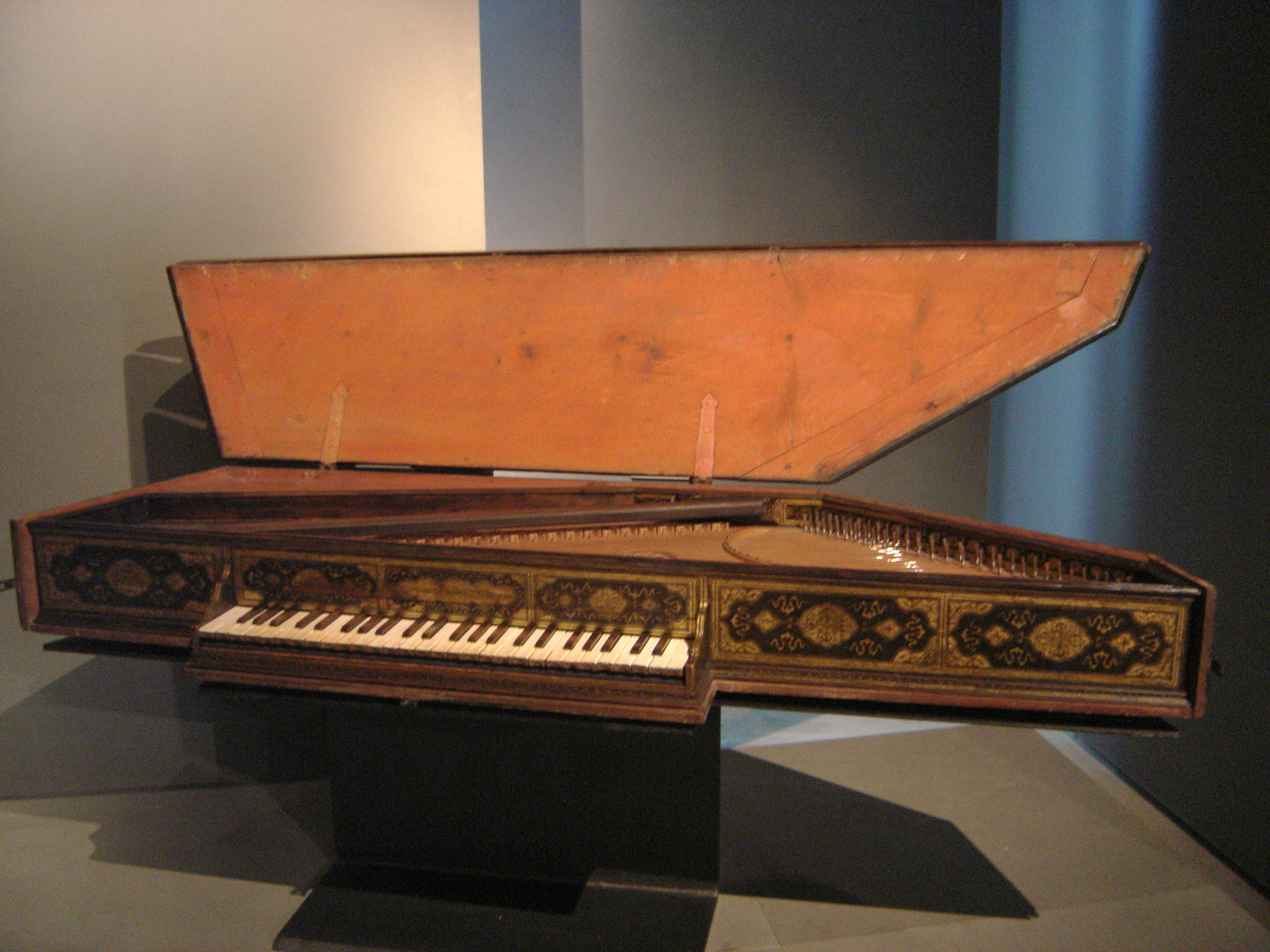
Benedetto Floriani Venezia 1572 Parigi, Musée de la Musique
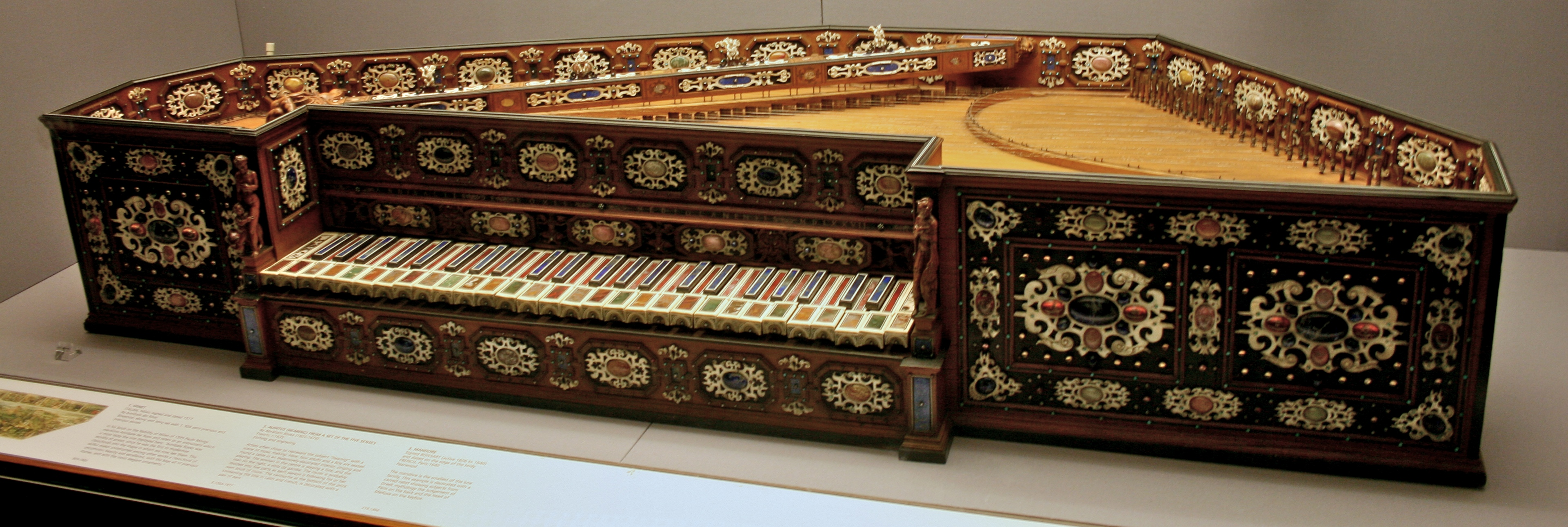
Annibale dei Rossi Milano, 1577 Londra, Victoria and Albert Museum

- Clavicembali
- clavicembalo all'ottava
Dominicus Pisaurensis
Venezia, 1543
Parigi, Musée de la Musique
- Vito Trasuntino
Venezia, 1560
Berlino, Musikinstrumentenmuseum
- Giovanni Antonio Baffo
Venezia, 1572
Castello di Blois
- Giovanni Antonio Baffo
Venezia, 1579
Parigi, Musée de la Musique

### Germania

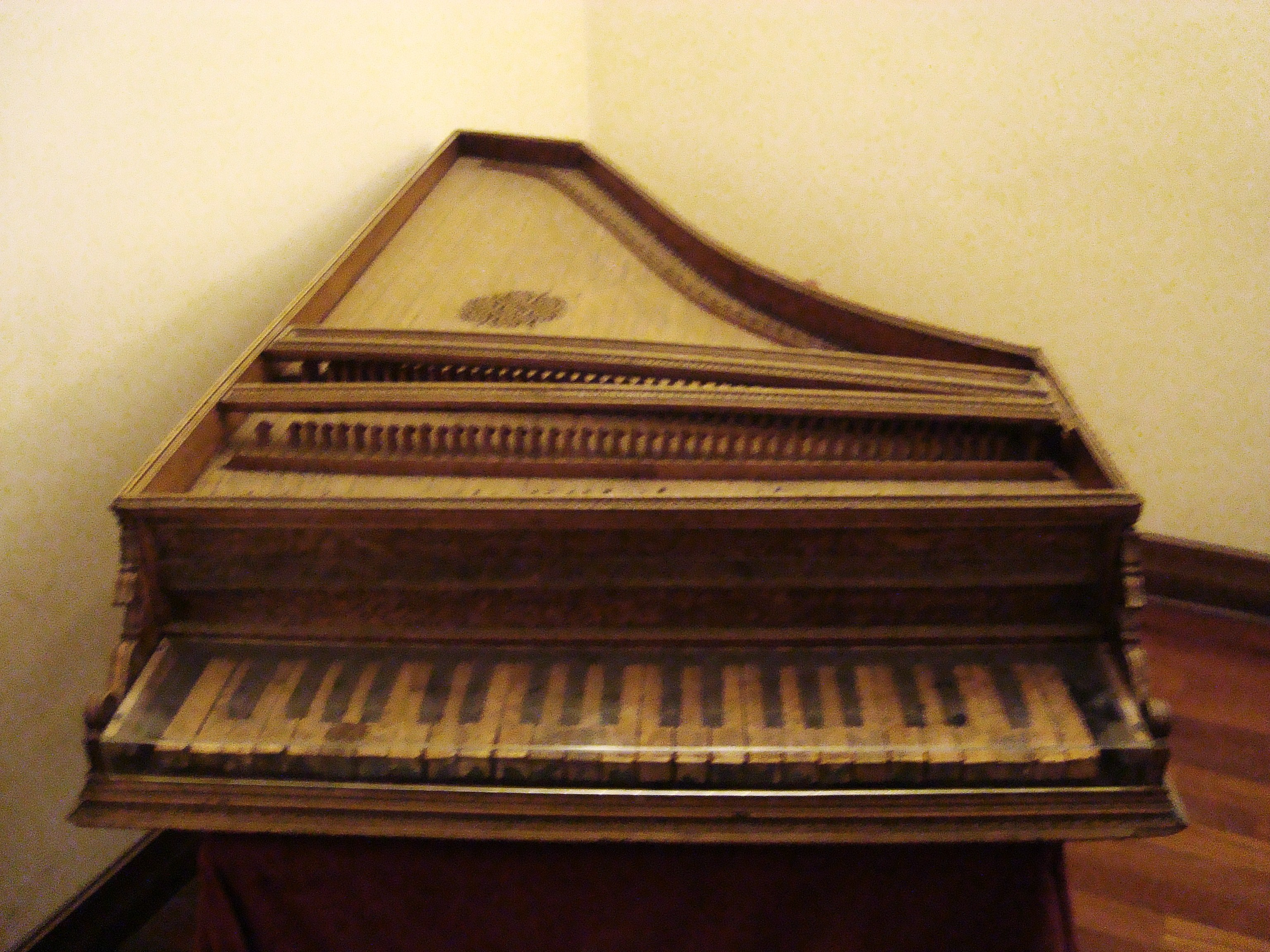
Clavicembalo di Hans Müller (Lipsia, 1537)
Roma, Museo nazionale degli strumenti musicali

A nord delle Alpi, gli strumenti ancora esistenti sono più tardi che in Italia: il più antico è un grande clavicembalo costruito nel 1537 a Lipsia da un certo Hans Müller, del quale non abbiamo alcuna notizia biografica né altri strumenti.
Gran parte delle caratteristiche di questo clavicembalo (tra cui l'aspetto) sono simili a quelle degli italiani, tuttavia presenta anche qualche aspetto di somiglianza con i successivi prodotti fiamminghi, francesi e inglesi. È piuttosto corto (meno di 180 cm), è dotato di due registri all'unisono e tre file di salterelli, uno dei quali per il "nasale" (suono particolare ottenuto pizzicando la corda molto vicino al punto dove è fissata), con due coperchi dei salterelli disposti a ventaglio, ed un'estensione di 44 tasti.
Questo strumento è il solo costruito nei paesi tedeschi nel XVI secolo che sia giunto fino a noi. Paradossalmente, molti tra gli scritti che trattano degli strumenti della famiglia del clavicembalo provengono dalla Germania, a cominciare con Virdung, mentre la loro produzione fu sempre assai ridotta, dal momento che i costruttori di strumenti a tastiera si occupavano prevalentemente di clavicordi ed organi.

### Fiandre

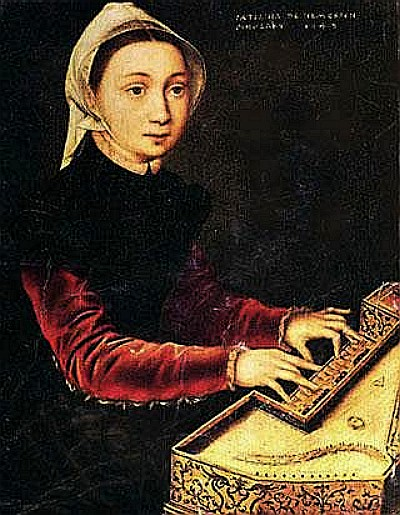
Giovinetta che suona il virginale, dipinto di Caterina van Hemessen, 1548. La forma dello strumento è identica a quella degli strumenti di Ioes Karest.

All'inizio del XVI secolo, l'attività degli artigiani di Anversa era regolata dalle gilde; tuttavia, i cembalari, già attivi al principio del secolo, non ebbero la loro gilda prima del 1558: per poter decorare le casse dei loro strumenti, erano obbligati a essere ammessi come pittori alla "Gilda di San Luca". Nel 1557, una decina di loro chiese al decano di questa gilda di riconoscerli non più come pittori, ma come costruttori di strumenti e la domanda fu accolta. Ottenuta la regolarizzazione della professione, l'arte cembalaria guadagnò in prosperità e prestigio ed Anversa divenne un centro di primaria importanza in questo campo, adeguato a concorrere con l'Italia, tanto più che Anversa, in quest'epoca, era una città commerciale di primaria importanza. Tra i dieci costruttori "fondatori", figura Ioes Karest, originario di Colonia; a lui si devono due virginali poligonali, datati rispettivamente 1548 e 1550, che sono i più antichi strumenti costruiti al di là delle Alpi dopo il clavicembalo di Müller. Questi strumenti presentano caratteristiche intermedie tra la tradizione italiana (ad esempio, le pareti sottili, presenti anche nel Müller) e le particolarità dei grandi strumenti fiamminghi dei secoli successivi (come la tastiera rientrante nel volume della cassa armonica).

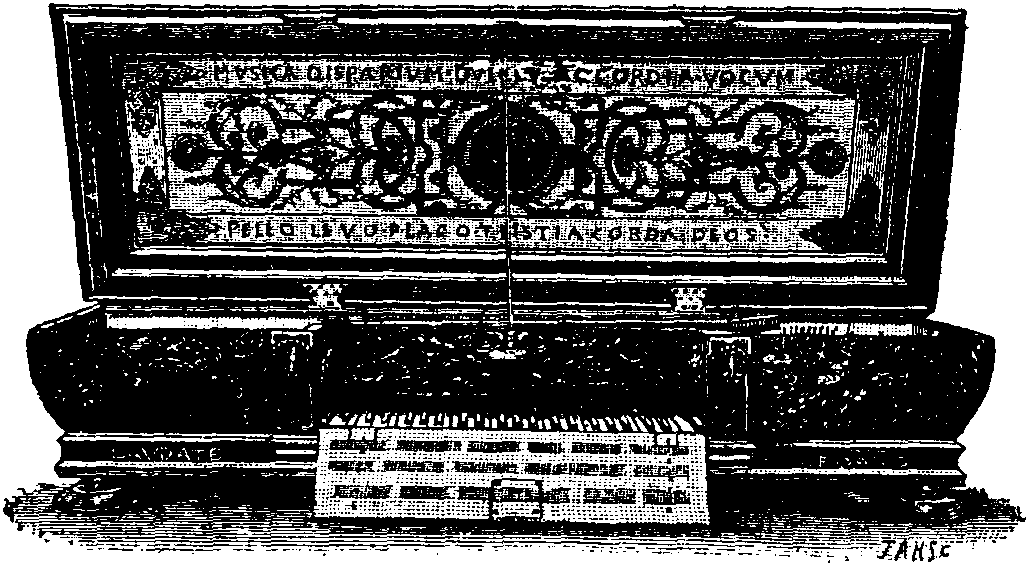
Virginale detto «del Duca di Clèves»
Londra, Victoria & Albert Museum

Verso la fine del secolo, la fattura fiamminga, di fatto concentrata ad Anversa, acquista le sue caratteristiche essenziali. Non sussistono che pochi strumenti dei decenni 1560-1580, alcuni virginali rettangolari e dei clavicembali, prima che la famiglia Ruckers cominci a dominare la produzione.
Il virginale di costruttore anonimo detto «del Duca di Clèves» fu costruito nel 1568 per il Duca Guglielmo il Ricco e si distingue più per il sontuoso aspetto esteriore che la struttura interna. La cassa in noce è a forma di sarcofago, con pareti arrotondate, ricca decorazione scolpita all'interno e dipinta all'esterno. La tastiera, dotata di 45 tasti con ottava corta do/mi-do, è posto al centro dello strumento, disposizione assai rara tra gli esemplari giunti fino a noi.
Gli altri virginali sono stati costruiti da Hans Bos (verso il 1578), Johannes Grouwels e Marten Van de Biest (verso il 1580). Quello di Bos è il primo a presentare la decorazione caratteristica della scuola fiamminga ad arabeschi e motivi di delfini su carta stampata; in quello di Grouwels troviamo la tastiera centrale come nel «Duca di Clèves», in quello di Van der Biest la disposizione detta « Moeder en kind » (Madre e figlio): l'insieme è composto da due virginali, di cui uno all'ottava (il figlio) che può essere inserito nel maggiore (la madre) oppure posato sopra, di maniera che le due tastiere possano essere accoppiate.

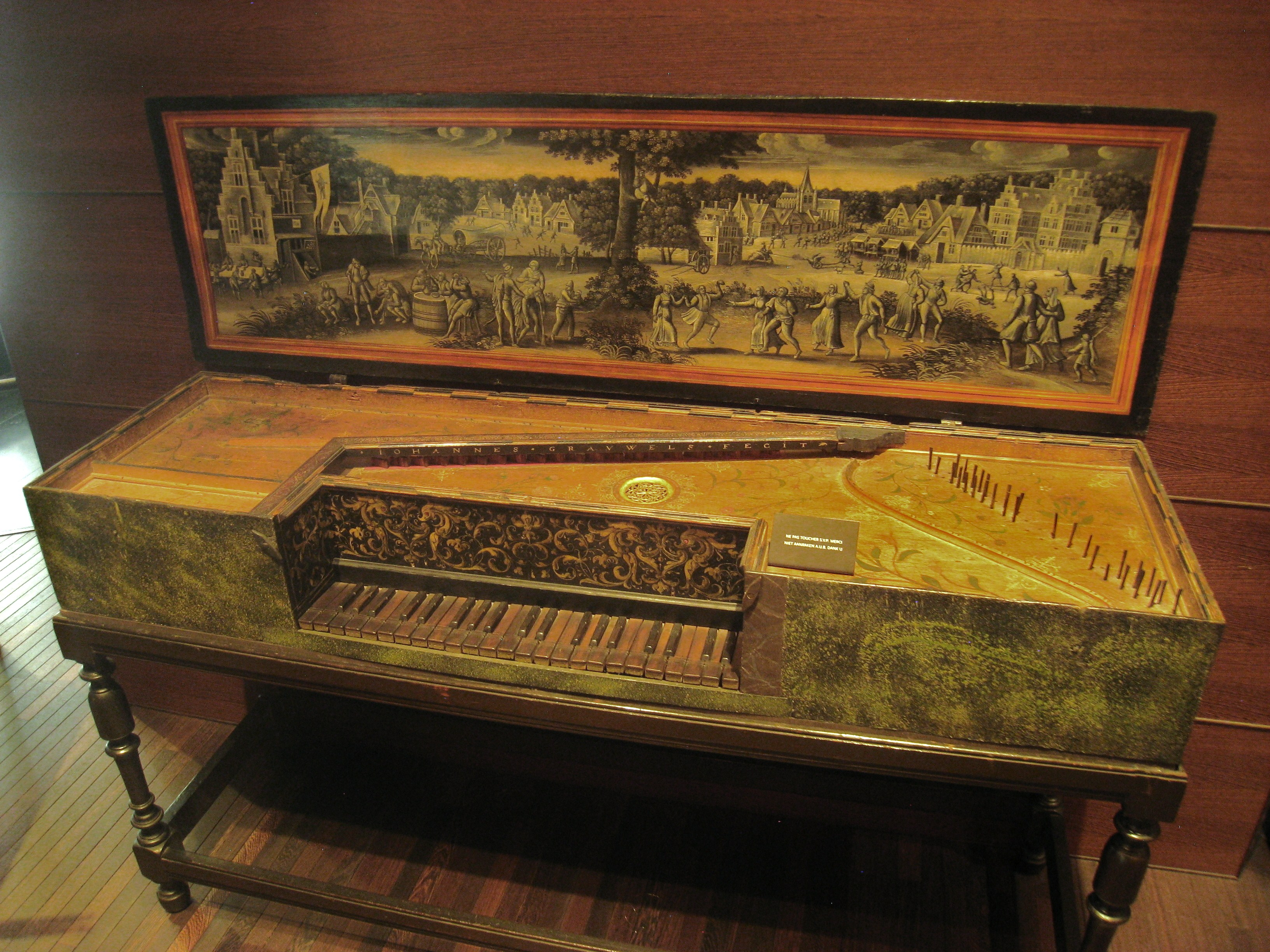
Il virginale di Johannes Grouwels

Esistono ancora oggi tre grandi clavicembali fiamminghi anteriori ad Hans Ruckers: un clavicembalo del 1584 di Hans Moermans (una tastiera, due registri di 8' e 4') e due anonimi pressoché della stessa epoca, con due tastiere non allineate; uno dei due presenta un registro di 16'. Si tratta dei primi strumenti conosciuti con questa disposizione. All'inizio, la seconda tastiera è aggiunta solo per la trasposizione di quarta (da do a fa): i tasti sono spostati rispetto alla tastiera principale, utilizzano le stesse corde, ma pizzicandole in un punto differente di fatto producono un colore sonoro diverso.
Hans Ruckers, nato a Malines verso il 1555 e stabilitosi ad Anversa prima del 1575, venne ammesso alla Gilda di San Luca come costruttore di clavicembali nel 1579. Fu il capostipite di una delle più importanti ed influenti famiglie di costruttori di cembali a livello europeo. Ben presto, gli strumenti Ruckers imposero nelle Fiandre e perfino al di là dei confini le loro caratteristiche (già apparse in strumenti precedenti), che consistono, rispetto agl'italiani, in una forma più tozza, cassa in legno più tenero con pareti più spesse, costruzione più massiccia, maggiore lunghezza dello strumento e delle corde, accompagnata da una progressione più accentuata dei diametri delle corde, decorazione meno raffinata, sonorità profonda e ricca di colori.

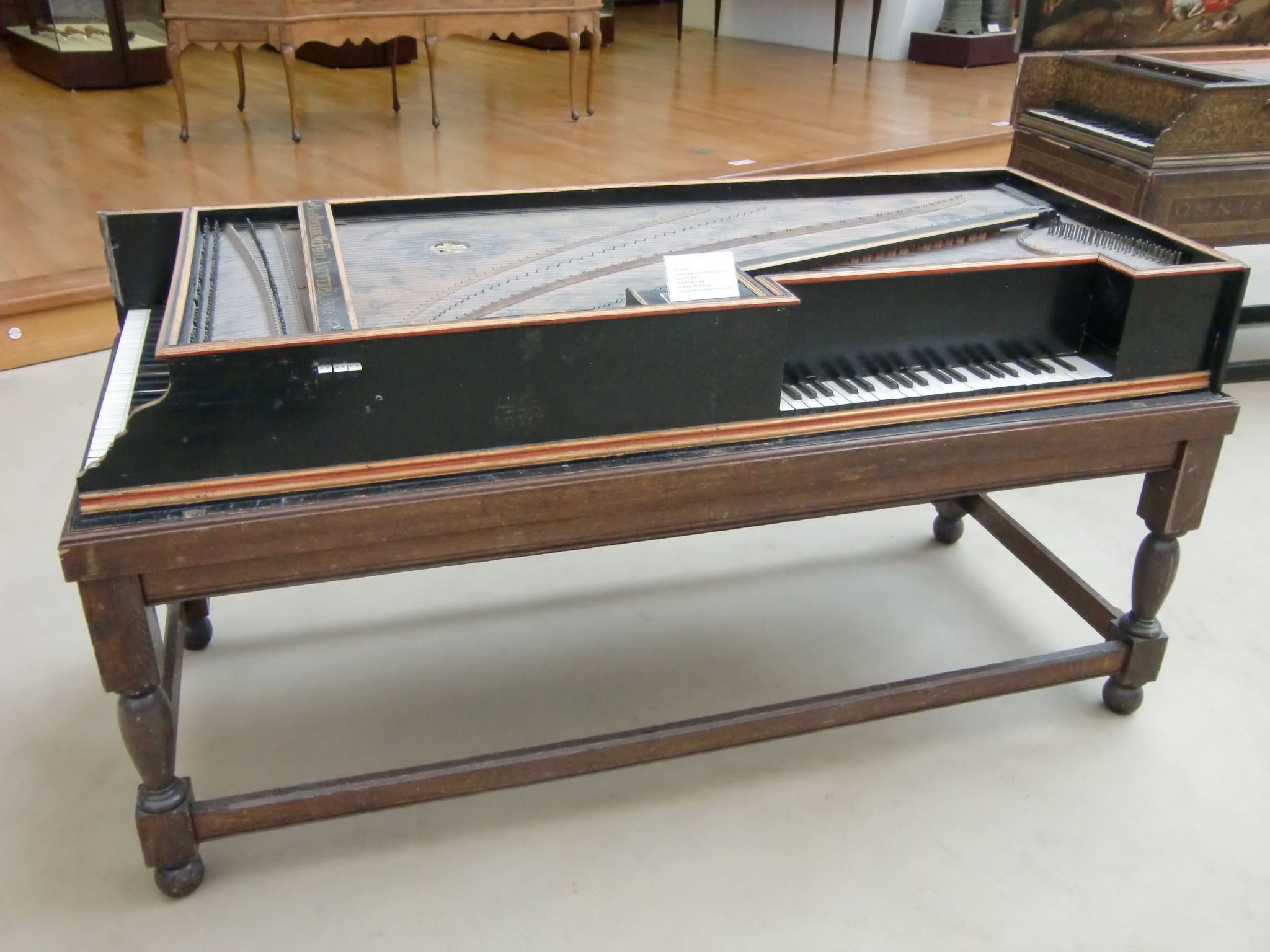
Combinato clavicembalo-virginale di Hans Ruckers (1594)
Berlino, Musikinstrumentenmuseum

Hans Ruckers morì nel 1598; tutto lascia pensare che abbia potuto costruire un numero limitato di strumenti. Della sua produzione non ci restano che 4 virginali (datati 1581, 1583 e 1591, uno dei quali è un « Moeder en kind ») ed un clavicembalo del 1594, che combina cembalo e virginale nella stessa cassa.

Gamma completa di virginali della famiglia Ruckers
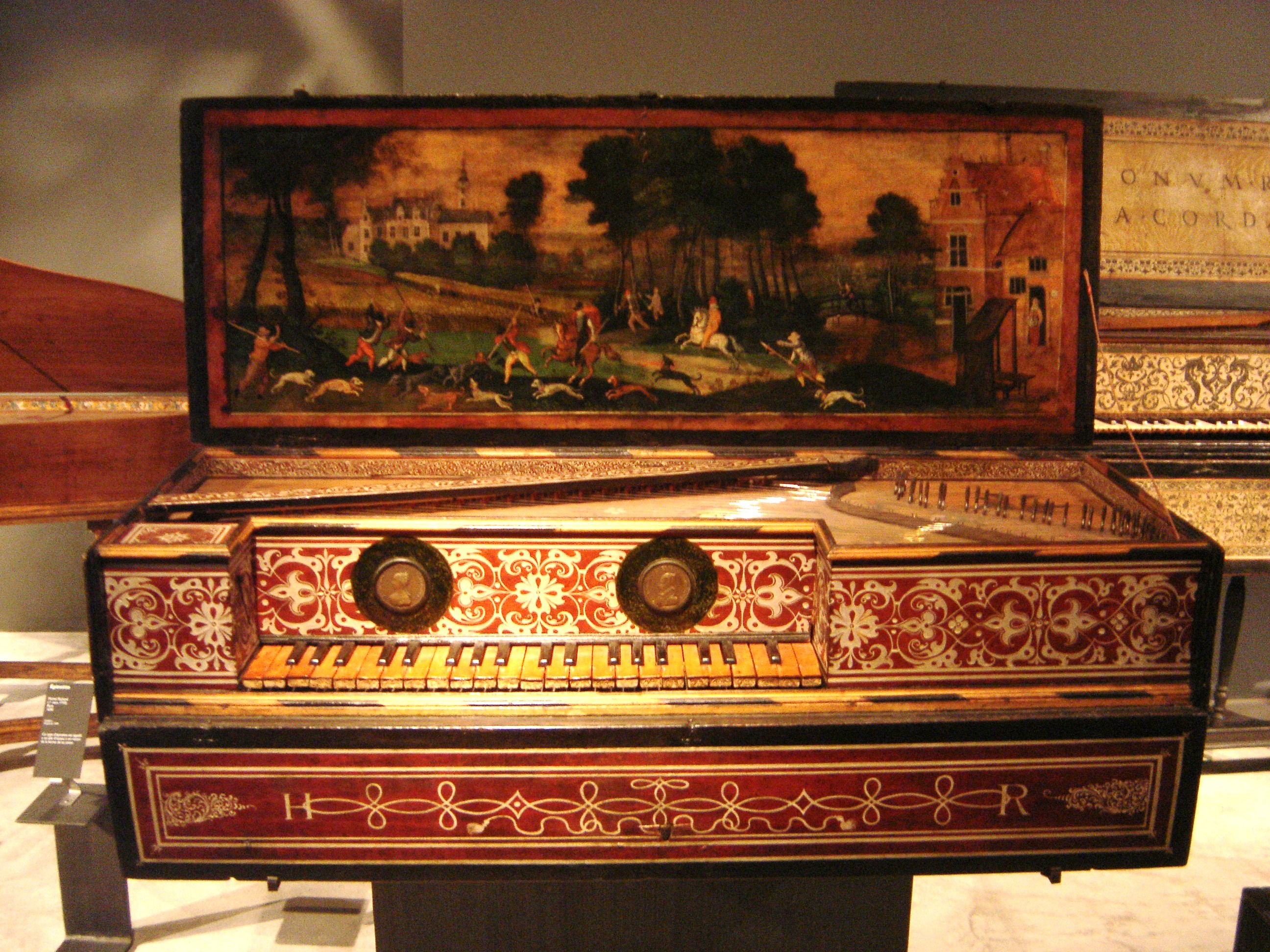
Hans Ruckers 1583 Virginale alla quinta Parigi, Musée de la Musique
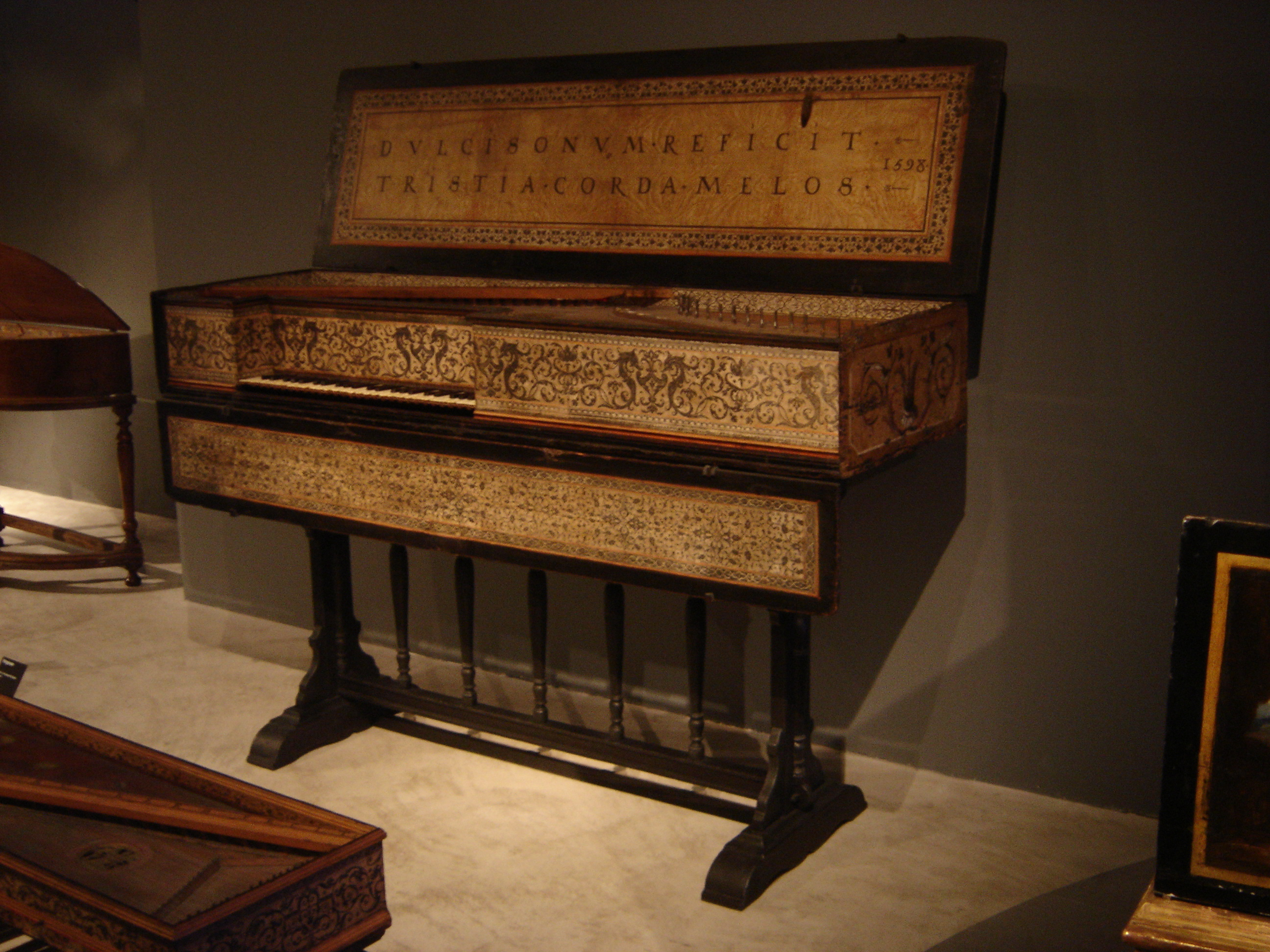
Hans & Ioannes Ruckers 1598 Grande virginale Parigi, Musée de la Musique
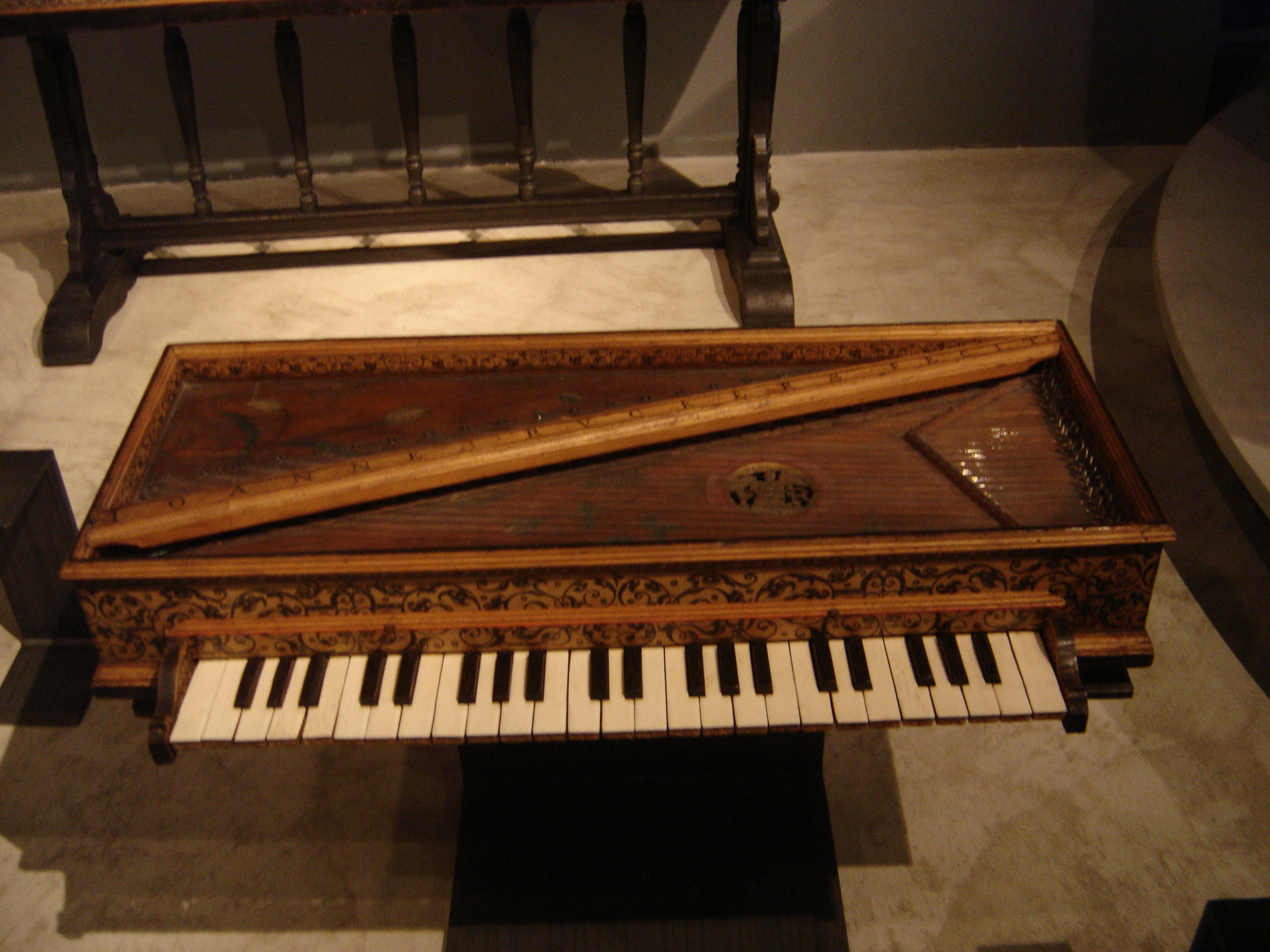
Ioannes Ruckers 1618 Virginale all'ottava Parigi, Musée de la Musique

### Francia e Inghilterra
Francia e Inghilterra importavano strumenti italiani, a causa di una produzione locale ancora insufficiente.
In Francia, nel XVI secolo, erano attivi numerosi cembalari, ma non ci è giunto nessun loro strumento. Probabilmente, costruivano unicamente virginali e spinette. Nella sua Harmonie Universelle (1636), Marin Mersenne scriveva (Libro terzo degli strumenti a corda, proposizione XXI):
I grandi clavicembali sono quindi molto rari, se non completamente inesistenti: la prima menzione di un « clavessin » si ritrova nel 1600, nell'inventario dei beni dell'organista Pierre Chabanceau de la Barre fatto in occasione della sua morte.
D'altra parte, in quest'epoca, il termine francese « épinette » (spinetta) e quello inglese « virginal » (virginale) hanno un significato generale non esattamente determinato. In Inghilterra, nonostante la presenza di diversi costruttori, il solo strumento che risalga al XVI secolo è un claviorganum del 1579 realizzato da Lodewijk Theewes, originario di Anversa. Tuttavia, questo strumento non è significativo della produzione inglese che, come in Francia, doveva consistere unicamente in piccoli strumenti appartenenti alla tipologia del virginale o della spinetta. Questi strumenti erano apprezzati nelle case delle famiglie altolocate, infatti Enrico VIII aveva raccolto un'importante collezione e sua figlia, la regina Elisabetta I suonava assai bene il virginale. Infatti, questa predilezione da parte di colei che fu soprannominata "la Regina Vergine" fu all'origine di una tenace credenza riguardo all'origine del nome virginale.

## XVII secolo
Nel XVII secolo, la produzione europea rimane dominata dai costruttori italiani e dalla dinastia dei Ruckers di Anversa, che esportano largamente i loro prodotti.
Gli strumenti italiani mostrano pochi progressi rispetto al periodo precedente; la caratteristica più notevole è una certa standardizzazione della disposizione con due registri di 8'.
Quanto ai Ruckers, la loro modalità di costruzione pressoché "in serie" e la qualità del loro lavoro li impone progressivamente come modello agli altri centri di produzione dell'Europa settentrionale. Viene adottata per i grandi clavicembali la seconda tastiera, inizialmente solo per la trasposizione, che sarà poi portata a grande sviluppo nel XVIII secolo.
Si cominciano a notare timidi segni di sviluppo della produzione in Francia, Inghilterra e Germania.

### Italia
Nel XVII secolo, il clavicembalo italiano subì alcune evoluzioni rispetto al secolo precedente; assai poco visibili, esse mantenevano comunque il carattere e la particolare sonorità degli strumenti del secolo precedente.

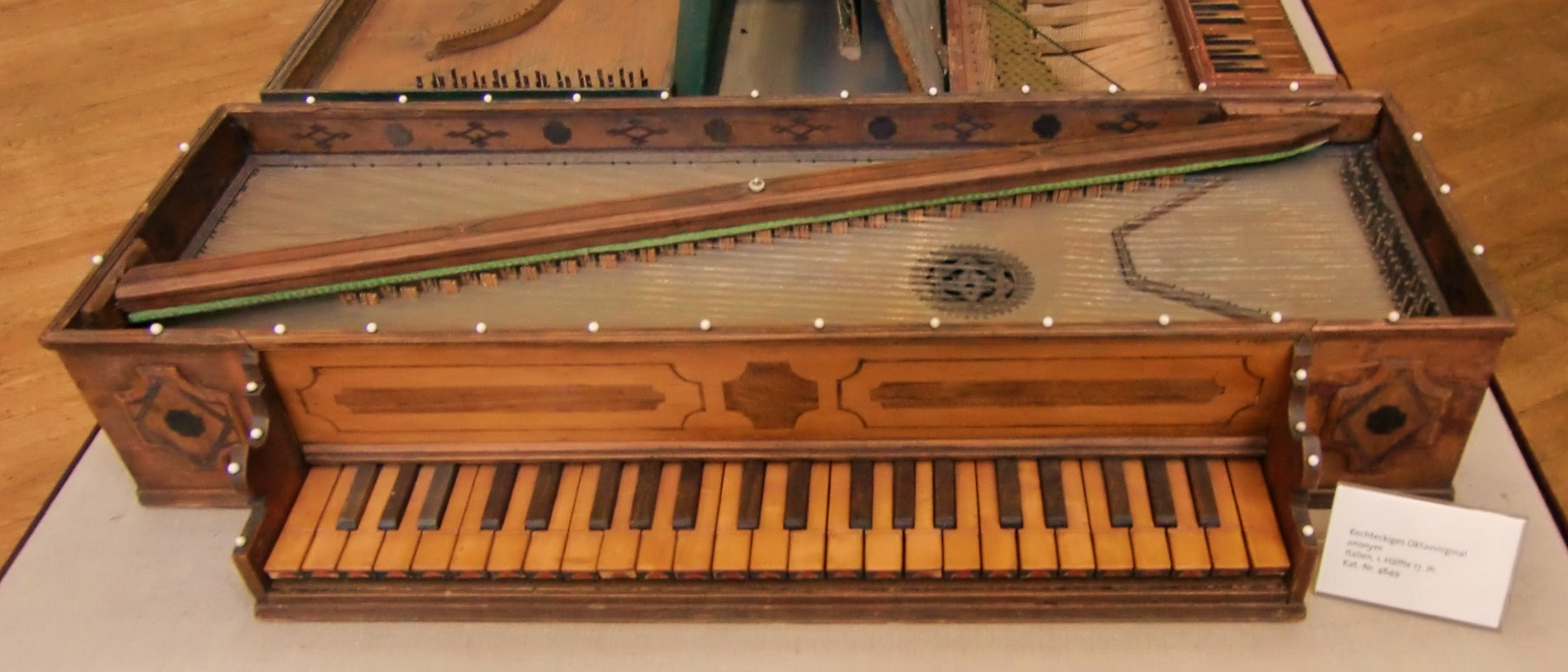
Spinetta rettangolare di autore anonimo, 1ª metà del XVII sec.
Berlino, Musikinstrumentenmuseum

Il numero di cembali costruiti era sempre importante, destinato sia al mercato locale che all'esportazione; ma, a differenza di quanto accadeva nello stesso periodo nelle Fiandre, dove i Ruckers, per così dire, monopolizzavano la produzione e imponevano di fatto il loro standard, in Italia i costruttori erano numerosi e lavoravano in città diverse. Si sono conservati fino ad oggi molti strumenti (di cui una buona parte anonima) che presentano quindi molta più varietà tra di loro, pur in un aspetto d'insieme che resta fortemente tipizzato e diverso dalla concorrenza nordica.
Accanto alla spinetta poligonale, sempre prodotta in gran numero, si vide riapparire la spinetta rettangolare che era passata di moda; i due tipi continueranno a coesistere fino al XVIII secolo.

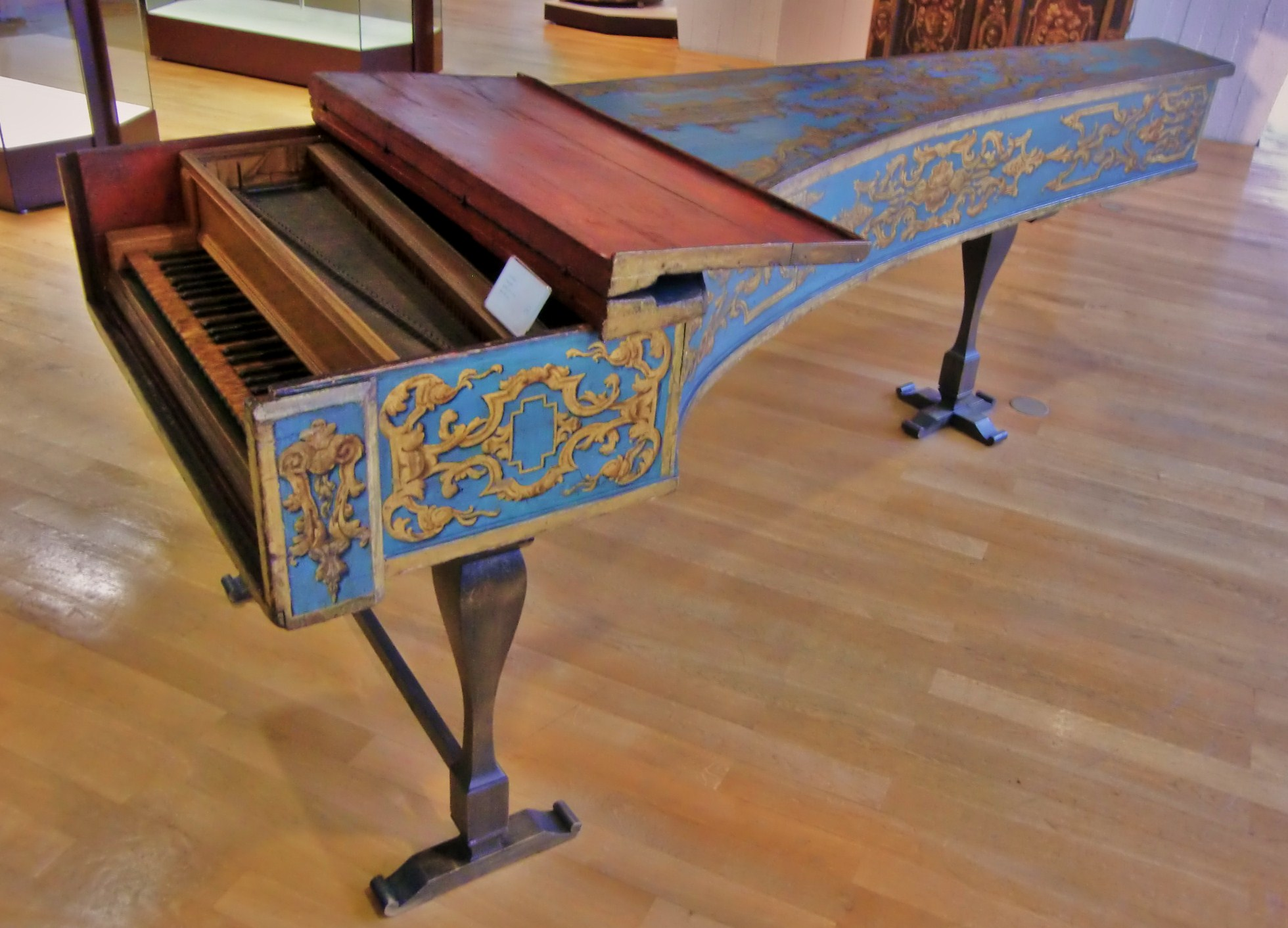
Clavicembalo anonimo, fine XVII sec.
Berlino, Musikinstrumentenmuseum

Se la struttura interna e i principi della costruzione restavano pressappoco gli stessi, si vide apparire, accanto agli strumenti con pareti sottili e cassa esterna, altri con pareti più spesse, che rendevano inutile la cassa; quest'ultima tuttavia è simulata, di modo che, ad un primo sguardo, la mancanza di cassa non risulta evidente. I clavicembali cominciarono ad essere dotati sistematicamente di cavalletti per sostenerli.
Un altro cambiamento generalizzato fu la sostituzione della disposizione di 8' e 4' con due registri di 8', più adatta all'esecuzione del continuo, che si sviluppava enormemente in quest'epoca sotto l'influenza di Claudio Monteverdi e dei compositori suoi contemporanei. L'antica disposizione non disparve mai del tutto, ma un numero considerevole di strumenti preesistenti furono modificati per essere più adeguati al mutato gusto timbrico; ciò ha provocato a lungo tra gli esperti la falsa opinione che gli strumenti italiani avessero avuto sempre dal 1500 al 1800 la classica disposizione "all'italiana" di 2 x 8'. Alcuni strumenti portavano perfino tre registri di 8'. La tastiera unica resta la regola; salvo rare eccezioni, gli strumenti dotati di più tastiere sono il risultato di trasformazioni o falsificazioni posteriori, in particolare ad opera del falsario Leopoldo Franciolini nel XIX secolo. L'estensione si stabilizzò più o meno da do1/mi1 (ottava corta) a do5, talvolta salendo fino al fa5, probabilmente per ragioni di trasposizione. Gli strumenti non erano più riservati esclusivamente a monarchi e alta aristocrazia, mentre la decorazione divenne, salvo particolari eccezioni, un po' più semplice.
Tra i centri di produzione, Venezia perde parzialmente la sua importanza a vantaggio di altre città: Roma (Boni, Zenti, Giusti, Ridolfi, Todini...), Napoli (Fabri, Guarracino), Firenze (Poggio, Pratensis, Pasquino, Mondini, de Quoco, Bolcioni, Pertici...), Bologna (Fabio da Bologna). Numerosi nomi di costruttori sono noti, ma non sono sempre associabili a strumenti ancora esistenti o ad indicazioni biografiche precise: d'altra parte, abbiamo un numero assai elevato di strumenti anonimi, alcuni dei quali sono giunti ad un'attribuzione da parte degli esperti. Inoltre, le falsificazioni operate nel XIX secolo contribuiscono a confondere le piste, attraverso la probabile creazione di nomi di costruttori mai esistiti e la falsa attribuzione di alcuni strumenti.

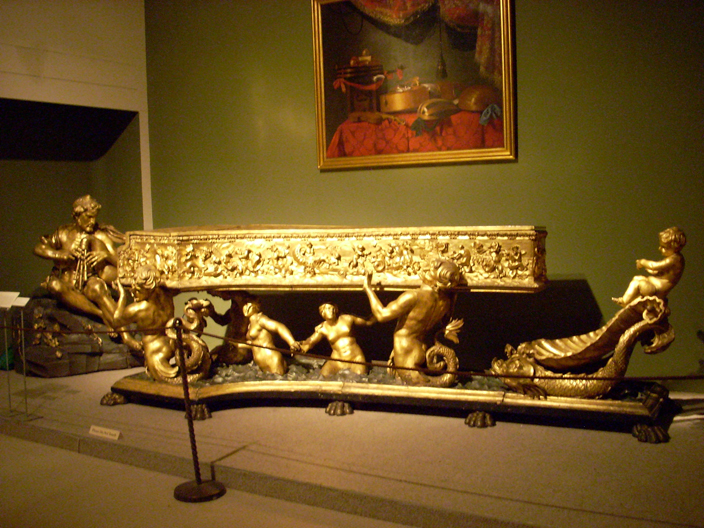
Clavicembalo di Michele Todini
New York, Metropolitan Museum of Art

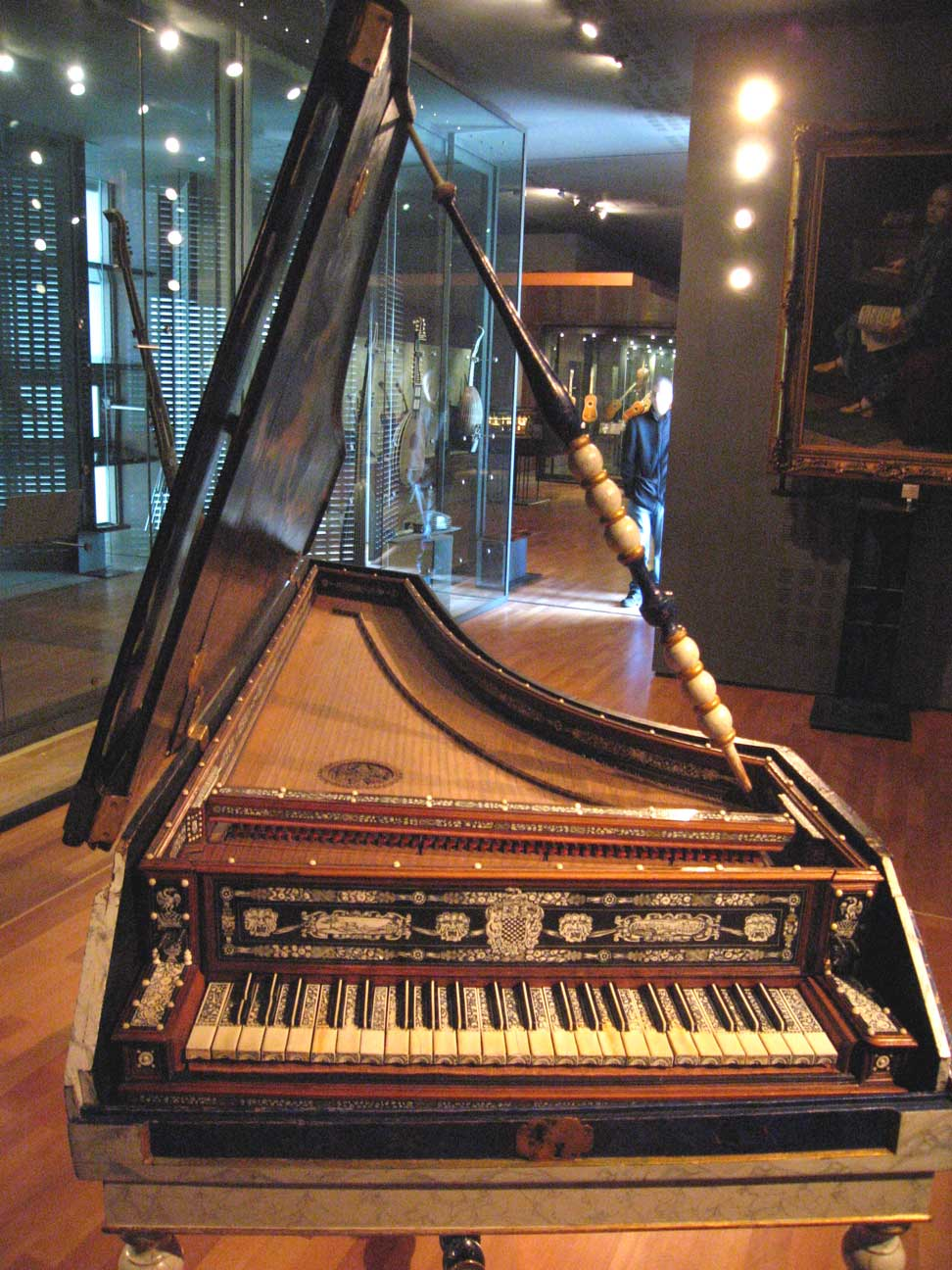
Clavicembalo di padre Fabio da Bologna (1677)
Parigi, Musée de la Musique

Tra i tanti nomi conosciuti, alcuni si distinguono particolarmente:
- Giovanni Battista Boni (attivo a Roma dal 1619 al 1641 circa) è noto per aver lavorato per la famiglia Barberini (quella di papa Urbano VIII e dei suoi nipoti, due dei quali, Francesco e Antonio, erano cardinali); i pochi strumenti rimasti presentano caratteristiche differenti tra loro[45].
- Girolamo Zenti (c. 1609 - c. 1666), forse il più conosciuto tra i costruttori italiani del secolo e quello che viaggiò di più. Nato a Viterbo, lavorò inizialmente a Roma, dove, alla morte di Boni, prese il suo posto presso i Barberini; successivamente, nel 1653, si trasferì a Stoccolma. Nel 1660 fu di nuovo a Roma, due anni dopo a Parigi, nel 1664 a Londra e quindi a Roma, infine nel 1666 di nuovo a Parigi, dove morì. È possibile che abbia lavoravo anche a Firenze per il Granduca di Toscana Ferdinando III. Purtroppo, non ci rimane alcuno strumento ch'egli abbia potuto costruire a Stoccolma, Parigi e Londra. Egli è noto soprattutto per uno strumento con falsa cassa esterna del 1631, la prima spinetta curva in nostro possesso (che ha fatto ritenere ch'egli ne possa essere l'inventore): una tipologia di strumento che conobbe un grande successo in Francia, Germania e soprattutto Inghilterra[46].
- Michele Todini (1625 - dopo il 1681) è l'autore del clavicembalo più straordinariamente decorato che sia giunto fino a noi[47], esposto al Metropolitan Museum di New York. È interamente dorato; la fascia curva è decorata con un bassorilievo che rappresenta una scena della mitologia greca; al posto dei cavalletti, troviamo un incredibile gruppo scultoreo che pare emergere dall'oceano: tre tritoni trasportano lo strumento, incoraggiati da due naiadi e seguiti da dei delfini che portano un putto in una conchiglia; la base, dipinta di verde per rappresentare il mare, riposa su delle zampe di leone; due sculture separate rappresentano il ciclope Polifemo e la ninfa Galatea.
- Giuseppe Mondini (1631 - 1718), prete e costruttore, era in relazione con i Medici ed il cardinale Pietro Ottoboni. Sarebbe lui, prima del francese Jean Marius, l'inventore del clavicembalo pieghevole (o cembalo piegatorio)[48].
- Honofrio Guarracino (1628 - dopo il 1698) fu il rappresentante principale della scuola napoletana, i cui principi di fattura si allontanavano da quelli dell'Italia settentrionale in particolare nei virginali di forma rettangolare, il cui somiere è disposto dietro ai saltarelli e non lateralmente[49].
- padre Fabio da Bologna (1639 - 1703) avrebbe lavorato in Francia; di lui ci è rimasto in particolare un esemplare di clavicembalo datato 1677, conservato al Musée de la Musique a Parigi; la disposizione è quella abituale, tuttavia l'aspetto generale e la decorazione sono molto differenti dalla pratica italiana corrente[50]. Un altro strumento è conservato nel Museo di San Colombano (Collezione Tagliavini) di Bologna[51].

### Fiandre
La storia del clavicembalo fiammingo nel XVII secolo è, per così dire, una cronaca della dinastia Ruckers e Couchet, dei quali sono conservati un centinaio di strumenti; quelli che portano altri nomi (Hans Moermans il Giovane, Simon Hagaerts, Gommar van Eversbroeck e Joris Britsen) sono solamente cinque; d'altra parte, sono simili sotto tutti gli aspetti.
Hans Ruckers ebbe undici figli. Alla sua morte, nel 1598, due di loro rilevarono l'attività: Ioannes (1578 - 1642) e Andreas (1579 - c. 1652). Inizialmente, i due fratelli lavorarono insieme, ma nel 1608 Andreas creò il suo proprio atelier.
La generazione seguente è rappresentata dal figlio di Andreas, anch'egli chiamato Andreas (1607 - c. 1654) e Ioannes Couchet (1615 -1655), nipote di Hans da parte di madre. Couchet aveva fatto il suo apprendistato presso lo zio Ioannes e dopo la morte di questi rilevò l'impresa. Anch'egli ebbe quattro figli costruttori di strumenti: Ioannes II (nato nel 1644), Petrus Ioannes (nato nel 1648), Ioseph Ioannes (1652-1706) et Abraham Ioannes (nato nel 1655).
In questo modo, durante tutto il XVII secolo questa famiglia monopolizzò l'arte cembalara ad Anversa. Grant O'Brien stima che dai 35 ai 40 strumenti uscissero ogni anno dagli atelier di Ioannes e di Andreas, e che la loro produzione totale in 45 anni di attività si debba situare tra i 3000 e i 3500 esemplari, calcolando tutti i tipi di modello. Questa cifra, che non ha eguali nella loro epoca, rimarrà probabilmente insuperata fino a Jacob Kirkman (1710-1792), che diede origine alla omonima dinastia di costruttori di clavicembali e fortepiani basata in Inghilterra.
Una produzione così importante numericamente e qualitativamente suppone un grande numero di lavoranti; i Ruckers, probabilmente, si limitavano a dirigere il lavoro e a controllare gli strumenti finiti prima della consegna. È altrettanto probabile che la produzione di certi elementi, in particolare i saltarelli, venisse subappaltata.

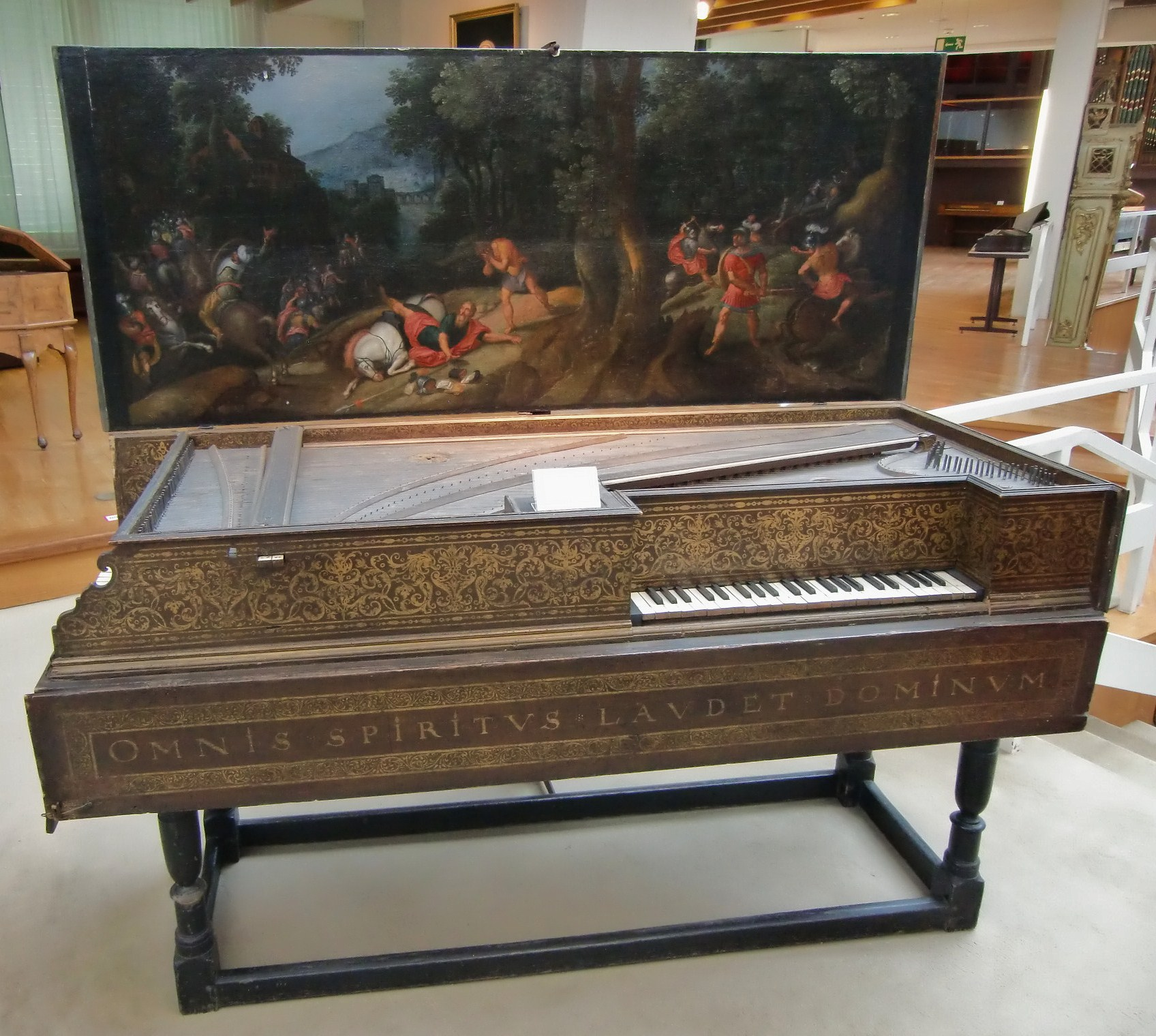
Combinato clavicembalo-virginale di Ioannes Ruckers
Berlino, Musikinstrumentenmuseum

I Ruckers/Couchet crearono, o quantomeno imposero, la tipologia del clavicembalo fiammingo, molto diverso da quello italiano sia nella concezione che nella sonorità. Essi produssero tutta una gamma di strumenti, distinti per dimensione in quattro gruppi: virginali, clavicembali a una tastiera, clavicembali a due tastiere, combinati che comprendono un cembalo e un virginale nella stessa cassa rettangolare.
I virginali presentano sei lunghezze distinte, espresse secondo il "piede fiammingo" (voet): rispettivamente 6, 5, 4½, 4, 3 et 2½ voeten. Tra gli strumenti più lunghi, la tastiera è piazzata a sinistra o al centro, o anche più a destra (muselaar): il punto in cui la corda viene pizzicata, piuttosto lontano dal capotasto, produce una caratteristica sonorità piena e profonda. Distinti per dimensione, i modelli proposti sono nove: sei del tipo «virginale-spinetta», tre del tipo «virginale-muselaar». Di tutti questi tipi è giunto fino a noi qualche esemplare, con l'eccezione del «virginale-spinetta» da 5 voeten. Gli strumenti di 3 voeten fanno spesso parte della combinazione detta « Moeder en kind », dove la madre è uno strumento di 6 voeten.
Il clavicembalo ad una tastiera "standard" è uno strumento di 6 voeten (lungo circa 181 cm e largo circa 71) con un'estensione da do1/mi1 a do5 (ottava corta) e una disposizione 8' e 4'; una variante meno frequente, secondo Grant O'Brien senza dubbio destinata al mercato inglese, è dotata di una tastiera interamente cromatica.
I clavicembali doppi sono più grandi (circa 224 x 71 cm), ma presentano la stessa estensione; le tastiere non sono allineate, ma traspositrici, a distanza di una quarta: la tastiera superiore va da do1/mi1 a do5 (45 note, ottava corta), quella inferiore ha un'estensione nominale da do1/mi1 a fa4, che corrisponde all'estensione reale sol1/si1 à do5 (50 note, ottava corta). Le tastiere hanno ciascuna i propri registri (8' e 4'), ogni registro ha i propri salterelli, ma condividono le medesime corde, quindi le tastiere non erano concepite per essere suonate insieme o accoppiate. Il clavicembalo doppio può anche essere dotato di tastiere cromatiche.
La costruzione del cembalo fiammingo è assai diversa da quella dell'italiano. Le pareti, sempre in legno di tiglio, sono più spesse (da 14 a 16 mm) ed il fondo è applicato per ultimo su una cassa già formata attraverso l'assemblaggio del somiere, delle fasce e dei rinforzi interni, probabilmente montati dopo l'installazione della tavola armonica. Il sistema di catene di quest'ultima comprende una grande catena piazzata in diagonale in modo da limitare una porzione triangolare di tavola comprendente la rosa, e quattro piccole catene perpendicolari alla fascia dorsale, situate dai due lati della rosa. Tra due catene del fondo è riservato uno spazio per un piccolo cassetto che si apre verso la fascia dorsale ed è destinato a contenere attrezzi e materiali necessari alla manutenzione. La cassa ha una forma relativamente compatta, con una fascia curva dotata di concavità continua. Il coperchio è articolato in due parti, delle quali quella anteriore copre solamente le tastiere, il somiere ed il coperchio dei salterelli.
Il diapason della corda corrispondente al do4 è di circa 35–36 cm, con un diametro progressivamente aumentato verso i bassi. Le corde sono in ferro negli acuti e in bronzo e successivamente in rame verso i bassi. I registri attraversano la fascia corta in modo che si possano manovrare o escludere se necessario. Capotasti e ponticelli sono in faggio.

Il XVII secolo è la grande epoca dei clavicembali Ruckers
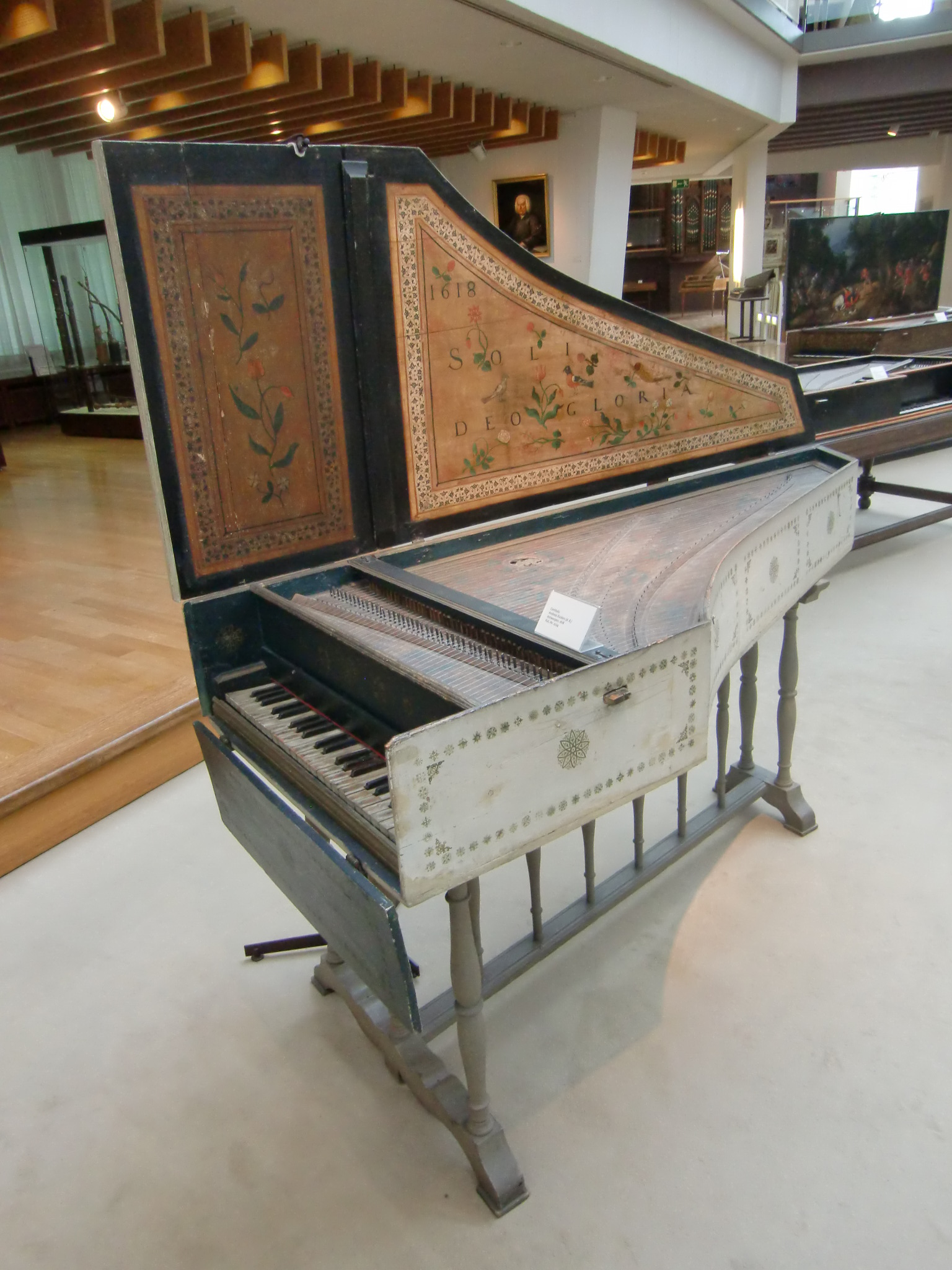
Andreas Ruckers 1618 Berlino, Musikinstrumentenmuseum
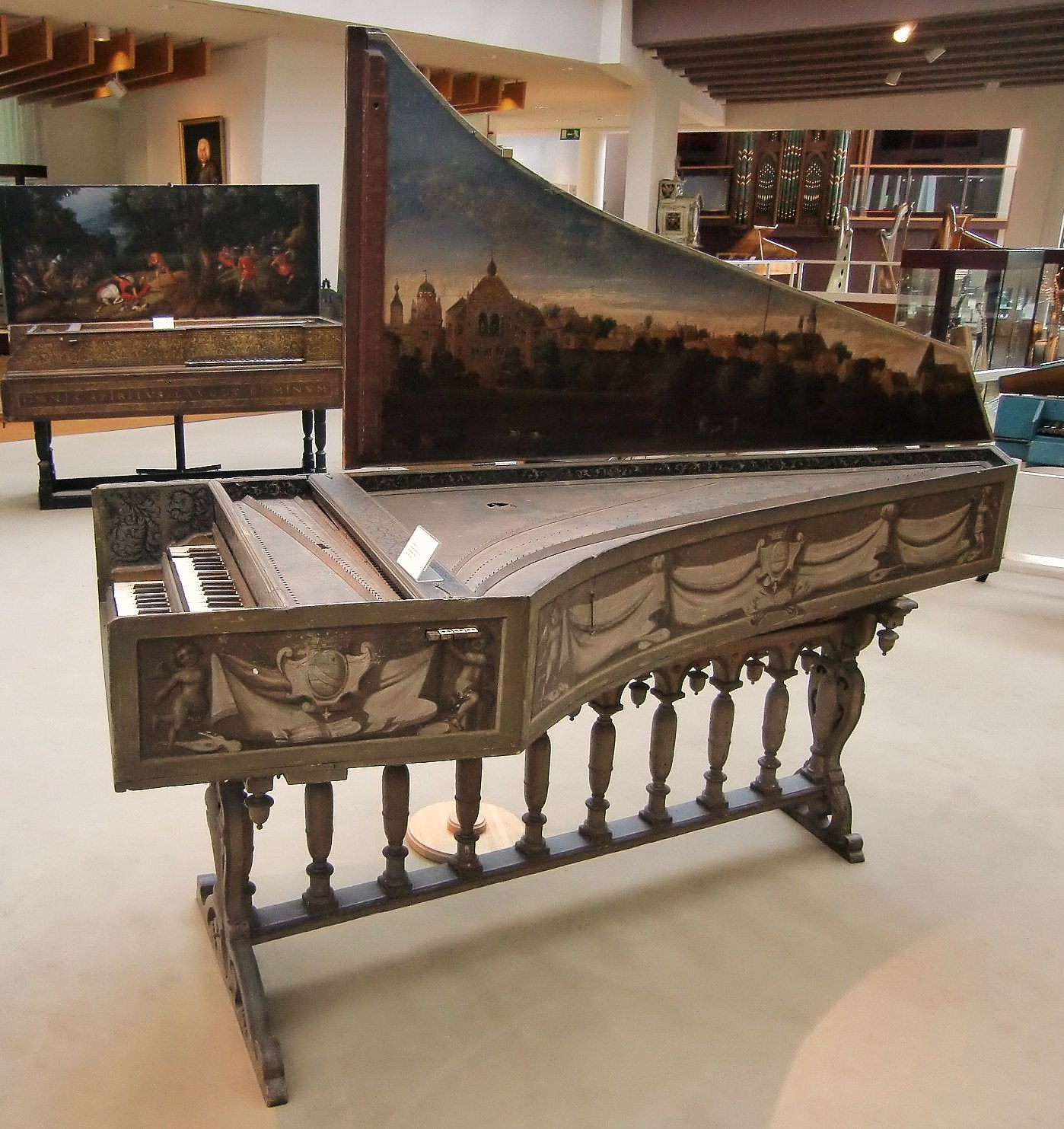
Andreas Ruckers 1620 Berlino, Musikinstrumentenmuseum
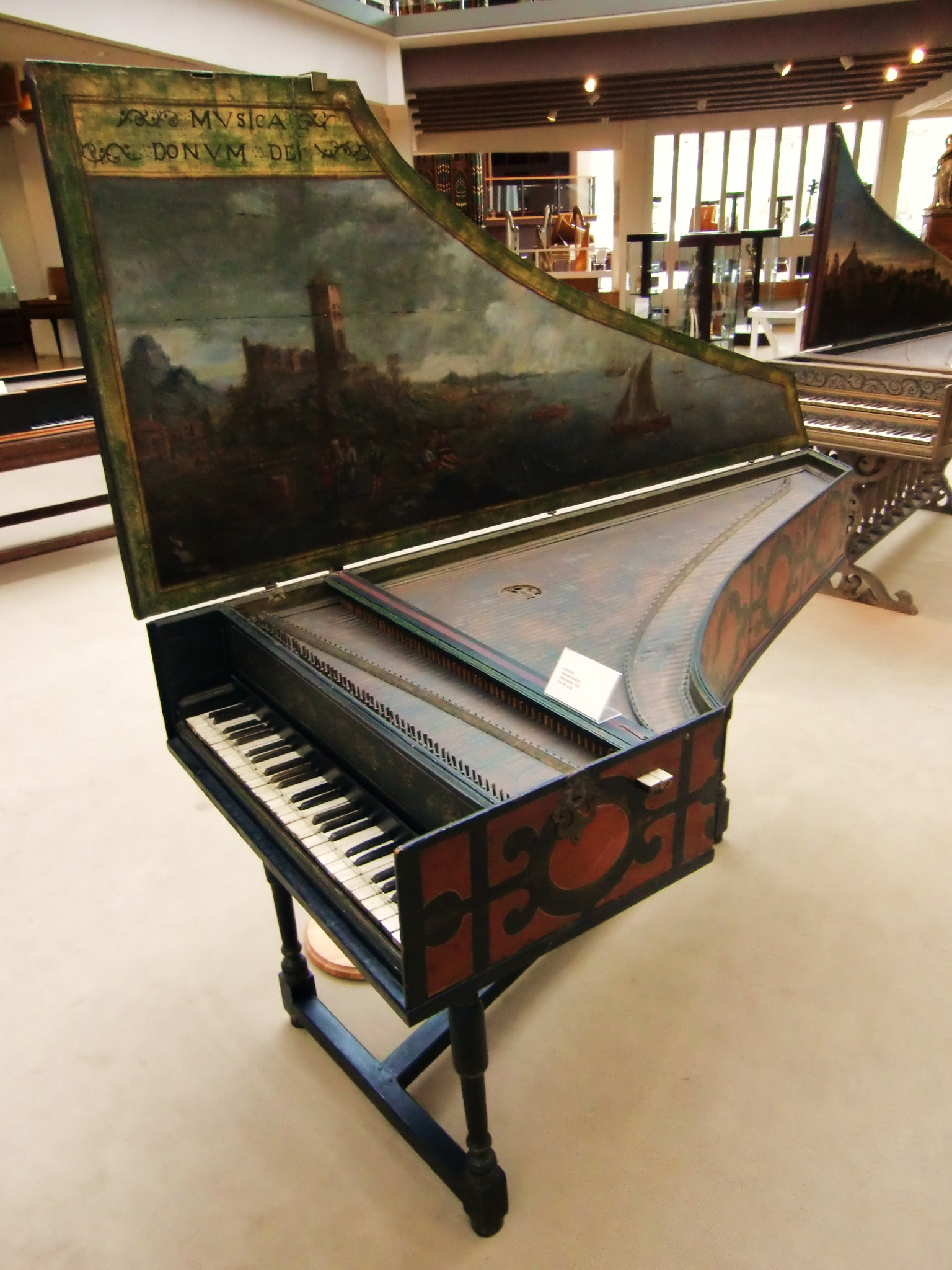
Ioannes Ruckers 1627 Berlino, Musikinstrumentenmuseum
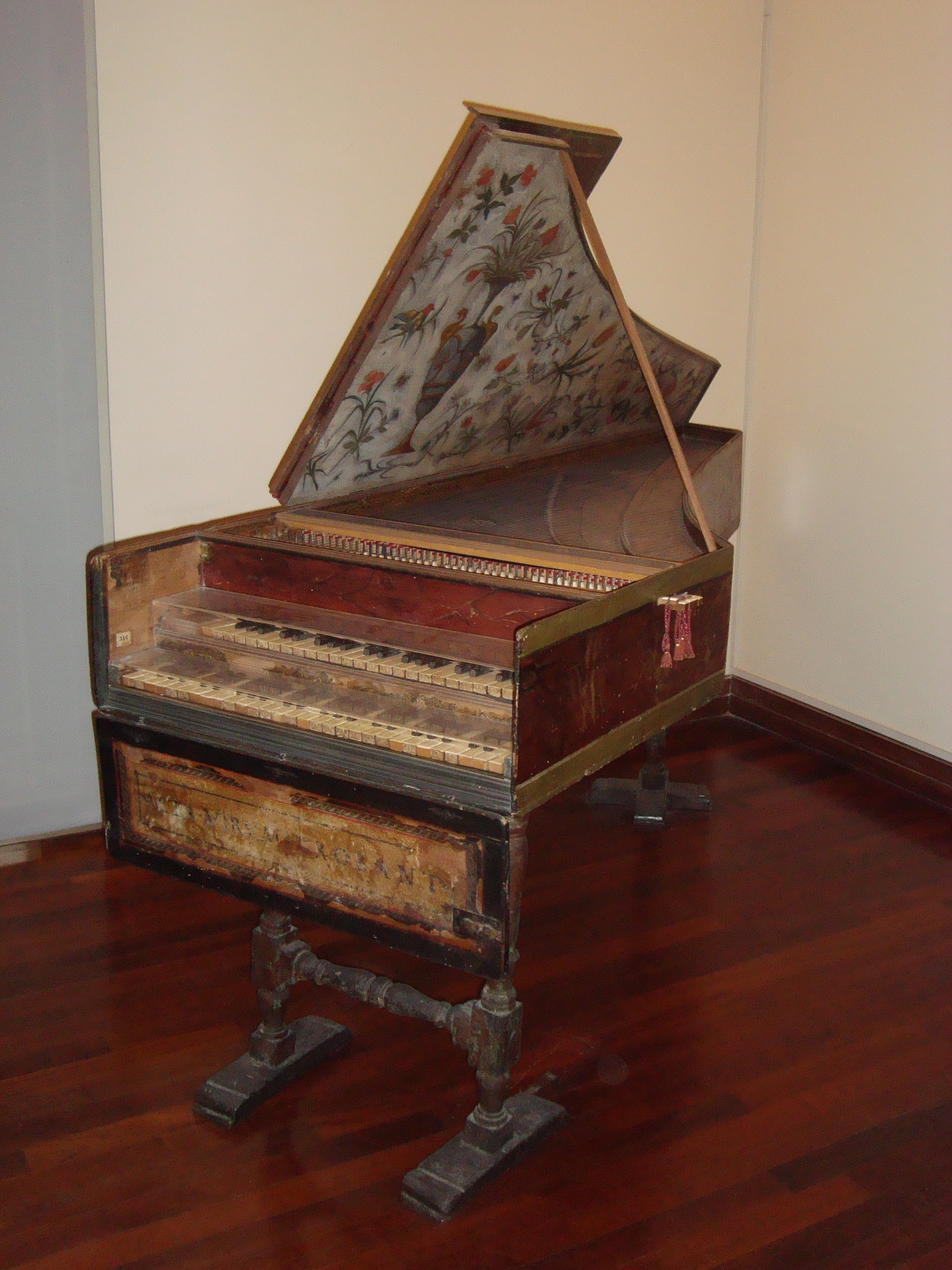
Ioannes Ruckers 1637 Roma, Museo Nazionale degli Strumenti Musicali

La decorazione fiamminga originale (spesso cambiata in occasione delle modifiche apportate agli strumenti) è molto caratteristica. È molto nota, non solo grazie a quei rari strumenti conservati nel loro stato originale, ma anche e soprattutto per le numerose scene di genere presenti nella pittura fiamminga, nelle quali si nota come virginali, muselaar e clavicembali facciano comunemente parte dell'arredamento delle abitazioni alto-borghesi.

Il cembalo nelle scene di genere fiamminghe
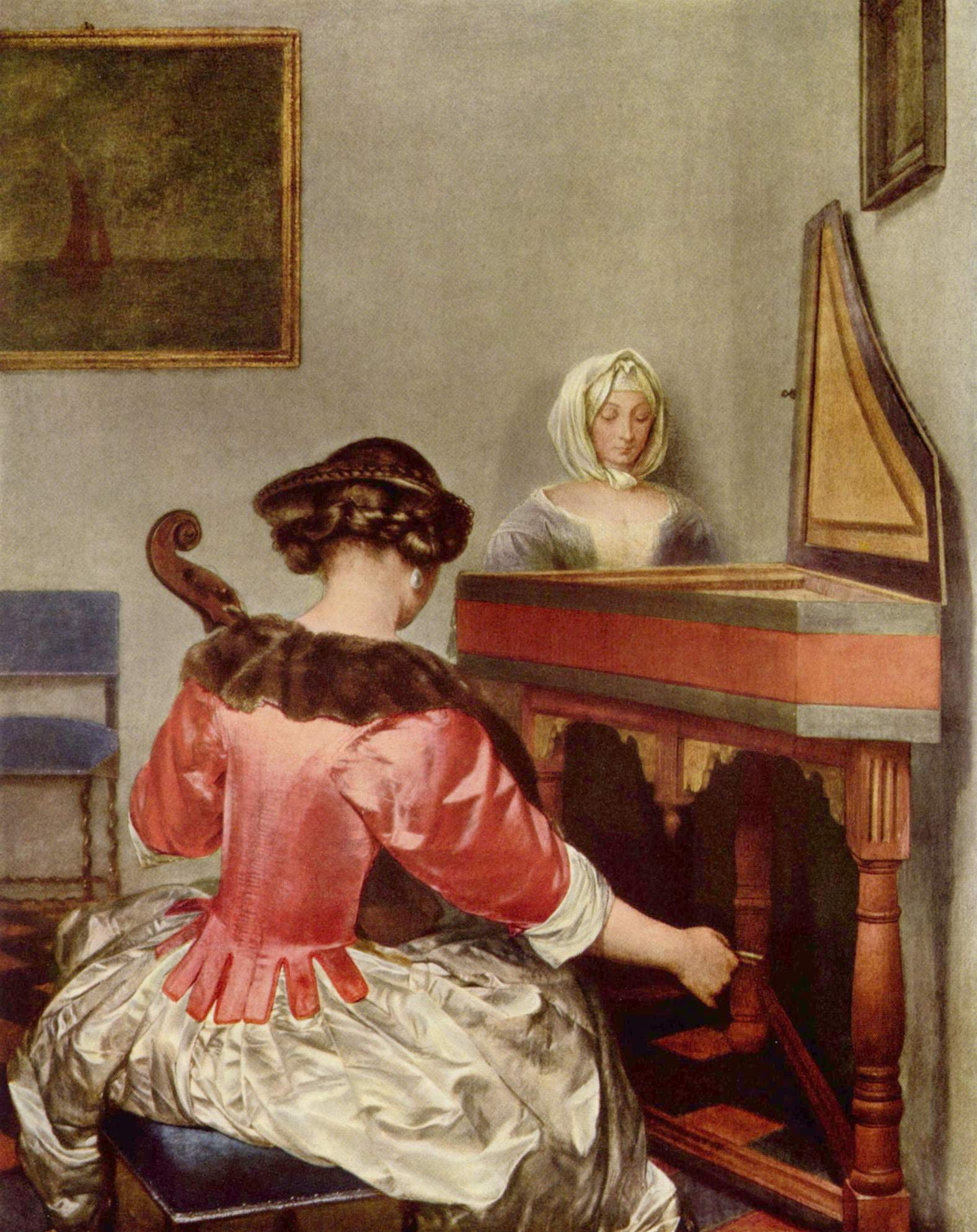
Gerard ter Borch Il concerto, 1655 Berlino, Gemälde Galerie
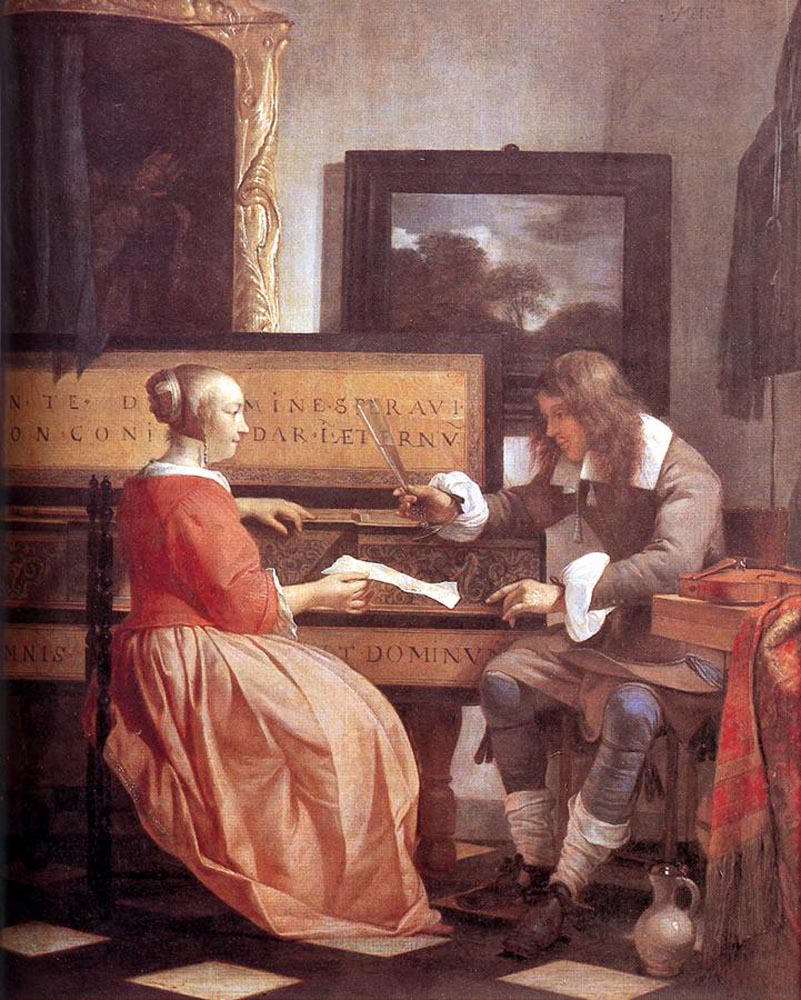
Gabriel Metsu Uomo e donna seduti al virginale, c. 1659 Londra, National Gallery
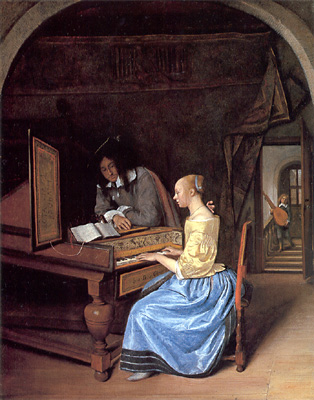
Jan Steen « Acta virum probant », 1659 Londra, National Gallery
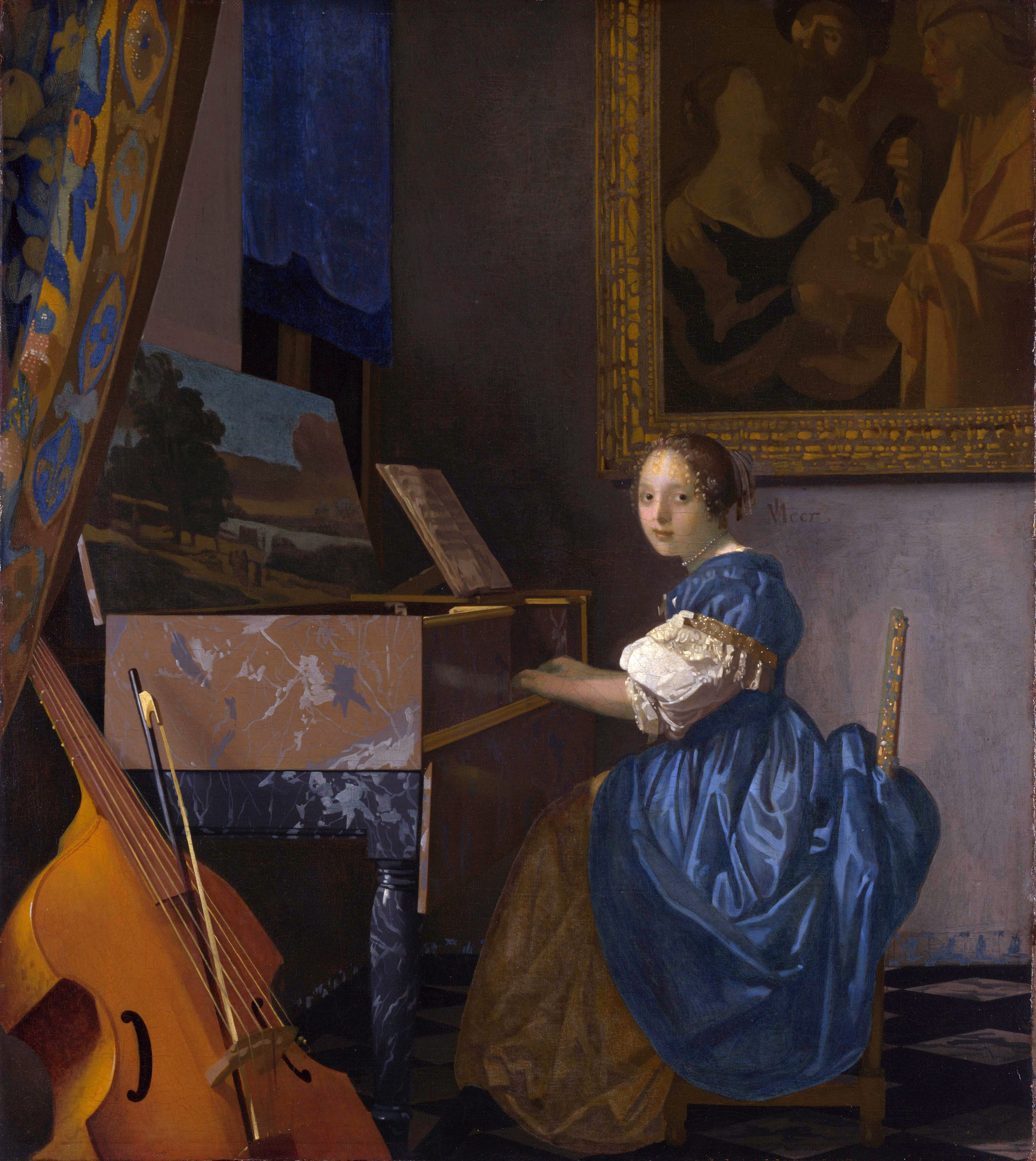
Johannes Vermeer Giovane donna al virginale, 1672 Londra, National Gallery

La tavola armonica porta tutto intorno degli arabeschi azzurri e più al centro una decorazione floreale dipinta in maniera assai rudimentale, comprendente anche talvolta uccelli, frutti, verdura, ecc. La data di fabbricazione è talvolta inscritta in una piccola orifiamma.

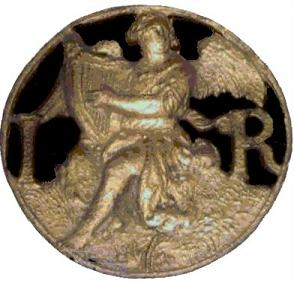
Rosa di Ioannes Ruckers

Al centro di una corona di fiori, la rosa è in stagno dorato; vi si mostra un angelo musicista, incorniciato dalle iniziali del costruttore: HR (Hans), IR (Ioannes), AR (Andreas). Ogni produttore ha il suo proprio disegno, e Ioannes usava anche variarlo in funzione del tipo di strumento.
L'interno dell'alloggiamento della tastiera e la porzione di fascia che sporge intorno alla tavola armonica sono ricoperte da carta stampata in nero su fondo bianco (o al contrario) con motivi di arabeschi, spesso riproducenti delfini stilizzati. L'interno del coperchio può essere tappezzato di carta che imita il legno, sulla quale figura, in grandi lettere, una massima latina di circostanza o morale, mentre per gli strumenti più elaborati può essere impreziosita da una pittura rappresentante una scena mitologica o familiare.
La cassa è dipinta con un motivo di finto marmo o finto ferro battuto e talvolta riporta dei medaglioni in trompe-l'œil; di fatto, pochi strumenti conservano ancora questa decorazione dall'aspetto assai rozzo, in quanto spesso venne rimpiazzata successivamente da un'altra più raffinata.
Lo strumento è sostenuto da gambe tornite di quercia, riunite in un cavalletto o sotto forma di balaustra. Esso può essere talmente alto da dover essere suonato in piedi. Le tastiere sono in faggio o tiglio ricoperto d'osso per i tasti diatonici (i tasti bianchi del pianoforte) o annerito per i tasti cromatici.
I due ultimi membri della famiglia Couchet, Abraham et Joseph, vennero ammessi alla gilda di San Luca nel 1666. Dopo questa data, la reputazione internazionale della fattura fiamminga sembra essere diminuita considerevolmente, tornando ad avere un respiro legato solamente al mercato locale.

### Stile internazionale
Per spiegare certe similitudini strutturali tra gli strumenti costruiti nel XVII secolo in Francia, Inghilterra e Germania, taluni esperti hanno elaborato la teoria di uno "stile internazionale", che troverebbe un primitivo esemplare nel clavicembalo di Müller (1537) già visto; rispetto a questo stile, le tipologie italiane e fiamminghe rappresenterebbero delle varianti opposte ed estreme. Tale stile si definisce attraverso caratteristiche essenzialmente intermedie: fasce di spessore intermedio tra quelle sottili degli italiani e quelle più spesse dei fiamminghi, e così pure corde di lunghezza intermedia tra quelle italiane (corte, in bronzo) e quelle fiamminghe (lunghe, in ferro). Tuttavia, lo stile internazionale sarebbe non tanto una media operata tra le modalità costruttive italiana e fiamminga, bensì uno stile arcaico comune, dal quale le due principali tipologie nazionali si sarebbero separate in seguito ad uno sviluppo divergente.

### Francia

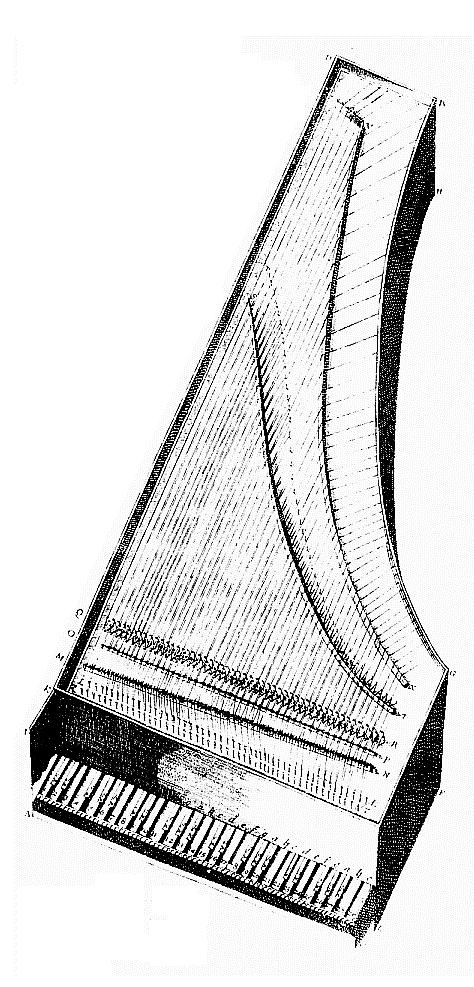
Clavicembalo - Harmonie universelle di Marin Mersenne (1636)

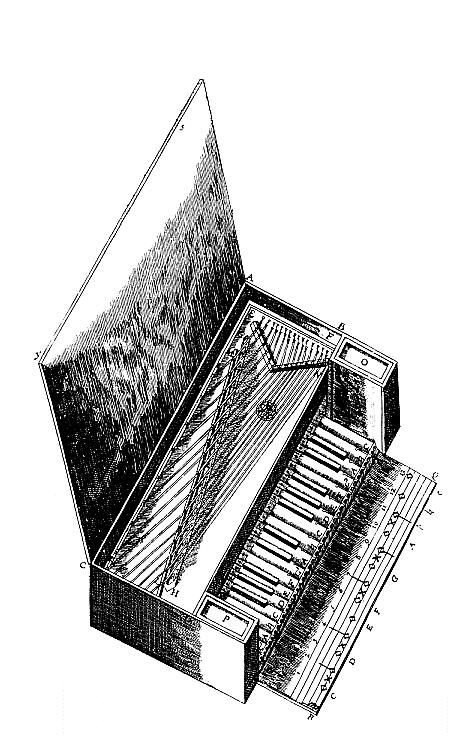
Virginale all'ottava - Harmonie universelle di Marin Mersenne (1636)

Il centro principale nella costruzione in Francia era Parigi, dove l'attività degli artigiani veniva esercitata nel quadro di una gilda (« Communauté des maîtres faiseurs d'instruments de musique de la ville et faubourgs de Paris », in italiano "Comunità dei maestri fattori di strumenti musicali della città e dei sobborghi di Parigi") stabilita da Enrico IV nel 1599; questo sistema fu mantenuto fino alla Rivoluzione francese. Posto a protezione delle situazioni acquisite, questo sistema provocava altresì la conseguenza d'impedire una reale concorrenza commerciale, in quanto gli atelier erano costretti ad impiegare, oltre al titolare, solo un altro lavoratore ed un apprendista, ed erano tenuti ad impiegare gli stessi mezzi e materiali. In questo modo, nessun atelier poteva conquistare una posizione predominante. Tuttavia, il re poteva tenere al suo servizio artigiani, anche stranieri, che non erano sottoposti all'autorità della gilda. Tra le prime dinastie di costruttori del XVII secolo, la più importante è quella dei Denis, ma si devono ricordare anche Jacquet, Dufour, Dumont, Richard, Rastoin, Vaudry. Qualche costruttore lavorava anche in provincia, in particolare a Lione (Donzelague, Desruisseaux) e a Tolosa (Vincent Tibaut).
Ci restano pochi strumenti di questo periodo, ma in compenso abbiamo un documento preziosissimo per conoscerli: l'Harmonie Universelle di Marin Mersenne, opera enciclopedica pubblicata nel 1636. Il libro III (Livre troisiesme des Instruments a chordes) è dedicato al clavicembalo e al clavicordo (« manicordion »). Oltre ad un'esposizione teorica assai completa, sebbene non sempre chiara, esso include numerose tavole di dati, schemi e stampe di strumenti; per quel che concerne la famiglia dei clavicembali:
- un virginale all'ottava di 2 ottave e mezza (sol/si, ottava corta a fa) con pareti sottili, coperchio piatto, tastiera incastrata e ponticello angolato (quest'ultima caratteristica è comune con l'ottavino di Ioannes Ruckers esposto al Musée de la Musique di Parigi);
- due schemi dettagliati della struttura esterna ed interna di un virginale;
- un grande clavicembalo ad una tastiera cromatica su 4 ottave (do-do), con disposizione 8' e 4'. Secondo Frank Hubbard[67], la forma è più fiamminga che italiana, malgrado la punta ad angolo quasi dritto ed il ponticello di 8' angolato. Mersenne segnala l'esistenza di strumenti a due e perfino tre tastiere.

Spinette e virginali erano sicuramente più numerosi dei grandi clavicembali in Francia in questo periodo, tuttavia ci sono giunti solamente un virginale, una decina di spinette, a fronte di qualche decina di clavicembali.

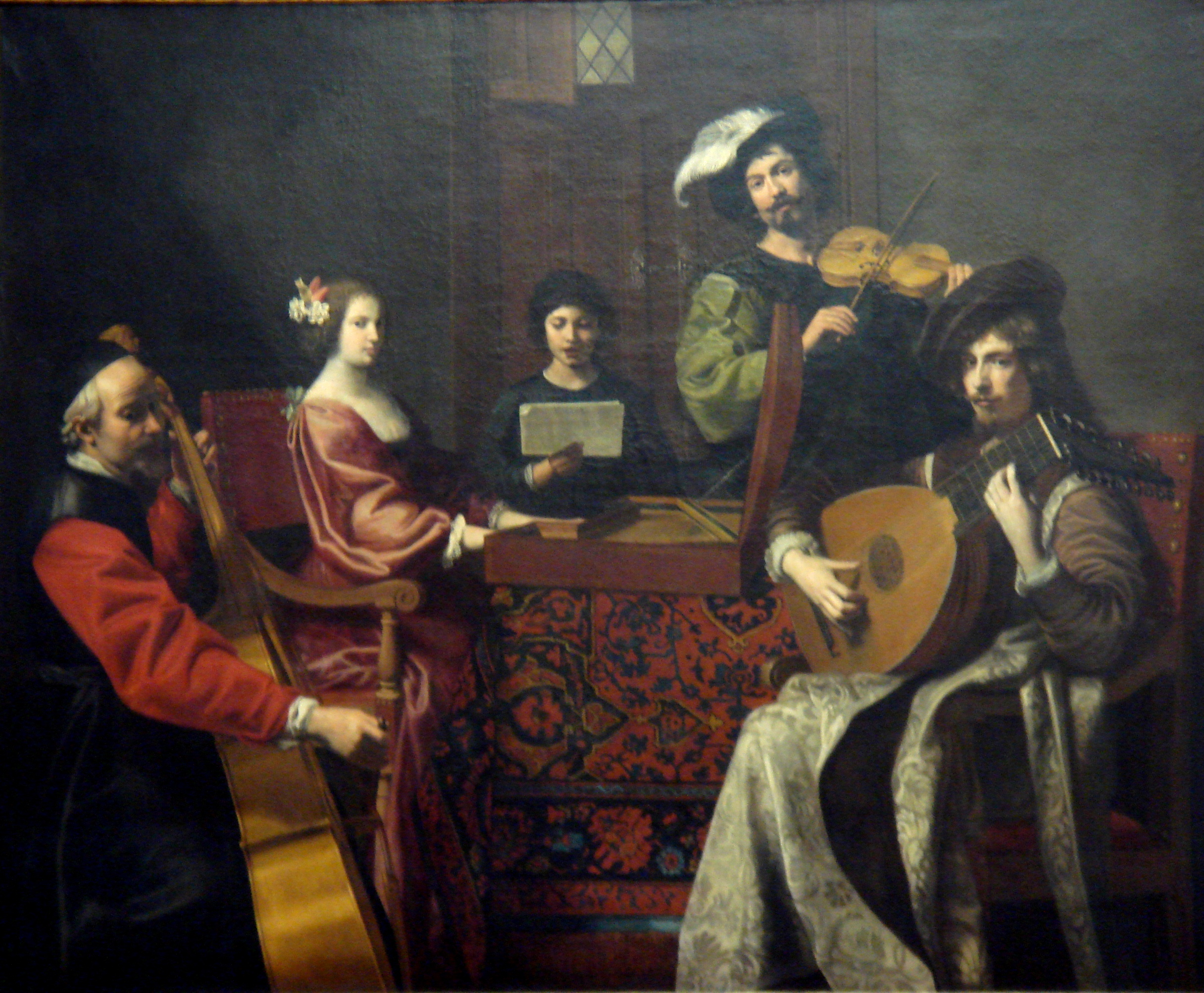
Nicolas Tournier, Il concerto
Parigi, Louvre

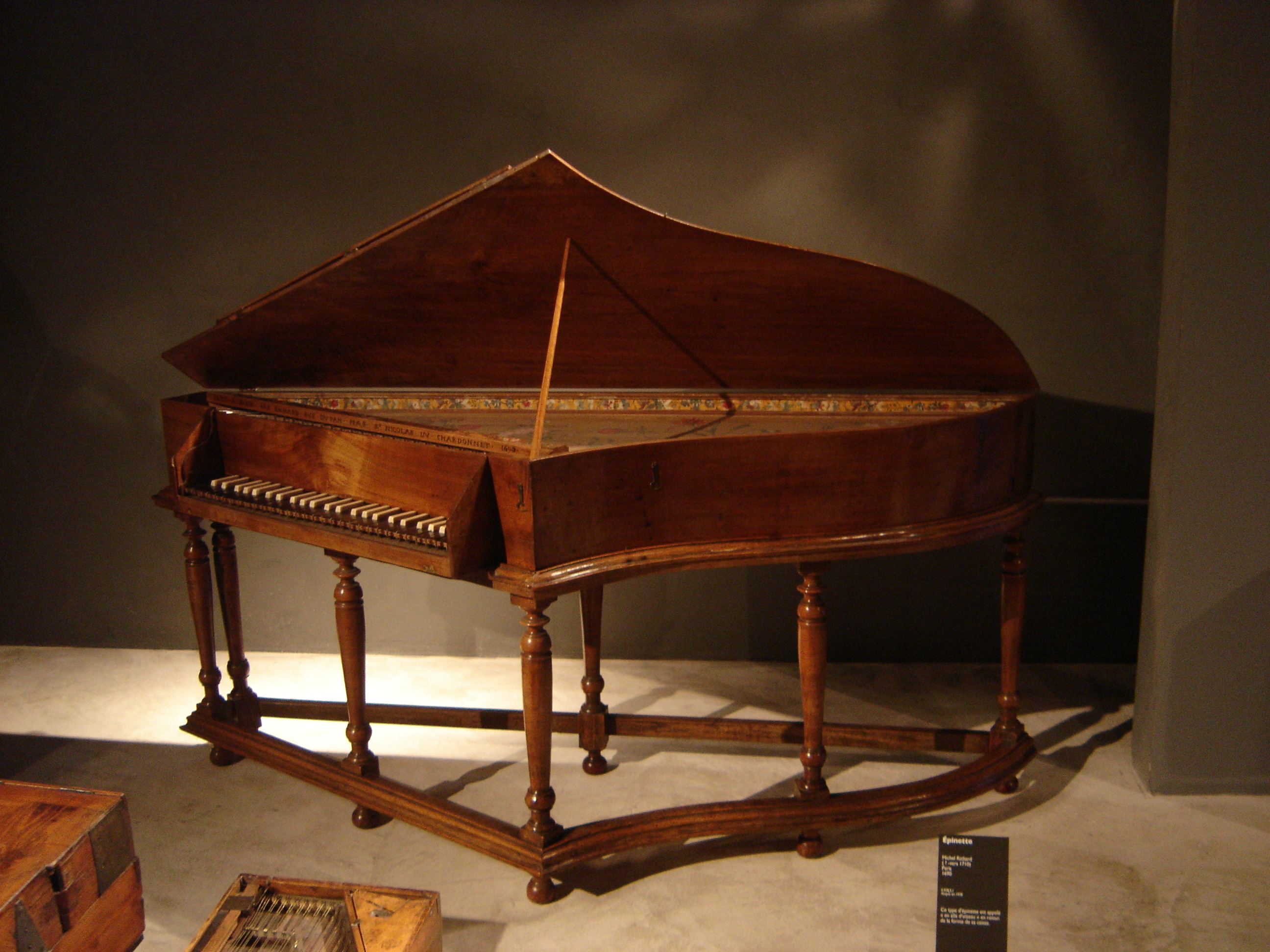
Spinetta di Michel Richard (1680)
Parigi, Musée de la Musique

Il virginale francese è un po' diverso da quello degli altri paesi ed in particolare da quello inglese. Oltre che grazie a Mersenne, è conosciuto anche attraverso alcuni documenti iconografici come il quadro di Nicolas Tournier Il concerto, risalente agli anni 1630-1635 circa, nel quale si può notare la forma rettangolare, la tastiera rientrante ed il coperchio bombato.
Probabilmente, le spinette curve furono introdotte in Francia da Girolamo Zenti, costruttore italiano che lavorò e morì a Parigi negli anni '60 del secolo. Esse possiedono molte delle caratteristiche italiane, a cominciare dalla tastiera sporgente e, non visibile, il registro monoblocco: lo strumento di Michel Richard ne è un buon esempio.

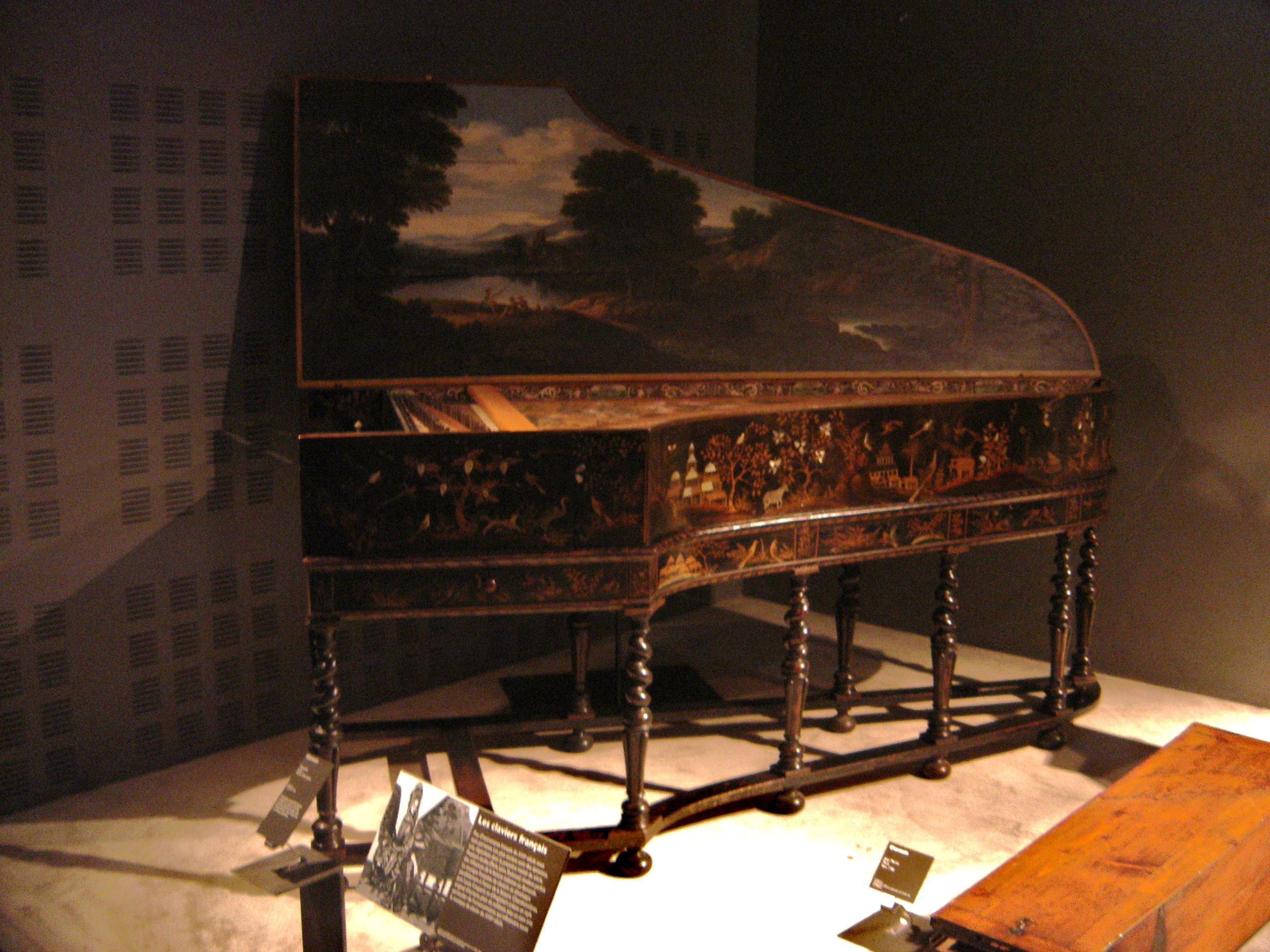
Clavicembalo anonimo, forse fatto a Lione, XVII sec.
Parigi, Musée de la Musique

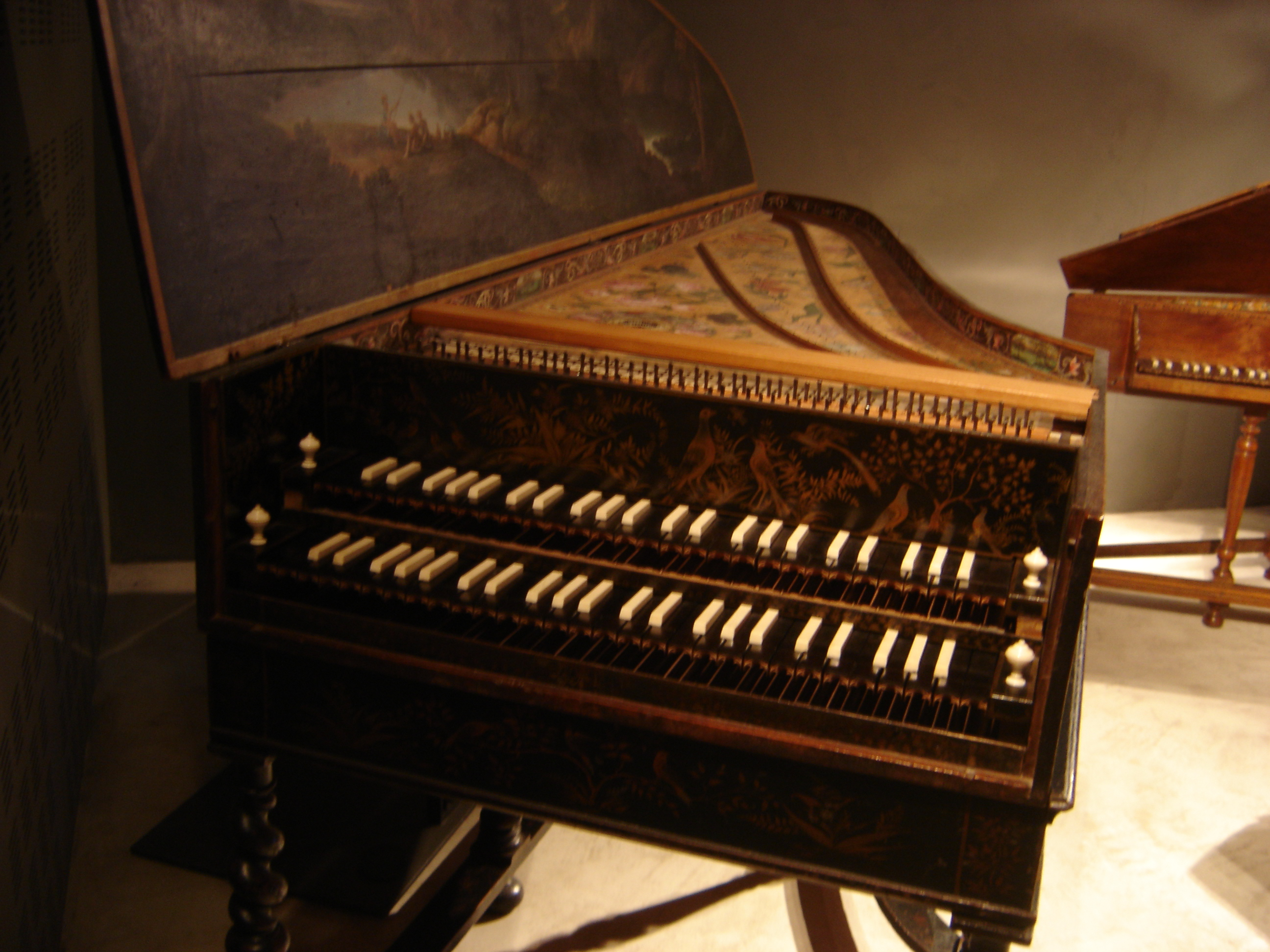
Dettaglio dello strumento qui a fianco

Quanto ai grandi clavicembali, non assomigliano molto al disegno che si trova nell'Harmonie Universelle. In gran parte, sono dotati di due tastiere, ma a differenza dei Ruckers queste sono allineate e possiedono registri di corde separati. Il più antico, esposto all'Hospice Saint-Roch a Issoudun, risale al 1648 ed è opera di Jean Denis, che fu anche autore nel 1643 di un Trattato per accordare la spinetta.
I clavicembali francesi, fino agli anni '80 del secolo, sono del tipo "internazionale", intermedio tra modello fiammingo e italiano. La cassa, con pareti di medio spessore, è generalmente in noce, normalmente al naturale, spesso con intarsi; raramente, è dipinto con cineserie o altri motivi. Le modanature potevano essere aggiunte, come si faceva in Italia, oppure intagliate nella massa lignea, alla maniera di Anversa. Anche la struttura interna e la lunghezza delle corde è diversa dai fiamminghi. La punta può essere angolata o arrotondata, con la fascia curva a forma di "S"; il frontale è livellato all'altezza del somiere e rende le caviglie per accordare visibili al musicista.

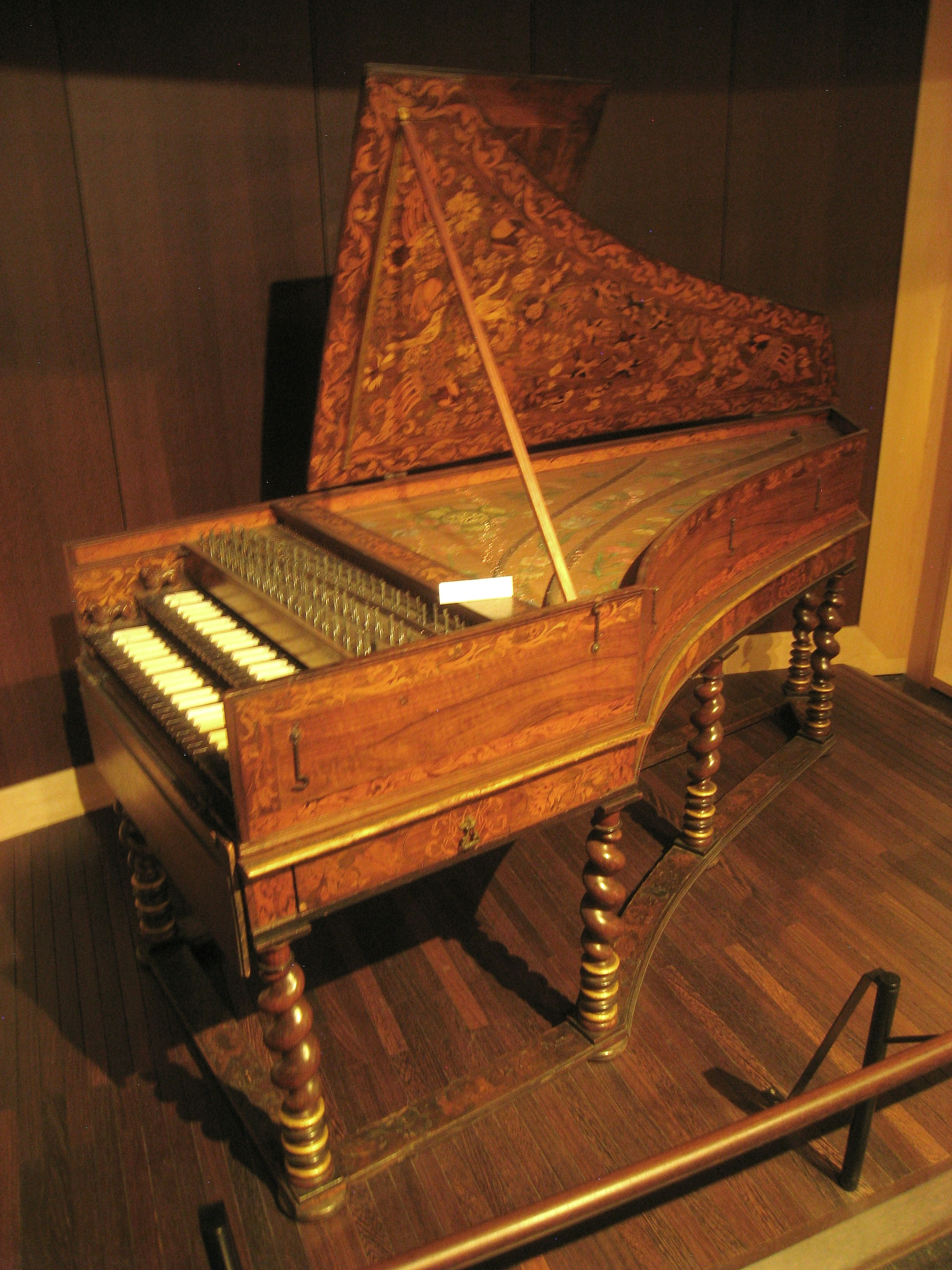
Clavicembalo di Vincent Tibaut, Tolosa 1679
Bruxelles, Musée des Instruments de Musique

La tavola armonica è decorata, come ad Anversa, con motivi floreali stilizzati.
Lo strumento è sostenuto da cinque a nove gambe a tortiglione, legate insieme in basso da una barra in legno che ne assicura la solidità.
Le tastiere (quasi sempre due) hanno comunemente l'estensione da sol-si (ottava corta) a do. Sovente sono incastrate tra due blocchi riccamente scolpiti. I tasti diatonici sono placcati d'ebano e quelli cromatici sono in avorio o in osso massiccio. La parte davanti dei tasti è scolpita in forma di trifoglio.
Pare che i Francesi abbiano inventato l'accoppiamento a cassetto, tuttavia la data e l'autore dell'invenzione non sono noti.

### Germania
Tra il 1614 e il 1619 apparvero a Wittenberg e Wolfenbüttel i tre tomi del trattato Syntagma musicum del compositore e teorico della musica Michael Praetorius.
Quest'opera enciclopedica essenziale, in cui vengono trattati tutti gli aspetti della musica, contiene nel secondo libro, intitolato De Organographia, alcune stampe assai precise degli strumenti in uso all'epoca. I disegni sono corredati di una scala che permette di conoscere esattamente le dimensioni dei soggetti, che si possono così comparare con i rari strumenti ancora esistenti. Ad esempio, il virginale anonimo databile intorno al 1600 riprodotto qui accanto presenta grande somiglianza con quello riprodotto da Praetorius.

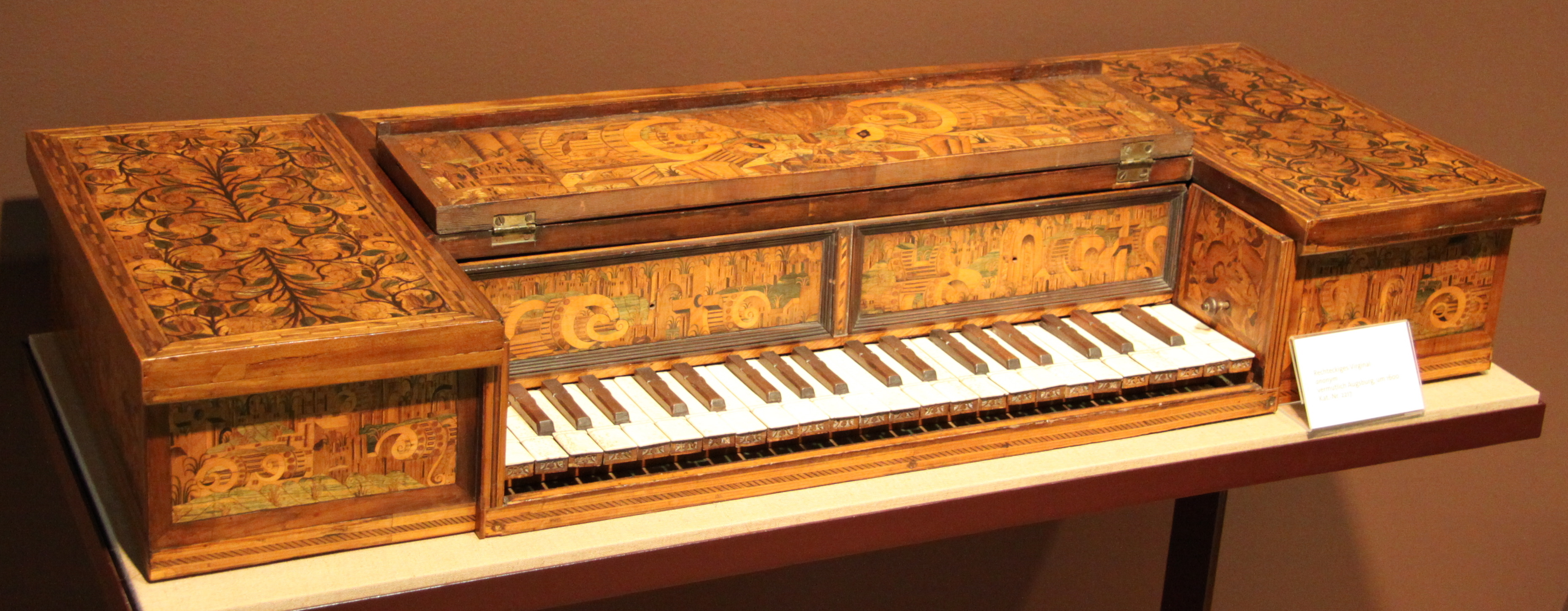
Virginale anonimo
circa 1600
Berlino, Musikinstrumenten Museum

Stampe tratte dal Syntagma Musicum
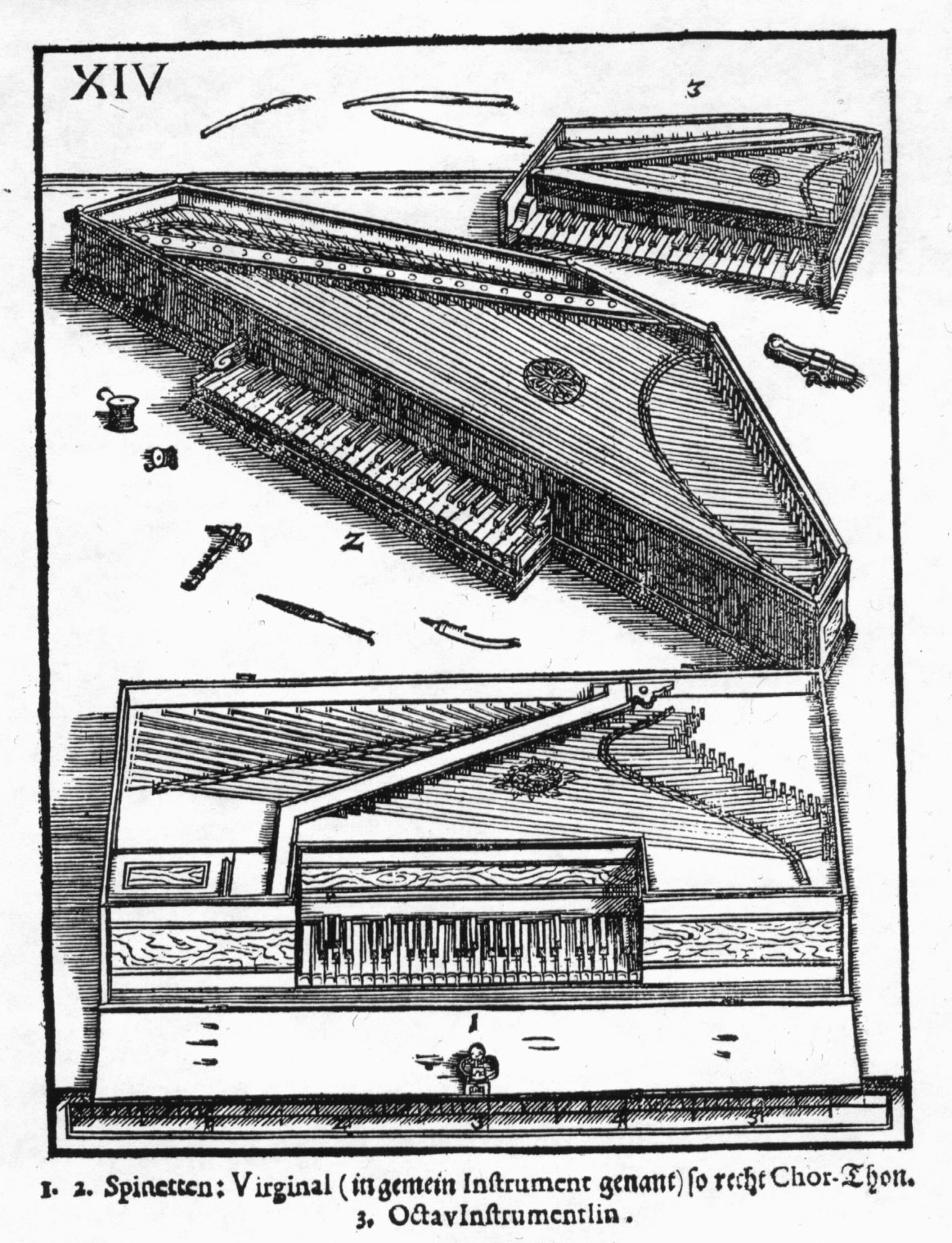
Dal basso verso l'alto: ottavino, spinetta poligonale e virginale
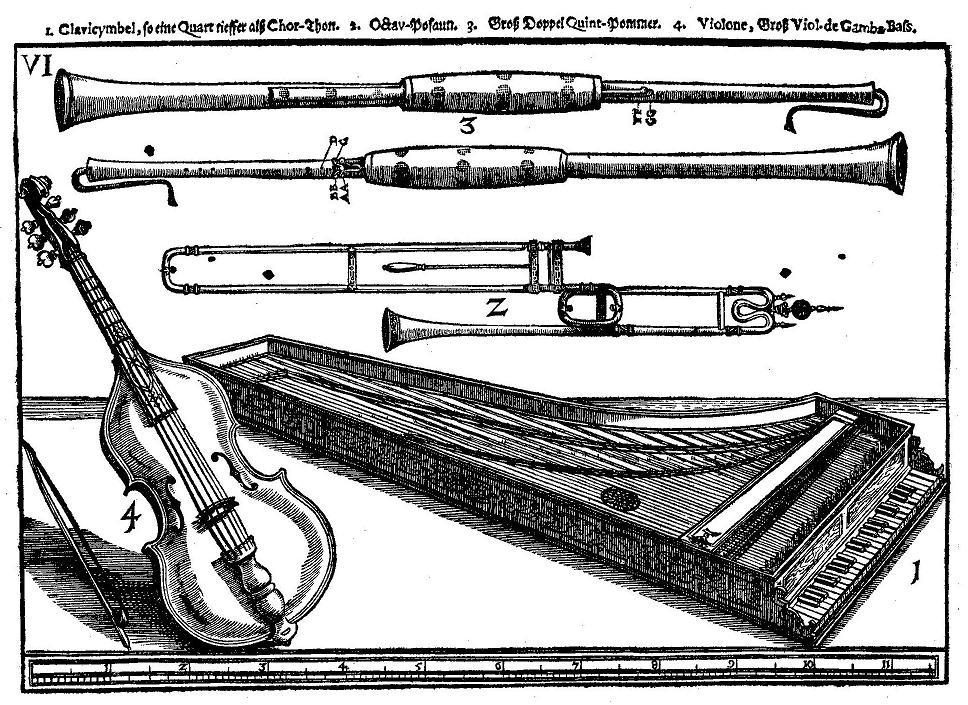
Un clavicembalo tra altri strumenti
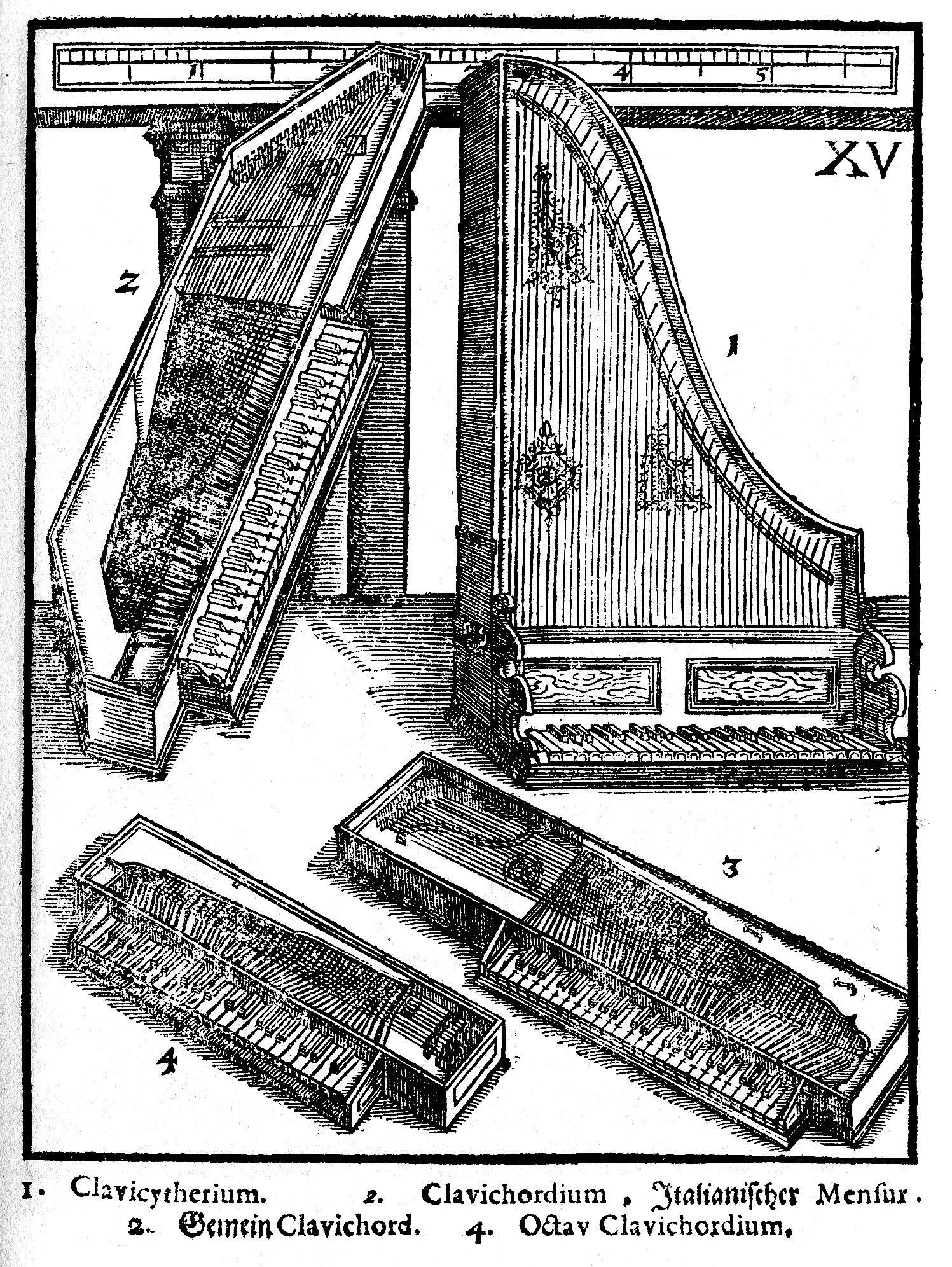
Un claviciterio e tre clavicordi

Queste immagini suppliscono in parte alla mancanza pressoché totale di strumenti tedeschi di quest'epoca, mancanza che rende azzardato qualsiasi tentativo di definire le principali caratteristiche comuni agli strumenti tedeschi del XVII secolo, tanto più che gli strumenti rappresentati sembrerebbero in maggioranza di fattura straniera. Si nota che la maggior parte di quelli esistenti vengono dalla Germania meridionale e risalgono alla prima metà del secolo; così, non si sa quasi nulla della fattura nelle regioni del Nord o verso la fine del secolo.
Tuttavia, pare che possano essere definiti alcuni tratti specifici:
- la struttura è comparabile a quella degli strumenti francesi e si collega al modello "internazionale" per le pareti di spessore medio e il tipo di rinforzi interni[70];
- in Germania si sono costruite sia spinette poligonali "all'italiana" che virginali rettangolari, eventualmente all'ottava, con tastiera prominente o incassata nel corpo[70];
- la decorazione è generalmente molto semplice, concentrata sull'alloggiamento della tastiera, con alcune notevoli eccezioni, come il clavicembalo del 1619 di Johann Mayer, la cui decorazione è lussuosa ed elegante, o il clavicembalo anonimo di Budapest, particolare per la coda a due angoli e la rosa, la più straordinariamente complessa che si conosca[71];
- più che nel resto d'Europa, i costruttori di clavicembali grandi tentarono di variare la sonorità dei diversi registri modificando sensibilmente i punti di pizzico: di conseguenza, i registri non sono paralleli tra loro, ma si allontanano progressivamente verso i gravi, portando a un coperchio dei salterelli di forma trapezoidale (è visibile sul clavicembalo descritto da Praetorius) o a diversi coperchi disposti a ventaglio[72].

### Gran Bretagna
Numerosi virginali e spinette erano importati in Inghilterra da Anversa e dall'Italia fino al XVII secolo, nel corso del quale il numero di fabbricanti identificati aumenta fino al numero approssimativo di 45. Della loro produzione in questo secolo resta una ventina di virginali, una quarantina di spinette curve (bentside spinet) e solo tre o quattro grandi clavicembali, numero assai ridotto che si spiega forse con i sussulti politici e soprattutto con il grande incendio di Londra nel 1666.
La più importante famiglia di cembalari è quella degli Haward, sui quali abbiamo poche notizie. Il membro più noto è Charles Haward (attivo tra il 1660 ed il 1687 circa), di cui abbiamo un clavicembalo e nove spinette.
Tra gli altri nomi importanti in questo secolo, abbiamo gli White (Thomas I, i figli James e Thomas II, il nipote Thomas III) con sette virginali costruiti tra il 1638 e il 1684; Gabriel Townsend (1604 circa - 1662 circa), autore di un virginale fatto nel 1641 per l'ex regina di Boemia, Elisabetta Stuart; tra i costruttori cresciuti alla scuola di Townsend figura John Player (verso il 1634 - 1705/1708) di cui sopravvivono un virginale e dieci spinette, Stephen Keene (1640 circa - 1719 circa), del quale abbiamo due virginali e non meno di 29 spinette, tre delle quali firmate con i suoi apprendisti.

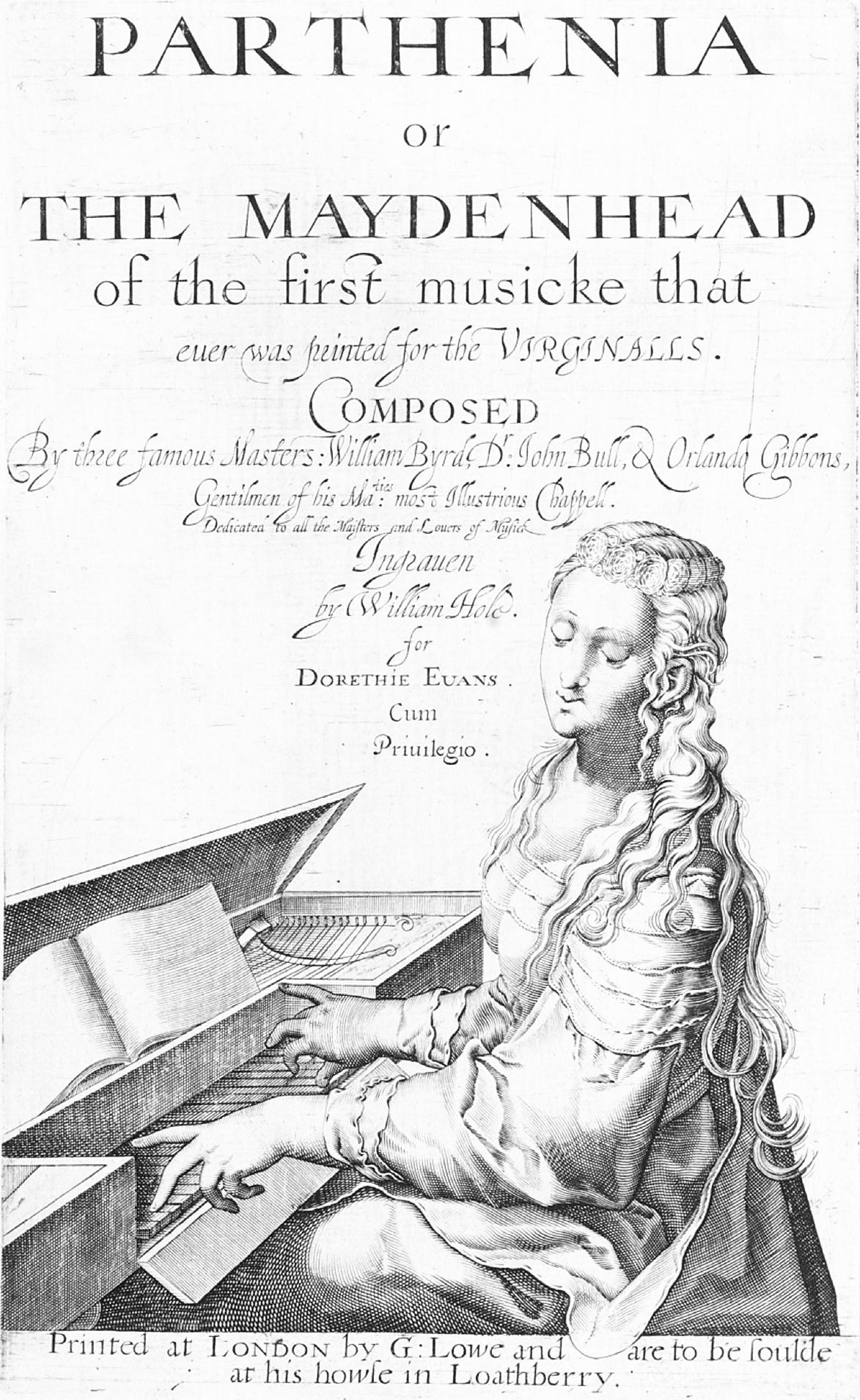
Il virginale raffigurato sul frontespizio della raccolta Parthenia (1612/1613)

#### Virginali
Il frontespizio della raccolta Parthenia or the maydenhead of the first musicke that ever was printed for the virginalls (selezione di pezzi di William Byrd, John Bull e Orlando Gibbons pubblicata nel 1612/1613) è ornata da una stampa di giovane donna al virginale. Lo strumento rappresentato somiglia molto a quelli costruiti nello stesso periodo in Francia, in particolare per la forma, le pareti poco spesse ed il coperchio bombato. Tuttavia, non si può affermare con certezza che si tratti di una fattura tipicamente inglese, dal momento che la decorazione sembra molto semplificata rispetto a quella dei 19 virginali inglesi del XVII secolo conservati oggi. Questi sono tutti firmati e risalirebbero (con l'eccezione di due) agli anni tra il 1641 e il 1684. Questi esemplari formano un insieme particolarmente omogeneo quanto alla struttura, alla costruzione e alla decorazione. La loro apparizione raggruppata in un breve lasso di tempo e la sorprendente similitudine tra loro sbalordisce gli esperti. Scrive Frank Hubbard: «Like a marching plattoon of soldiers they burst into view in 1641.» («Come una pattuglia di soldati in marcia essi apparvero improvvisamente nel 1641»).

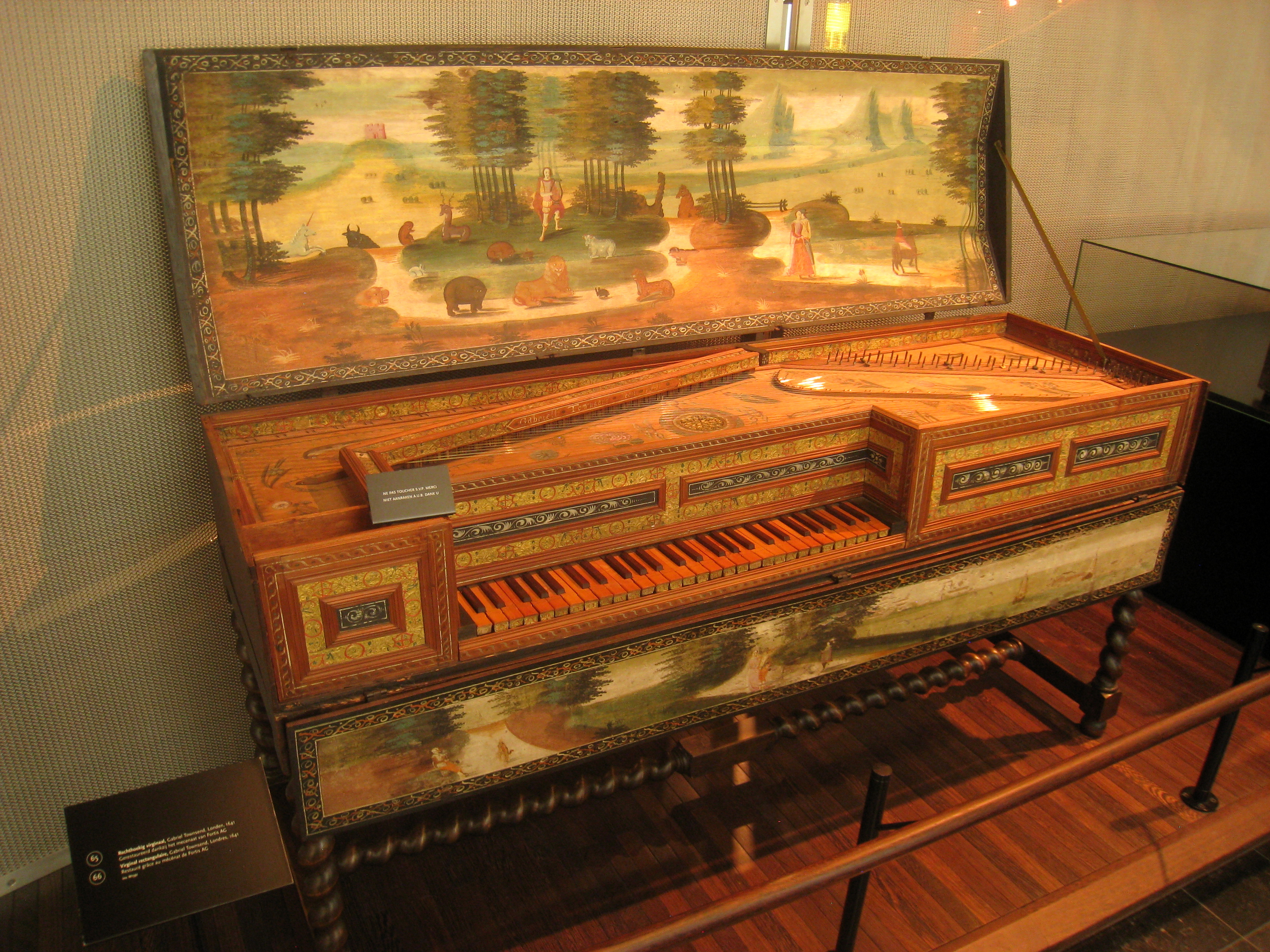
Virginale di Gabriel Townsend, Londra 1641
Bruxelles, Musée des Instruments de Musique

Il virginale inglese del XVII secolo è rettangolare e misura approssimativamente da 170 a 180 cm di lunghezza e 60 cm di larghezza. Le pareti sono in quercia ed hanno spessore modesto, salvo la fascia dorsale, in legno più tenero e più spesso, sulla quale si sostiene il coperchio bombato. L'alloggiamento della tastiera, rientra nella cassa. La lunghezza delle corde è contenuta, con un modulo di circa 28 cm; il coperchio dei salterelli è angolato a gomito, con una parte anteriore che si raccorda perpendicolarmente al listello superiore della tastiera. la tastiera è spostata verso la sinistra; generalmente, essa è interamente cromatica, con un'estensione che va da quattro ottave (da do a do) a quasi cinque (da sol/si a fa). Una corda supplementare, posta oltre i bassi, è munita di una tacca nel registro, senza salterello. Questa può essere accordata secondo la necessità, ed un salterello non utilizzato può esserle momentaneamente associato.
La decorazione è molto ricercata: modanature aggiunte o intagliate nella massa decorano la cassa. La parte frontale, l'alloggiamento della tastiera e il contorno della tavola armonica sono ornate da carta goffrata (stampata in rilievo) e dorata; il coperchio porta una decorazione dipinta che rappresenta un parco all'inglese. La tavola armonica è dipinta alla maniera fiamminga, con fiori ed uccelli; le rose (da una a quattro) sono in legno o pergamena dorata, con motivi geometrici, contornati da corone floreali dipinte in forma molto elaborata. Il nome del cembalaro, la data e talvolta il luogo di costruzione sono scritti sul davanti del coperchio dei salterelli.

#### Spinette
Molto diversa è la spinetta curva (bentside spinet), nella quale i costruttori inglesi si specializzarono a partire dagli anni 1660: il successo che ricevette qui superò di gran lunga quello che riscuoteva negli altri paesi, come testimoniato dal grande numero di strumenti ancora esistenti. La sua origine sembra possa essere legata al soggiorno presso la corte d'Inghilterra del cembalaro italiano Girolamo Zenti nel 1664.
La cassa della spinetta inglese ha pareti di spessore medio, in quercia, oppure, più spesso, in noce o altro legno più tenero rivestito di noce. Possono essere aggiunti dei filetti in legno di colore contrastante. Il legno è lasciato naturale, mentre la sola decorazione consiste spesso in un pannello ovale di legno intarsiato raffigurante uccelli e fiori al di sopra della tastiera.
La tavola armonica non ha né decorazioni né rosa. I piedi, d'aspetto leggero e grazioso, sono elegantemente torniti nello stesso legno. L'insieme s'inserisce al meglio nello stile dell'arredamento inglese di quest'epoca, rinunciando alla decorazione esuberante dei virginali contemporanei. Come nel modello italiano, il registro (unico) è spesso e monoblocco, le corde sono corte. L'estensione è generalmente da sol/si a do o re o anche fa.

#### Clavicembali
I grandi cembali sono in tutto quattro, alcuni dei quali di dubbia attribuzione, di conseguenza sarebbe difficile delimitarne i tratti generali, se non si fosse comunemente preso atto che gli strumenti dell'inizio del XVII secolo, largamente più numerosi, proseguono in perfetta continuità la fattura del secolo precedente.
Il più antico è del 1622; fu costruito da John Hasard (o Haward?); molto incompleto, non ne rimane che la cassa e i bei piedi di quercia; è perduta la tastiera, il meccanismo, il coperchio, la tavola armonica, e perfino l'incatenatura interna completa.
Il più recente (1683) è opera di Charles Haward; la fattura è del tipo «internazionale»; dotato di una sola tastiera, porta due registri di 8' (con originariamente un registro di nasale). Le corde sono corte, con un modulo di 26 cm; l'estensione è ampia: da fa-sol a re. Alcune caratteristiche particolari lo distinguono: coda arrotondata, quattro rose geometriche, ponticello a gomito, e file di salterelli leggermente oblique.
Il terzo strumento, senza data, fatto da un certo Jesses Cassus, è di origine congetturale. Si ritiene possa essere di fattura inglese principalmente in base alla decorazione.
Infine, esiste un clavicembalo anonimo datato 1623, a due tastiere di cinque ottave, da fa a fa, ma controverso: la data sembra più che dubbia, l'estensione è straordinariamente ampia, e la decorazione dipinta della cassa parrebbe estranea alla tradizione inglese.
In questo secolo si vede la nascita di un'invenzione che non ebbe utilizzo immediato, ma fu ripresa molti anni più tardi: dei pedali adibiti al cambio di registro, messi a punto da John Hasard, come riportato nel 1676 da Thomas Mace nel suo Musick's Monument.

## XVIII secolo
L'arte cembalara raggiunse il suo apogeo nel XVIII secolo in tutti i paesi eccetto che in Italia. Qui, invece, si ritrova una situazione di stagnazione, se non addirittura di declino, salvo rare eccezioni (ad esempio Cristofori). La concezione e la costruzione raggiunsero una complessità ed una perfezione tecnica ineguagliate, sotto la spinta di alcuni straordinari costruttori, quali i Blanchet e Taskin a Parigi, gli Haas, Mietke e Silbermann in Germania, i Dulcken nelle Fiandre, gli Shudi e Kirckman a Londra, nella linea tracciata dai Ruckers, i cui strumenti, modificati per adattarsi alla moda del secolo, godettero di uno straordinario favore.
Nel Nord Europa, i migliori strumenti (sia che fossero nuovi, o vecchi modificati) erano dotati di due tastiere allineate, con un'estensione generalmente portata a 5 ottave (da fa a fa), una disposizione standardizzata più o meno verso due registri di 8' ed uno di 4', meccanismi di controllo della registrazione costantemente perfezionati: abbiamo infatti esemplari di ginocchiere in Francia, pedali e machine stops in Inghilterra.
I costruttori più inventivi dotarono gli strumenti di nuove possibilità espressive per tentare di adattare il clavicembalo alla rapida evoluzione della musica; ne sono testimonianza il peau de buffle dei Taskin o il Venetian swell di Shudi. Ma nonostante le innovazioni, le caratteristiche del clavicembalo, inadatte al nuovo gusto, lo condannarono ad un declino inarrestabile in favore del fortepiano, inventato nel 1709 dal più celebre e dotato cembalaro italiano, Bartolomeo Cristofori: verso la fine del secolo, il nuovo strumento ricevette il testimone, per più di un secolo, nel favore dei musicisti.

### Italia

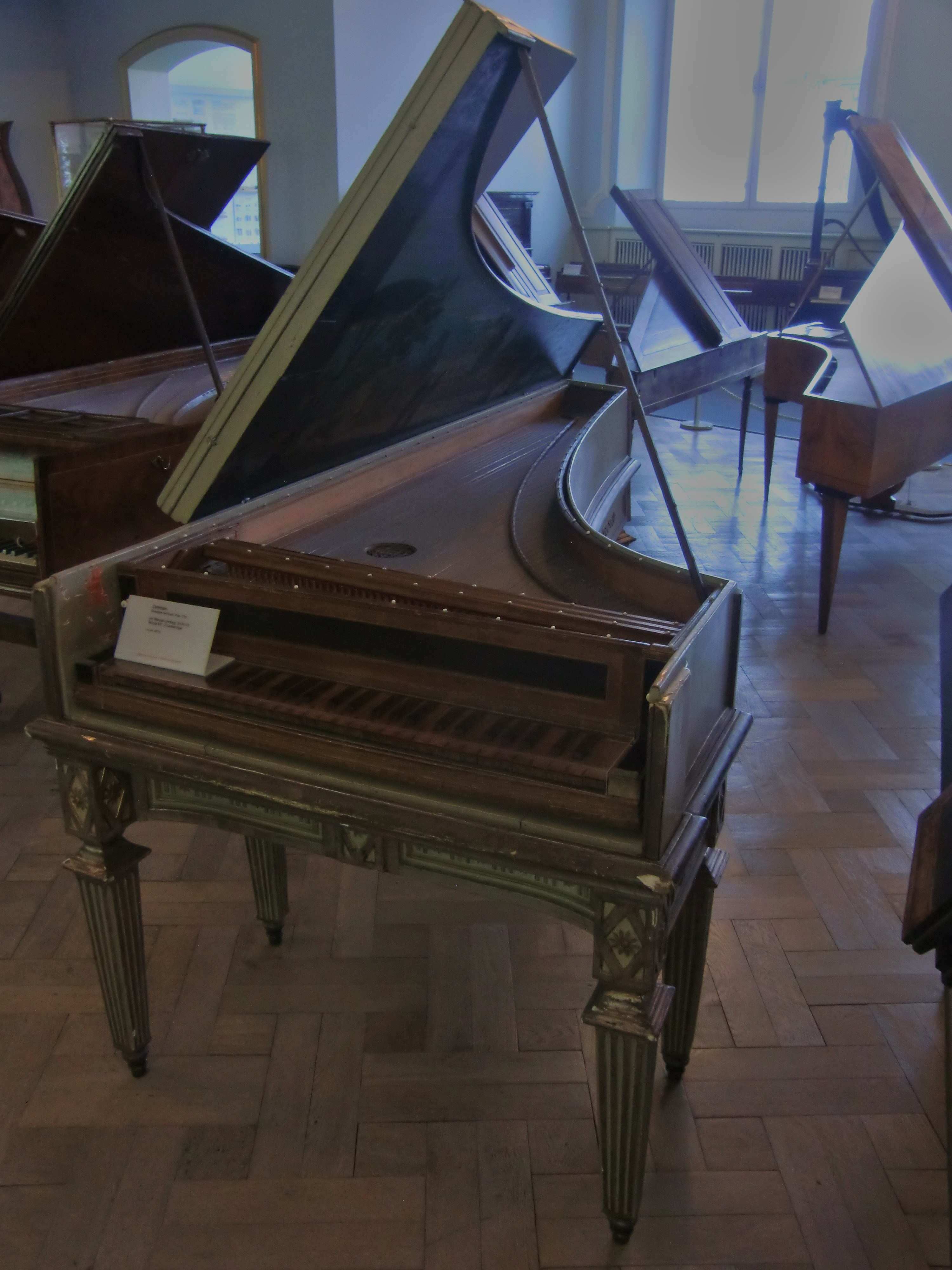
Clavicembalo di Giuseppe Solfanelli
(Pisa, 1729)
Monaco di Baviera, Deutsches Museum

Il XVIII secolo è in generale un periodo di declino per il clavicembalo in Italia. Il numero dei fabbricanti attivi era meno della metà rispetto al secolo precedente. Anche il numero di strumenti costruiti diminuì enormemente; infatti, il numero di strumenti esistenti nel 2010, comprendente tutte le diverse tipologie, non raggiunge le cento unità. Probabilmente, i cembalari dedicavano una buona parte della loro attività al mantenimento ed all'adattamento degli strumenti antichi.
I princìpi generali della fattura italiana restarono praticamente immutati; la maggioranza degli strumenti ha una sola tastiera, con due registri di 8', e si presenta in due versioni possibili, con o senza cassa. Gli italiani non prestavano alcun interesse alle possibilità di variazione del timbro e i loro strumenti sono lontani dal competere con la produzione francese, inglese o tedesca. Mentre i virginali e le spinette erano ritenuti sorpassati negli altri paesi, i cembalari italiani continuarono a costruirne fino a molto tardi nel corso del secolo, come testimonia, ad esempio, la spinetta di Domenico Birger del 1759.

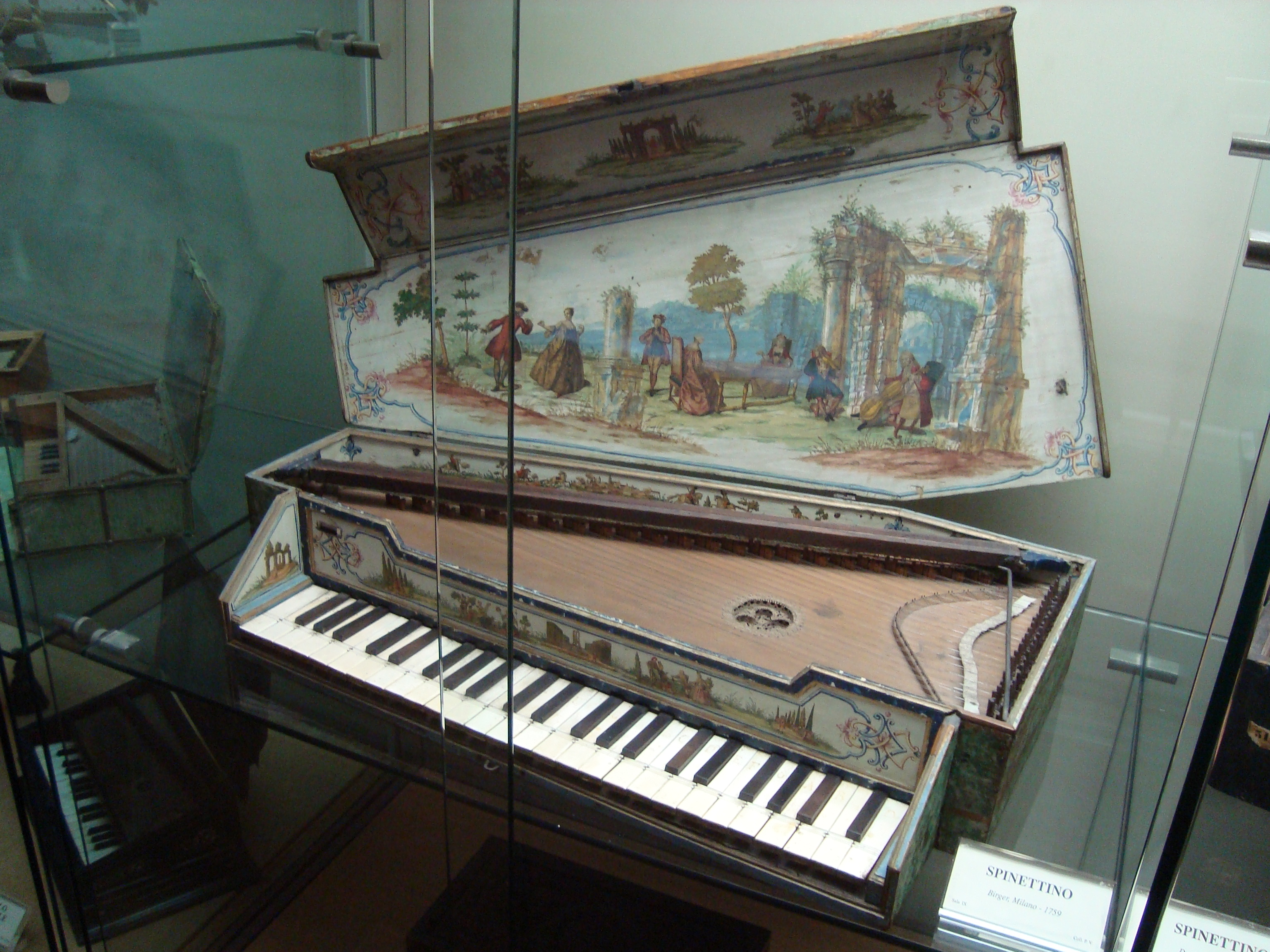
Spinetta di G. D. Birger (1759)
Roma, Museo Nazionale degli Strumenti Musicali

Charles Burney descriveva questo stato di cose nel 1770:
(Charles Burney, Viaggio musicale in Italia)
Salvo rare eccezioni, anche la decorazione perde in bellezza e sontuosità, smettendo di costituire uno status symbol.
Vi sono, ovviamente, alcuni importanti costruttori, che dividiamo secondo le città in cui operarono.

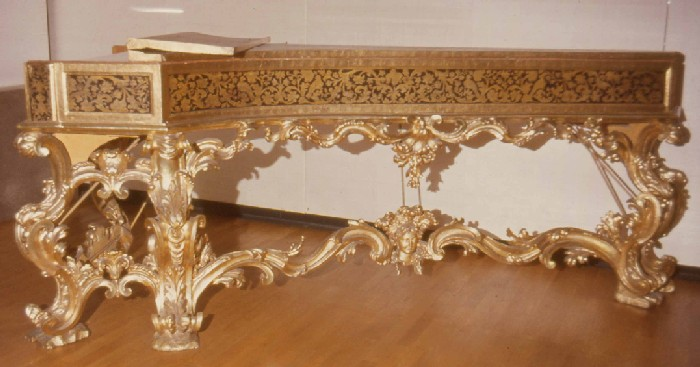
Clavicembalo di Carlo Grimaldi (1697)
Norimberga, Germanisches Nationalmuseum

A Messina, all'inizio del secolo, lavorò Carlo Grimaldi, anche organaro e liutaio. Ci restano tre suoi clavicembali, tra cui uno del 1697 con una decorazione dorata di estrema raffinatezza in cui l'impatto visivo è sorpassato solo da quello delle sue stravaganti gambe barocche, anch'esse interamente dorate. Uno degli altri due è un clavicembalo piegatorio che ricorda quelli del francese Jean Marius.
Da Roma, non un solo strumento è arrivato fino a noi dei cembalari della famiglia Cremisi (ben cinque, distribuiti su quattro generazioni) e Palazzi (nonno, padre e figlio).
Invece, ne restano alcuni di fattura bolognese e milanese. Da questa città proviene un celebre clavicembalo ad una tastiera (1753) di tale Antonio Scotti, altrimenti sconosciuto, che sarebbe stato dato a Mozart in occasione del suo passaggio a Milano nel 1770 per la produzione dell'opera Mitridate, re di Ponto; la sua decorazione è molto elaborata, con motivi d'intarsio in piccole losanghe contrastate d'acero e di noce su tutta la superficie esterna, vari rialzi in avorio ed ebano, madreperla sulla tastiera.

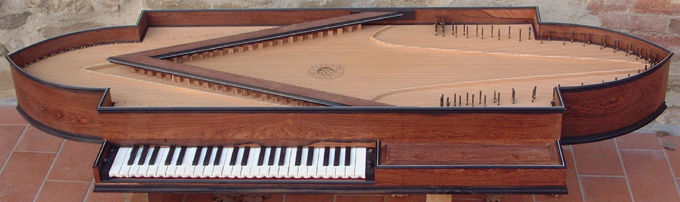
Copia moderna della spinetta ovale di Cristofori costruita da Tony Chinnery

A Firenze, a differenza delle altre città, lavorarono degli artigiani d'incomparabile inventiva, in particolare Bartolomeo Cristofori, il più celebre costruttore italiano, che vi operò dalla fine del XVII secolo. Paradossalmente, fu proprio lui a creare il fortepiano, lo strumento che soppiantò progressivamente il clavicembalo. Nato a Padova ma trasferitosi a Firenze al servizio del granduca di Toscana, Cristofori avrebbe costruito circa 200 strumenti "con corde e tasti", distribuiti in 7 diverse tipologie, e tra questi una trentina di fortepiani. Oggi ne restano otto (cinque dei quali a corde pizzicate), dai quali si nota la maestria tecnica e la costante ricerca che caratterizza la sua produzione.
Particolarmente notevole e d'ingegnosa concezione è la spinetta ovale del 1690, la cui forma e struttura hanno richiesto una particolare concezione. Un altro strumento da segnalare è lo spinettone da teatro, di fatto un clavicembalo la cui forma inusuale, presa dalla spinetta curva, permette di alloggiarlo comodamente nello spazio ridotto di un'orchestra d'opera.
Cristofori ideò il meccanismo del fortepiano per dotare il clavicembalo di capacità espressive supplementari variando l'intensità del suono: il meccanismo di questo strumento a corde percosse è alloggiato in una cassa di clavicembalo e rappresenta un'evoluzione considerevole rispetto al clavicordo. Un'ampia relazione su questa invenzione e le circostanze della sua concezione fu pubblicata nel 1711 da Scipione Maffei nel suo Giornale de' letterati d'Italia.
Altro cembalaro inventivo, già assistente o apprendista di Cristofori, Giovanni Ferrini fu attivo tra il 1699 e il 1758. Si conservano due suoi strumenti: uno spinettone da teatro del 1731, simile a quello di Cristofori, ed un combinato clavicembalo-fortepiano (cembalo a penne e martelletti) a due tastiere del 1746, strumento di grande impegno tecnico.
Verso la fine del secolo e come dappertutto in Europa, i costruttori si volsero progressivamente verso la fattura di fortepiani.

### Fiandre
Al volgere del secolo, Anversa perse molta della sua importanza economica; in questo periodo, che coincide con la fine dell'attività degli ultimi membri della famiglia Couchet, diminuì il numero dei costruttori, alcuni dei quali preferirono trasferirsi in altre città dei Paesi Bassi, in particolare ad Amsterdam. Emerge però una nuova importante famiglia, i Dulcken. Il più conosciuto è il padre, Johann Daniel (1706-1757), cembalaro di origine tedesca che si trasferì dapprima a Maastricht e nel 1738 ad Anversa. I figli Johann Lodewijk (1733/1734-dopo il 1793) e Johannes (1742-1775) non restarono ad Anversa: il primo andò ad Amsterdam, poi a Middelburg e forse Parigi, il secondo si spostò a Bruxelles e a Scheveningen. Quanto al nipote Johann Lodewijk (1761-dopo il 1835), si stabilì a Monaco, alla corte elettorale di Baviera.

Johann Daniel Dulcken ci ha lasciato dieci grandi clavicembali, cinque ad una tastiera e cinque a due tastiere, costruiti tra il 1740 ed il 1755 circa. Questi strumenti di grande taglia (nettamente più lunghi dei clavicembali parigini dello stesso periodo, ai quali per il resto sono simili) presentano in generale la disposizione classica di due registri di 8' e uno di 4' con «dogleg» (cioè poteva essere suonato sia dalla tastiera più alta che da quella più bassa), un'estensione di cinque ottave fa-fa per quelli a due tastiere, spesso un po' inferiore per quelli a una tastiera. Su certi strumenti, il dogleg può essere liberato dalla tastiera superiore, costituendo una particolarità assai rara. Un altro clavicembalo è dotato di salterelli a due plettri che si muovono in senso opposto, il primo in penna di corvo, il secondo in cuoio indurito; il cambio viene comandato da ginocchiere; tuttavia, questa particolarità non è attribuibile con certezza a Dulcken, ma potrebbe essere un'aggiunta successiva, opera di Johann Peter Bull. I clavicembali più antichi possiedono una doppia fascia curva, che permette di scaricare la tavola armonica di una parte della tensione delle corde. La tavola armonica è incatenata e decorata come nei Ruckers. L'aspetto delle tastiere non osserva una regola precisa: tasti diatonici in ebano e tasti alterati placcati d'avorio o d'osso, oppure viceversa; la parte anteriore dei tasti è decorata con carta goffrata. Gli strumenti dei figli (quattro di Johann Lodewijk e uno di Johannes) sono analoghi a quelli del padre.
Possediamo solo un clavicembalo di Jacob van den Elsche (verso il 1689-1772); si tratta di uno strumento imponente, notevole soprattutto per la sua decorazione fuori dalle consuetudini fiamminghe. Il legno all'interno è lasciato grezzo, e così pure la tavola armonica, seppure ornata di una rosa in stagno dorato. I tasti diatonici sono placcati d'avorio e i diesis sono in ebano. La cassa è dipinta con modanature semicilindriche dorate che strutturano le fasce curve in diversi pannelli. La disposizione è di due registri di 8', un 4' con dogleg e nasale comandati tramite ginocchiere.

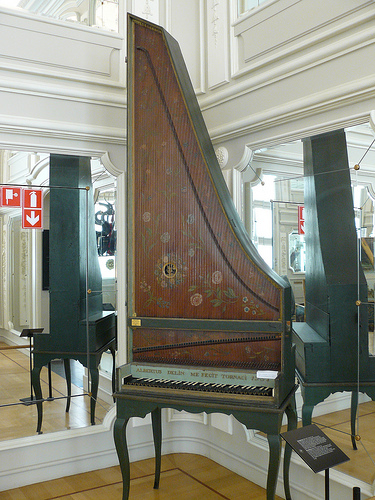
Claviciterio, Albert Delin, 1751
Bruxelles, Musée des Instruments de Musique

Johann Peter Bull (1723-1804) fu apprendista di Johann Daniel Dulcken e tedesco come lui. Ci ha lasciato quattro clavicembali costruiti tra il 1776 e il 1789 simili a quelli del suo maestro; uno di questi possiede anche dei salterelli a due plettri opposti.
A Tournai lavorò un costruttore isolato e molto originale: Albert Delin (1712-1771). I dieci strumenti superstiti della sua produzione, costruiti tra il 1750 ed il 1770, sono di tipi diversi (un virginale esagonale, quattro spinette curve, due clavicembali e tre claviciteri) e mostrano caratteristiche semplici e piuttosto arcaiche per la loro epoca, sebbene di fattura molto professionale. La loro struttura generalmente è più leggera di quella degli altri fiamminghi. I grandi strumenti (clavicembali e claviciterio) sono tutti a una tastiera con due registri di 8' e liuto (suono ottenuto con smorzatori che fermano la vibrazione delle corde), con estensione da sol a mi, mentre virginali e spinette vanno da do a mi. Tutte le tastiere sono a colori invertiti rispetto al pianoforte. Il tratto più originale di Delin è il suo interesse per il claviciterio, raro strumento per il quale mise a punto un meccanismo personale ed ingegnoso, assai equilibrato, che rende inutile l'utilizzo di molle per riportare orizzontali i salterelli in fase di riposo.

Infine, ricordiamo da Bruxelles i nomi di Johann Heinemann, probabilmente cieco, e di Jérôme Mahieu, mentre a Leida operava Abraham Leenhouwer e a Roermond Johannes Josephus Coenen, organista e cembalaro dilettante, che costruì nel 1735 un combinato clavicembalo/virginale che si può avvicinare a quelli prodotti dai Ruckers nel secolo precedente.

### Francia
Il XVIII secolo è il grande periodo del clavicembalo in Francia, sia per la costruzione che per il repertorio. Il centro principale è Parigi, dove è identificato un centinaio di cembalari. I più conosciuti sono i Blanchet, Taskin, Dumont, Marius, Hemsch, Goermans, Vater, Goujon, Swanen, Stehlin, Bellot, Érard Anche la scuola lionese riveste una certa importanza (si contano 18 nomi), con i Donzelague, Kroll, Collesse. Oltre questi due centri, alcuni costruttori isolati lavoravano a Strasburgo (Silbermann) e Marsiglia (Bas).

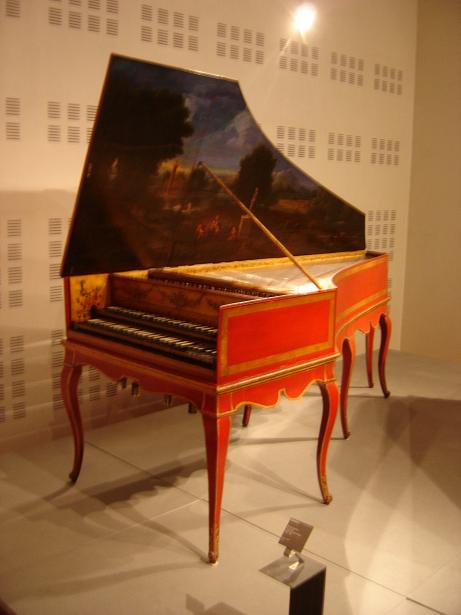
Clavicembalo Dumont (1697) modificato da Taskin nel 1789
Parigi, Musée de la Musique

A partire dall'ultimo decennio del XVII secolo e fino al 1730, lo maniera costruttiva consiste in una sorta di sintesi tra il cosiddetto "stile internazionale" del XVII secolo (pareti di medio spessore, disposizione con due registri di 8' ed uno di 4', accoppiamento a cassetto) e quello dei Ruckers (paresti più spesse, struttura della cassa, catenatura della tavola armonica, materiale delle corde, loro scala e punto di pizzico). Tra gli strumenti appartenenti a questo periodo, vi sono quelli di Nicolas Dumont, Nicolas Blanchet, Pierre Donzelague, Pierre Bellot padre. In seguito, l'influenza del modello fiammingo divenne preponderante, con alcune caratteristiche più specifiche della tradizione francese, in particolare la presenza nella fascia curva di lunga una parte rettilinea, al posto della curva continua tipica dei fiamminghi. I grandi clavicembali di questo periodo sono di due tipi: strumenti nuovi costruiti secondo la scuola fiamminga, oppure vecchi strumenti di Ruckers o Couchet sottoposti a trasformazione (ravalement) più o meno profonda per adattarli alle mutate esigenze. Tutti si distinguono per l'eccezionale risonanza delle note basse. Accanto ai grandi clavicembali, che fanno la reputazione della scuola francese del XVIII secolo, si costruiscono fino agli ultimi anni del secolo anche strumenti più semplici, come spinette curve o trapezoidali all'ottava.

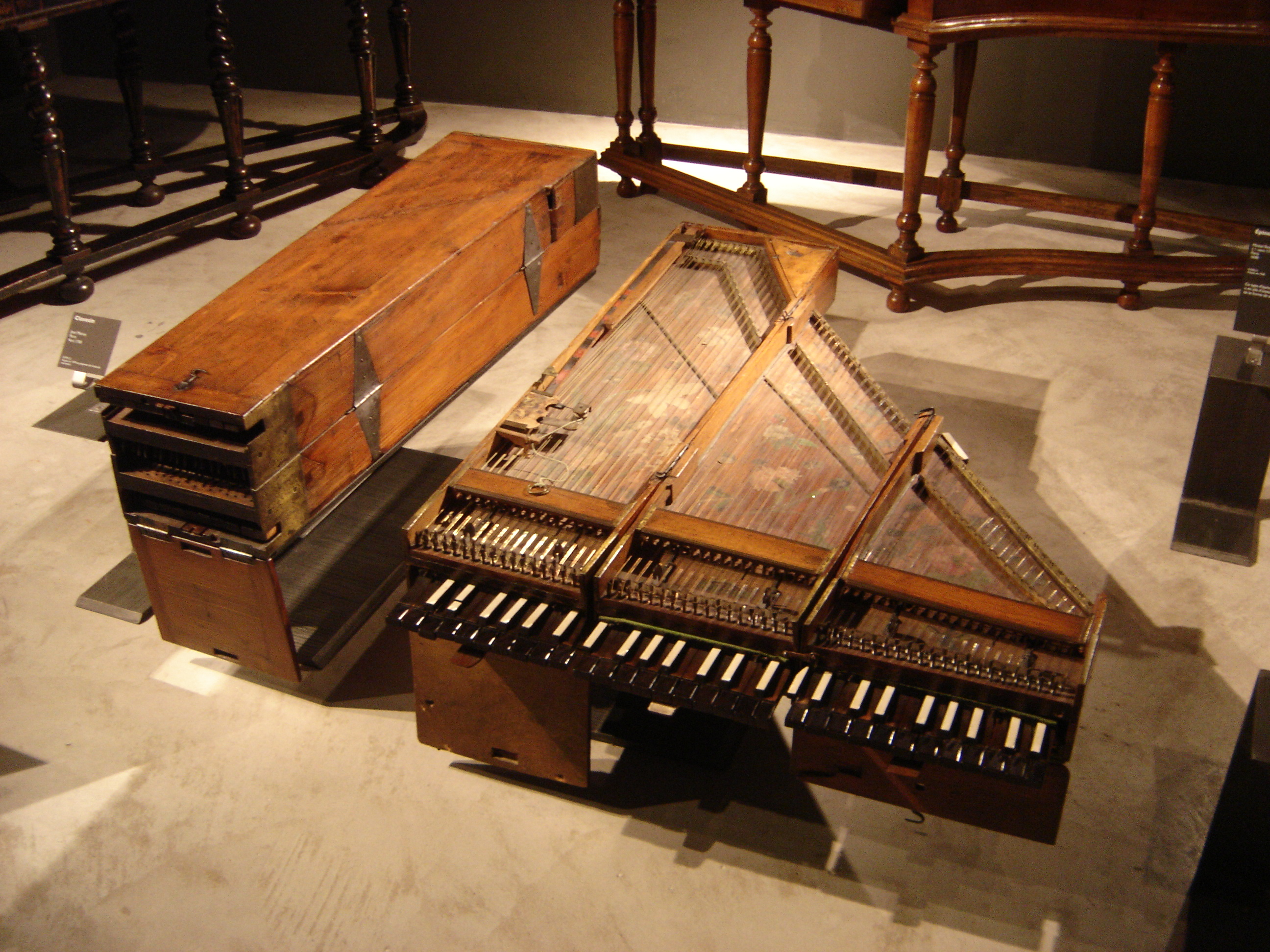
Due «Cembali piegatori» di Jean Marius (1700): quello di destra è aperto, quello di sinistra ripiegato
Parigi, Musée de la Musique

Attivo tra il 1700 ed il 1716, Jean Marius (del quale non si ha la certezza che fosse lui stesso cembalaro) è soprattutto conosciuto per il suo «cembalo piegatorio», strumento in tre parti legate da cerniere, ripiegabili l'una sull'altra fino a prendere la forma di una cassa, più facilmente trasportabile. Questo strumento probabilmente non era stato inventato dallo stesso Marius, ma da un costruttore italiano del XVII secolo, Giuseppe Mondini, tuttavia il francese lo presentò all'Accademia delle Scienze e ne ottenne il privilegio reale, ovverosia il diritto esclusivo a produrlo, per 20 anni. Non sappiamo in quanti esemplari sia stato costruito, ma certamente uno di questi appartenne a Federico II di Prussia, che lo portava con sé durante le campagne militari. Lo strumento copre oltre 4 ottave, da sol/si (ottava corta) a do, con due o tre file di corde. Oggi ne rimangono cinque esemplari.
I primi clavicembali a cinque ottave apparvero negli anni '10 del secolo (Pierre Donzelague): l'estensione passò progressivamente ed in forma generalizzata da sol0-mi5 a fa0-fa5. Gli strumenti sono più lunghi dei fiamminghi, raggiungendo i 230 cm e perfino i 250 cm a Lione; di contro, i tasti sono leggermente più stretti.
Un processo che non fu caratteristico della Francia, ma che qui prese un'ampiezza unica è quello dell'adattamento alle esigenze dell'epoca dei clavicembali Ruckers, la cui qualità sonora era considerata come eccezionale ed inarrivabile. Questa operazione è detta ravalement e ne esistono diverse varianti raggruppate sotto i termini petit ravalement, quando non veniva modificata la cassa, e grand ravalement, in caso contrario.
Il ravalement di strumenti fiamminghi era la specialità dei grandi fattori parigini, e soprattutto dei Blanchet e Taskin. Questa attività occupava una parte considerevole dell'attività degli atelier, che di conseguenza avevano meno tempo per costruire strumenti nuovi; inoltre, l'organizzazione in gilde limitava totalmente le possibilità di accrescere l'importanza e la produzione dei laboratori, che potevano impiegare, oltre al maestro, solamente un compagno e uno o due apprendisti: personale sufficiente appena per costruire approssimativamente cinque clavicembali l'anno.

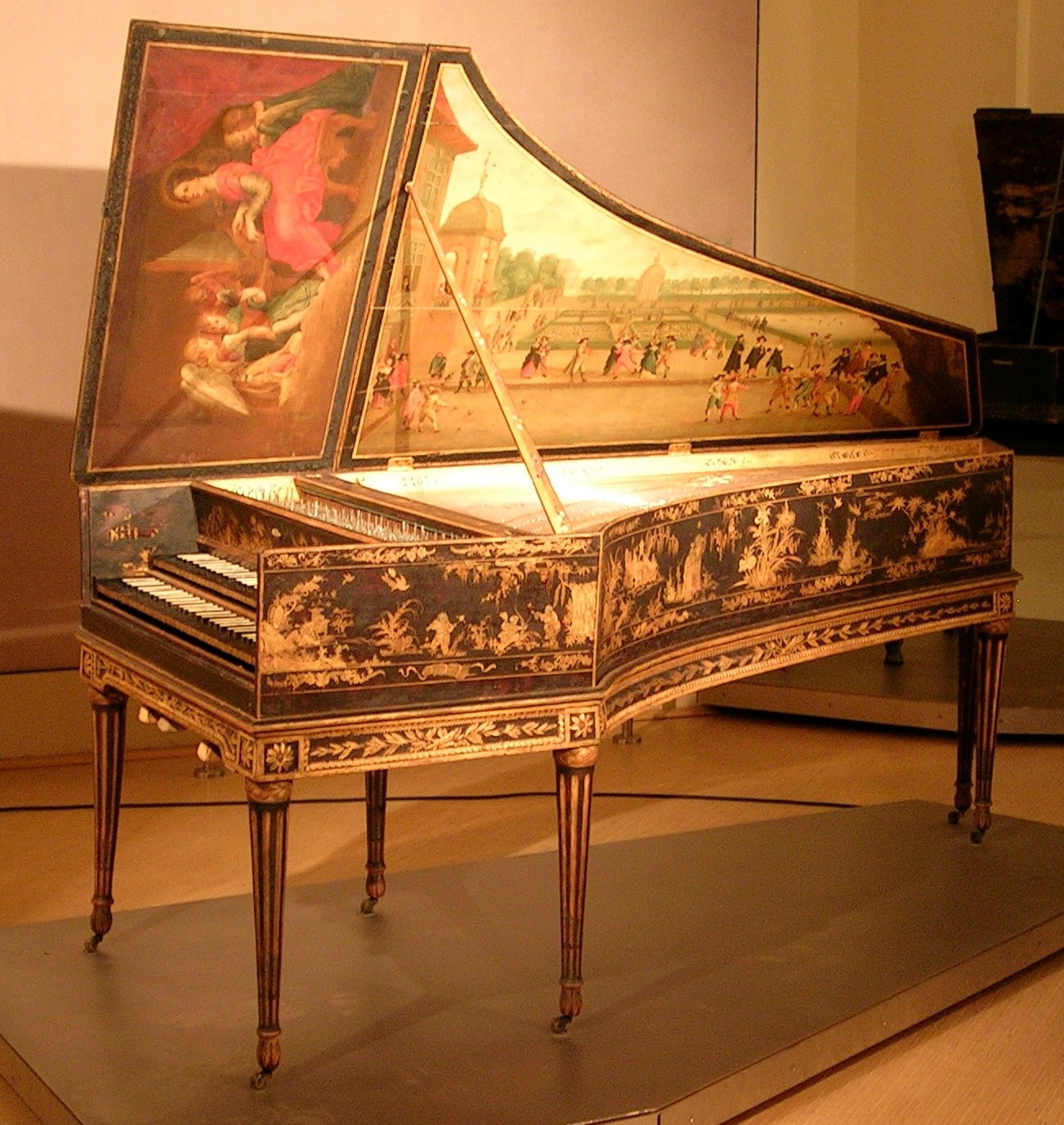
Pascal Taskin (1788)
Amburgo, Museum für Kunst und Gewerbe

La famiglia Taskin costituisce la dinastia più eminente di cembalari in Francia e, secondo Edward L. Kottick, il suo prestigio è secondo solo a quello dei Ruckers e Couchet. Il capostipite, Nicolas Blanchet (verso il 1660-1731) era nativo di Reims ma si stabilì a Parigi nel 1686; la sua attività venne continuata dal figlio François-Étienne (verso il 1700-1761), ed in seguito dal figlio di questi, François-Étienne (II) (verso il 1730-1766). Alla morte di quest'ultimo, il suo assistente, belga d'origine, Pascal Taskin (1723-1793), ne sposò la vedova e rilevò il laboratorio, portando la produzione al suo apogeo. Continuarono la professione i figli di François-Étienne II, Armand-François-Nicolas (1763-1818) e il nipote Nicolas (date biografiche sconosciute), ed anche vari discendenti di Taskin: Pascal-Joseph (1750-1829), Henri-Joseph (1779-1832), Lambert (date sconosciute) e Henri-Joseph (1779-1852). Gli strumenti dei Blanchet e soprattutto di Pascal Taskin sono particolarmente ammirati per la perfezione del meccanismo e delle tastiere.
La qualità di questi artigiani non poté assicurare loro una posizione dominante a causa del sistema di gilde allora in vigore, che ne limitava la produzione in termini di quantità. Tuttavia, la qualità del loro lavoro era considerata eccezionale, sia nella produzione di strumenti nuovi che nel ravalement di strumenti preesistenti, e questo procurò loro le cariche più prestigiose cui potesse aspirare un cembalaro: nel 1752, François-Étienne I è nominato "Costruttore dei clavicembali del Re"; nel 1774, Pascal Taskin, a questa stessa carica, aggiunge il titolo di "Responsabile (Garde) degli strumenti musicali della amera del Re", fino allora ricoperto da un'altra famiglia, i Chiquelier.
D'altra parte, Pascal Taskin fu anche un innovatore, che apportò numerosi perfezionamenti al clavicembalo. Gli si deve l'introduzione del plettro peau de buffle, fatto di un tipo di cuoio molto morbido, che produce un suono dolce, vellutato e diafano, molto diverso dal timbro tradizionale del clavicembalo; inoltre, egli sviluppò le ginocchiere che permettono di cambiare rapidamente registrazione senza dover levare le mani dalla tastiera. Negli anni 1780, come altri colleghi, cominciò a dedicarsi anche alla costruzione di fortepiani.
Tra nulerosi altri costruttori parigini, i più noti erano immigrati tedeschi: i fratelli Hemsch, venuti dalla regione di Colonia, e la famiglia Goermans, che francesizzò il nome in «Germain». I loro strumenti sono quasi altrettanto apprezzati di quelli di Blanchet e Taskin, e molto simili.

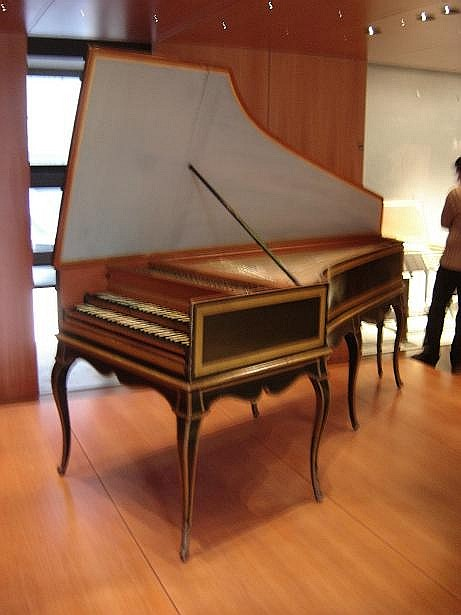
Henri Hemsch (1761)
Parigi, Musée de la Musique

Il clavicembalo tipico ha due tastiere di 61 note con accoppiamento a cassetto. I tasti diatonici sono in ebano, i cromatici placcati d'osso o d'avorio. Hanno un'estensione di cinque ottave, da fa a fa. La disposizione, pressoché invariabile, è di due registri di 8' ed uno di 4'; il registro di liuto è assai raro, probabilmente perché poco adatto allo style brisée tipico della musica francese dell'epoca. Gli strumenti più tardi hanno un sistema di ginocchiere per il cambio di registri e per azionare o eliminare lo jeu de buffle.

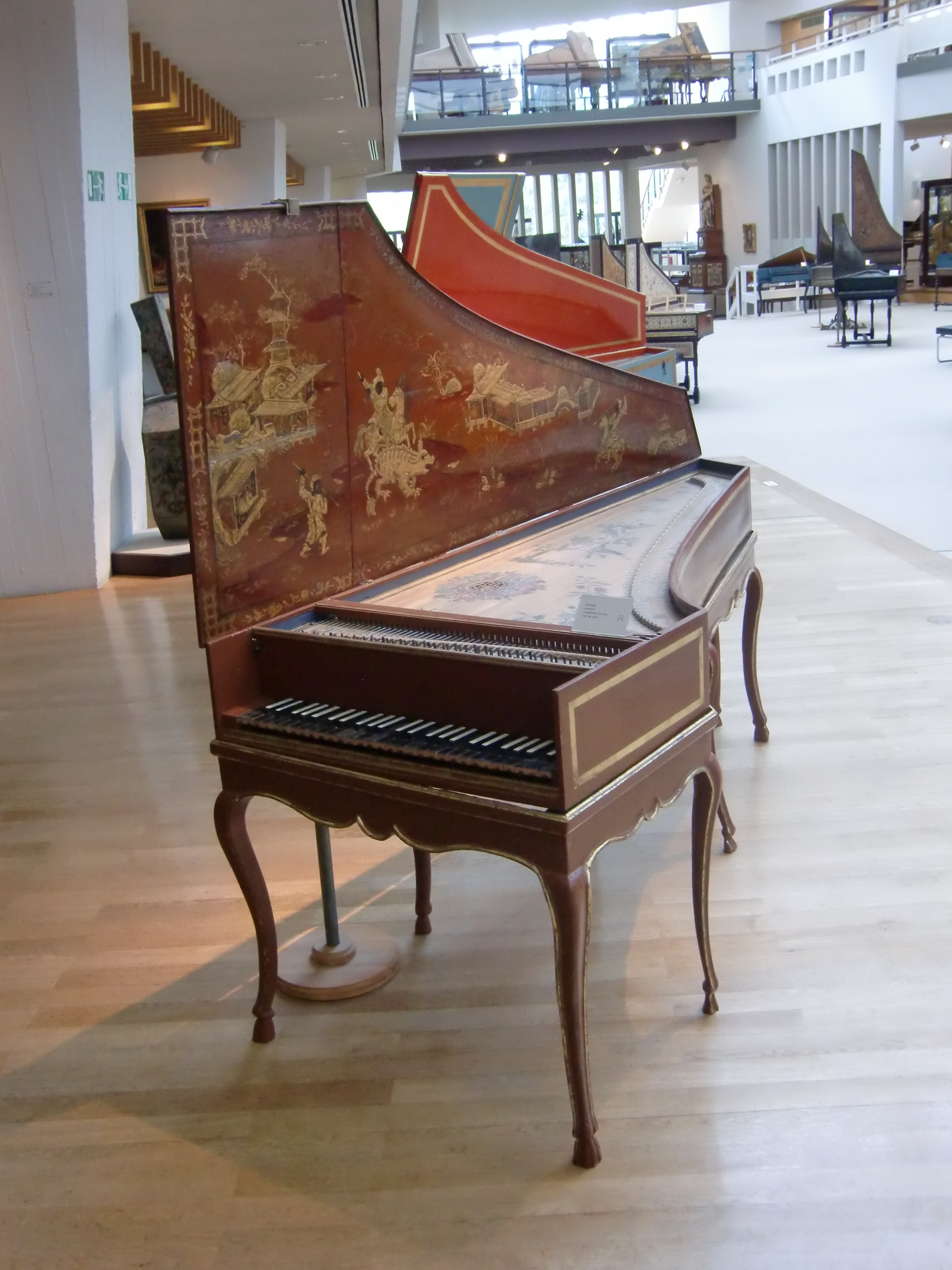
Cembalo francese anonimo, 1720 circa
Coperchio decorato con cineserie
Berlino, Musikinstrumentenmuseum

L'aspetto generale dà un'impressione di potenza, ed allo stesso tempo di eleganza e raffinatezza. Il sistema di sostegno non comprende più traverse orizzontali, ma, secondo il gusto dell'epoca, un numero variabile (spesso sette) di piedi in stile Luigi XV o Luigi XVI. La decorazione è varia, in relazione ai mezzi economici ed ai gusti di chi ha commissionato lo strumento. La tavola armonica porta una decorazione floreale più sofisticato e meno pittoresco dei fiamminghi, una rosa dorata con le iniziali del costruttore — o una delle famose rose dei Ruckers, vera o falsa — circondata da una corona di fiori. Un motivo ricorrente sul frontalino è l'immagine di un uccello appollaiato su un albero morto, simbolo della resurrezione del legno morto sotto forma di strumento melodioso. L'interno del coperchio può essere laccato o dipinto con un paesaggio, una scena mitologica, o altro. La cassa è sovente laccata in nero, verde, rosso o altri colori, con pannelli delimitati da bande in foglia d'oro. Altre decorazioni più fastose con profusione d'oro, cineserie, preziosi dipinti, potevano essere utilizzate per gli strumenti reali.
Gli anni 1751-1778 videro la pubblicazione a Parigi dell'Encyclopédie ou Dictionnaire raisonné des sciences, des arts et des métiers (Enciclopedia o Dizionario ragionato delle scienze, delle arti e dei mestieri) sotto la direzione di Diderot et D'Alembert. L'opera contiene numerose informazioni sul clavicembalo e la sua famiglia, oltre che numerose tavole relative alla sua costruzione. Tuttavia, molte tavole danno informazioni fastasiose, il che fa pensare che i cembalari interrogati dagli enciclopedisti abbiano voluto probabilmente conservare certi loro segreti di fabbricazione. È il caso, ad esempio, degli schemi che rappresentano l'incatenamento della tavola armonica e la struttura interna dello strumento, che non corrispondono ad alcun esemplare conosciuto ai giorni nostri.

### Germania
In Francia e Inghilterra, il clavicembalo fu incontestabilmente il più importante strumento a tastiera con corde. La situazione era diversa in Germania, dove il clavicordo fu probabilmente ancora più apprezzato. Inoltre, gli artigiani che costruivano strumenti da tasto erano innanzitutto organari, mentre l'attività cembalaria era solamente accessoria. I centri di produzione erano diversi (principalmente Amburgo, Dresda e Berlino), ma il numero dei artigiani era molto ridotto rispetto a Parigi o Londra. D'altra parte, occorre notare che numerosi cembalari originari dei paesi di lingua tedesca erano attivi durante questo secolo proprio nella capitale francese e in quella inglese. A Parigi, si deve citare almeno Christian Vater, Jean Goermans, Benoist Stehlin, i fratelli Hemsch; a Londra Burkhardt Tschudi et Jakob Kirchmann. Probabilmente vi avevano trovato un ambiente più favorevole alla loro attività. Infine, la concentrazione di costruttori nella capitale condusse in Francia come in Inghilterra all'emersione di uno stile nazionale ben tipizzato (com'era stato il caso di Anversa), mentre la situazione era molto diversa nei paesi germanici.
Tra gli scritti di una certa importanza concernenti la costruzione del clavicembalo nonché degli altri strumenti a tastiera figura l'opera di Jakob Adlung apparsa a Berlino nel 1768, Musica mechanica organoedi.

#### Amburgo
Tra i quindici costruttori che lavorarono in questa città, tre sono degni di nota: Fleischer, Hass e Zell. Malgrado alcuni tratti comuni (in particolare la coda arrotondata in continuità con la fascia curva, che dà allo strumento un aspetto massiccio, e tasti piuttosto larghi), non si può parlare di una vera e propria scuola, dal momento che abbiamo un numero troppo ridotto di esemplari e loro caratteristiche troppo diverse per poter definire una tipologia standard.
La famiglia Fleischer discende dal liutaio Hans Christoph (1638-prima del 1694). Questi ebbe due figli cembalari: Johann Christoph (1676-verso il 1728) e Carl Conrad (1680-1737).

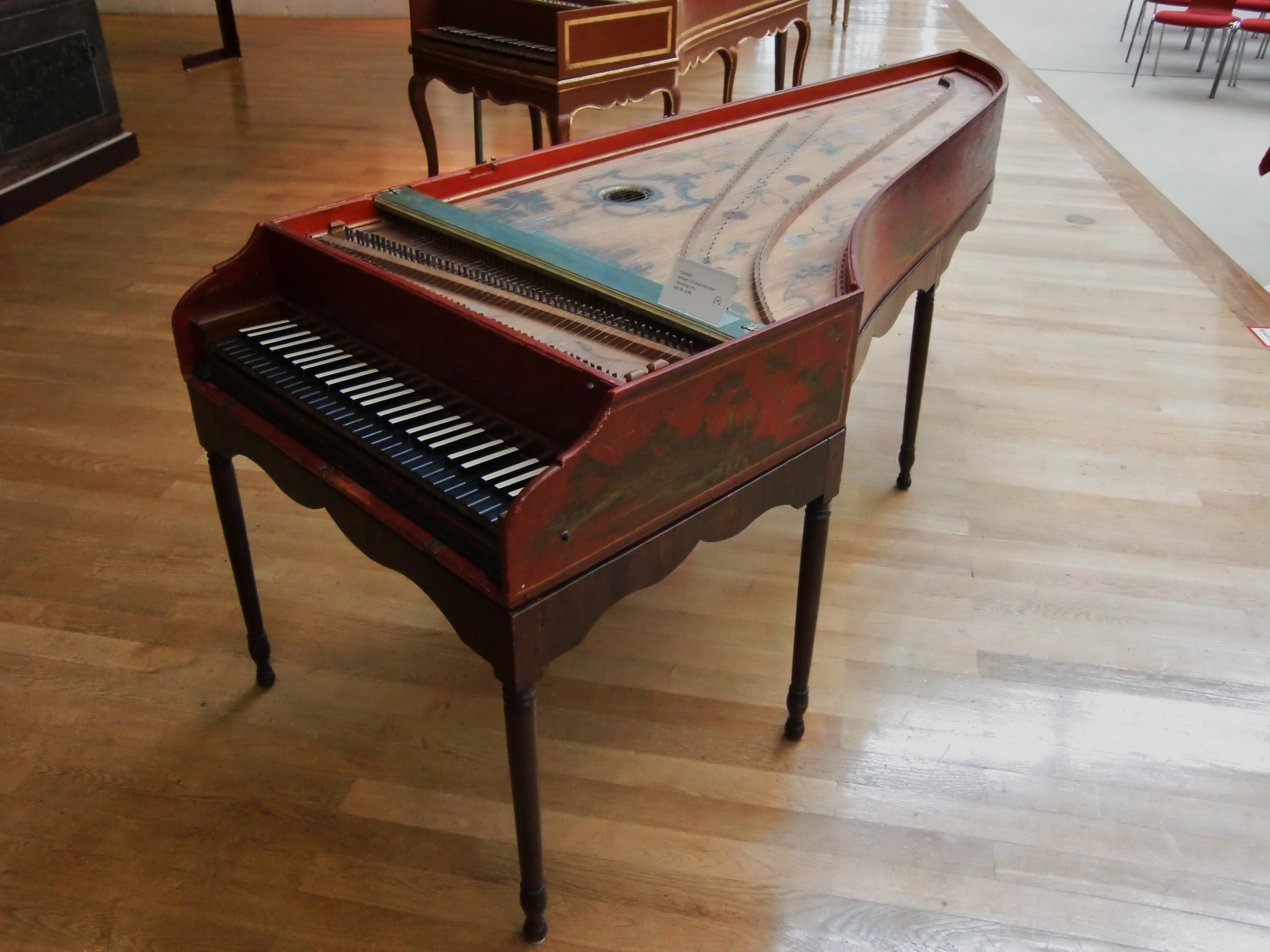
J.C. Fleischer, 1710
Berlino, Musikinstrumentenmuseum

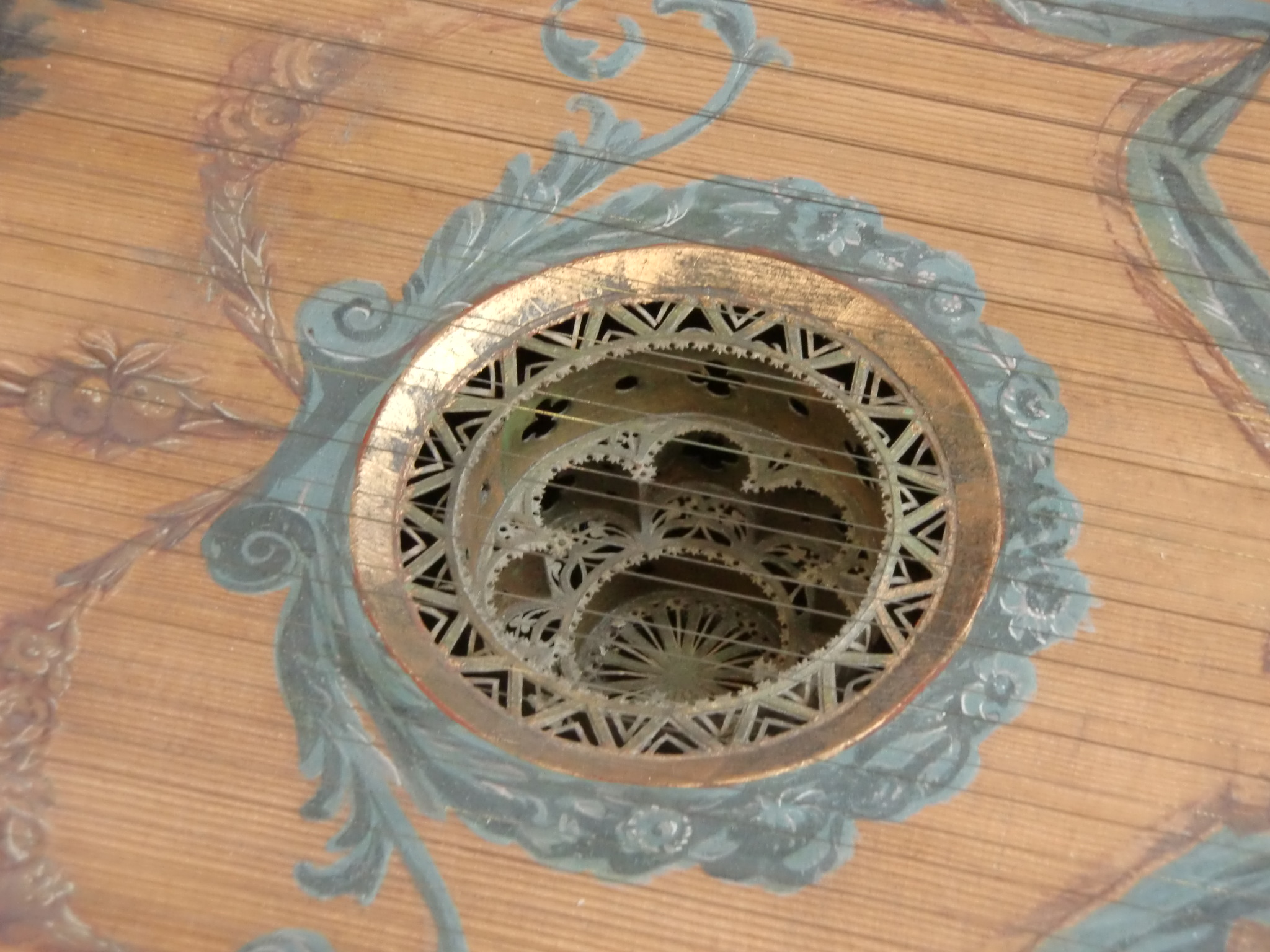
Rosa dello strumento di Fleisher

Di Johann Christoph sono conservati sei strumenti: cinque clavicordi ed un solo clavicembalo, datato 1710. Questo è il più antico clavicembalo amburghese conosciuto. È dotato di una sola tastiera, con estensione sol0-do5. Pur essendo dotato di una disposizione con due registri di 8' ed uno di 4', in realtà ha solamente due file di corde (con modulo di 34 cm): i due registri di 8' utilizzano le stesse corde pizzicate in punti differenti, quindi non possono essere usati insieme e servono solo a cambiare il timbro. Lo strumento è relativamente piccolo (223 x 83 cm) e d'apparenza alquanto elegante. La cassa, il cui rinforzo interno è minimale come negli strumenti del XVII secolo, è ornata di cineserie su fondo rosso; la tavola armonica porta una ricca decorazione floreale e una rosa in pergamena finemente lavorata, nella caratteristica forma "a torta nuziale rovesciata".
Di Carl Conrad sopravvivono tre clavicembali, due dei quali sono datati rispettivamente 1716 e 1720. Hanno una disposizione di due registri di 8' ed uno di 4' con registro di liuto. L'estensione è ancora contenuta (do1-do5 per quello del 1716, sol0-do5 per quello del 1720). L'influenza dei Ruckers è sensibile e lo strumento più antico si distingue per una decorazione floreale particolarmente ricca, comprendente anche la fascia dritta (normalmente, la fascia dritta non portava alcuna decorazione, dal momento che veniva abitualmente addossata ad una parete).
Un dettaglio particolare caratteristico dei cembali Fleischer è la rosa, composta di strati multipli di pergamena tagliata con estrema finezza, colorata o dorata, in una forma che Edward Kottick paragona ad una torta nuziale rovesciata(«upside-down wedding cakes»).

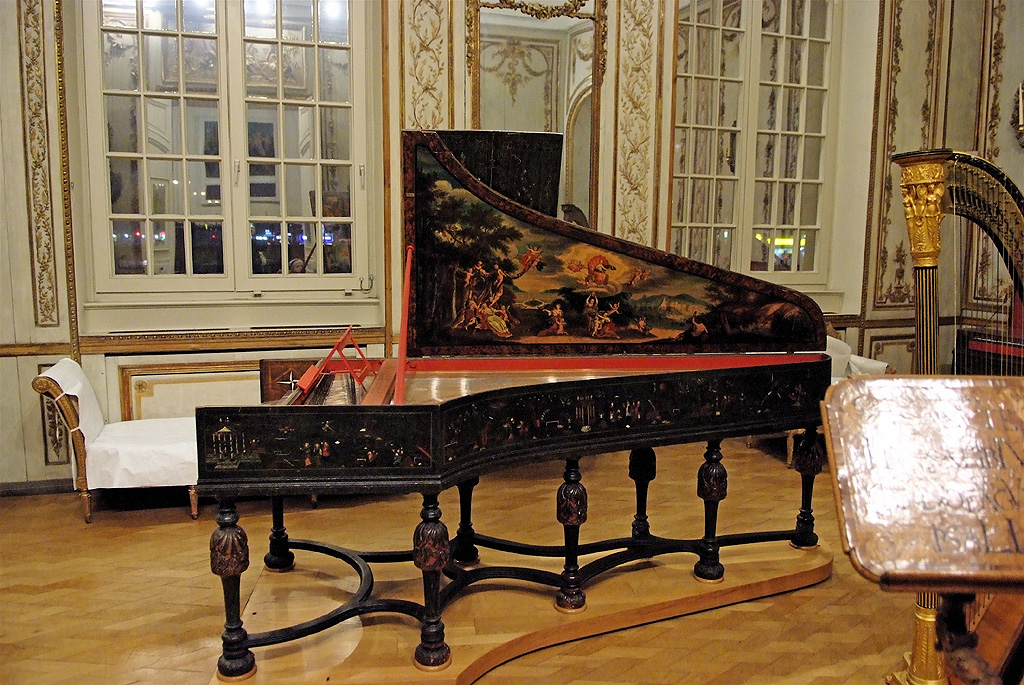
Christian Zell 1728
Amburgo, Museum für Kunst und Gewerbe

Christian Zell, associato ai Fleischer, lascia tre strumenti datati rispettivamente 1728 (due tastiere), 1737 e 1741 (una tastiera). Il primo è uno dei più straordinari clavicembali del XVIII secolo, tanto per le qualità musicali che per la decorazione. Ha due registri di 8' e uno di 4' con liuto, con estensione fa0-re5; la struttura è di tipo internazionale, con punta arrotondata; la tavola armonica porta un'incatenatura ispirata ai Ruckers, ma non ha alcuna rosa. La decorazione è delle più sontuose: cassa con decorazione di cineserie su fondo verde scuro, tavola armonica con decorazione di fiori e uccelli multicolori, coperchio in tre parti articolate ornato di scene mitologiche, sostegno su otto gambe scolpite e dipinte, trattenute in basso da traverse tondeggianti.

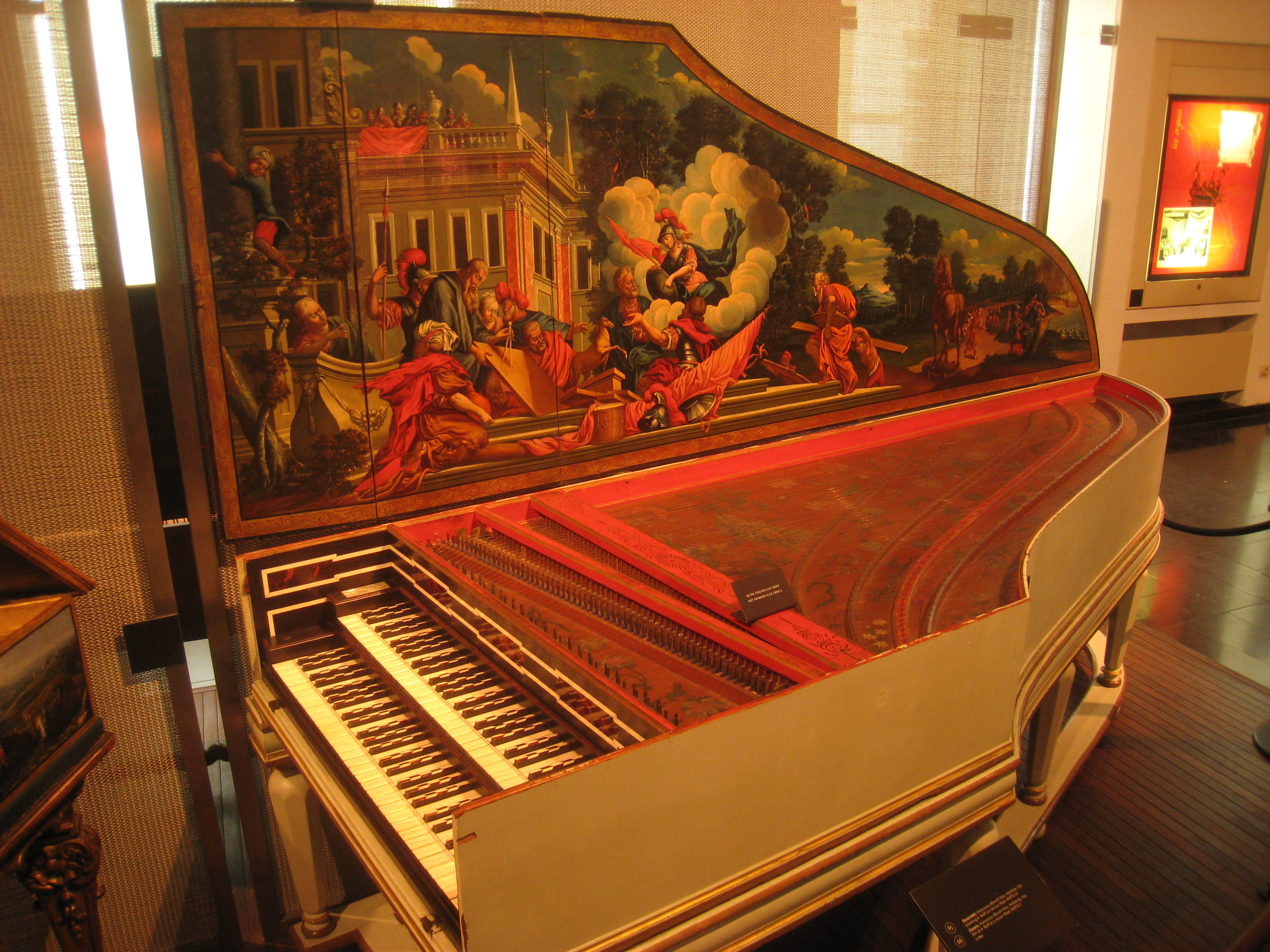
Hieronymus Albrecht Hass 1734
Bruxelles, Museo degli Strumenti Musicali

La famiglia Hass produsse i clavicembali più complessi e più elaborati mai costruiti. Ne fanno parte il padre Hieronymus Albrecht (1689-1752) e il figlio Johann Adolph (attivo dal 1740 al 1775). Hieronymus Albrecht ci ha lasciato sei strumenti datati tra il 1721 e il 1740 e Johann Adolph solo due, datati 1760 e 1764.
Si nota grande qualità di fabbricazione nelle opere di padre e figlio e molte similitudini, tuttavia nessuno strumento presenta la stessa decorazione (che può andare dalla tinta unita alla fantasia più sofisticata) o la stessa disposizione. Comune a tutti è la struttura, ispirata ai modelli fiamminghi, la coda arrotondata, l'aspetto massiccio.
Le disposizioni di alcuni di questi esemplari sono uniche nella storia del clavicembalo: ad esempio, due strumenti a due tastiere hanno tre registri di 8' e molti presentano registri di 16' e 2' (il registro di 2' è necessariamente incompleto, dal momento che la lunghezza delle corde nell'acuto sarebbe stata incompatibile con la presenza di 6 file di salterelli). Tre strumenti hanno una sola tastiera, quattro hanno due tastiere, uno è a tre tastiere: si tratta del solo strumento storico che possieda indiscutibilmente tre tastiere fin dall'origine.

#### Berlino
Berlino contava più di dieci cembalari, a proposito dei quali disponiamo di pochissime informazioni. Solo due di loro sono conosciuti per averci lasciato degli strumenti: Michael Mietke (prima del 1665-1726 o 1729) e Johann Christoph Österlein (verso il 1728-dopo il 1792).

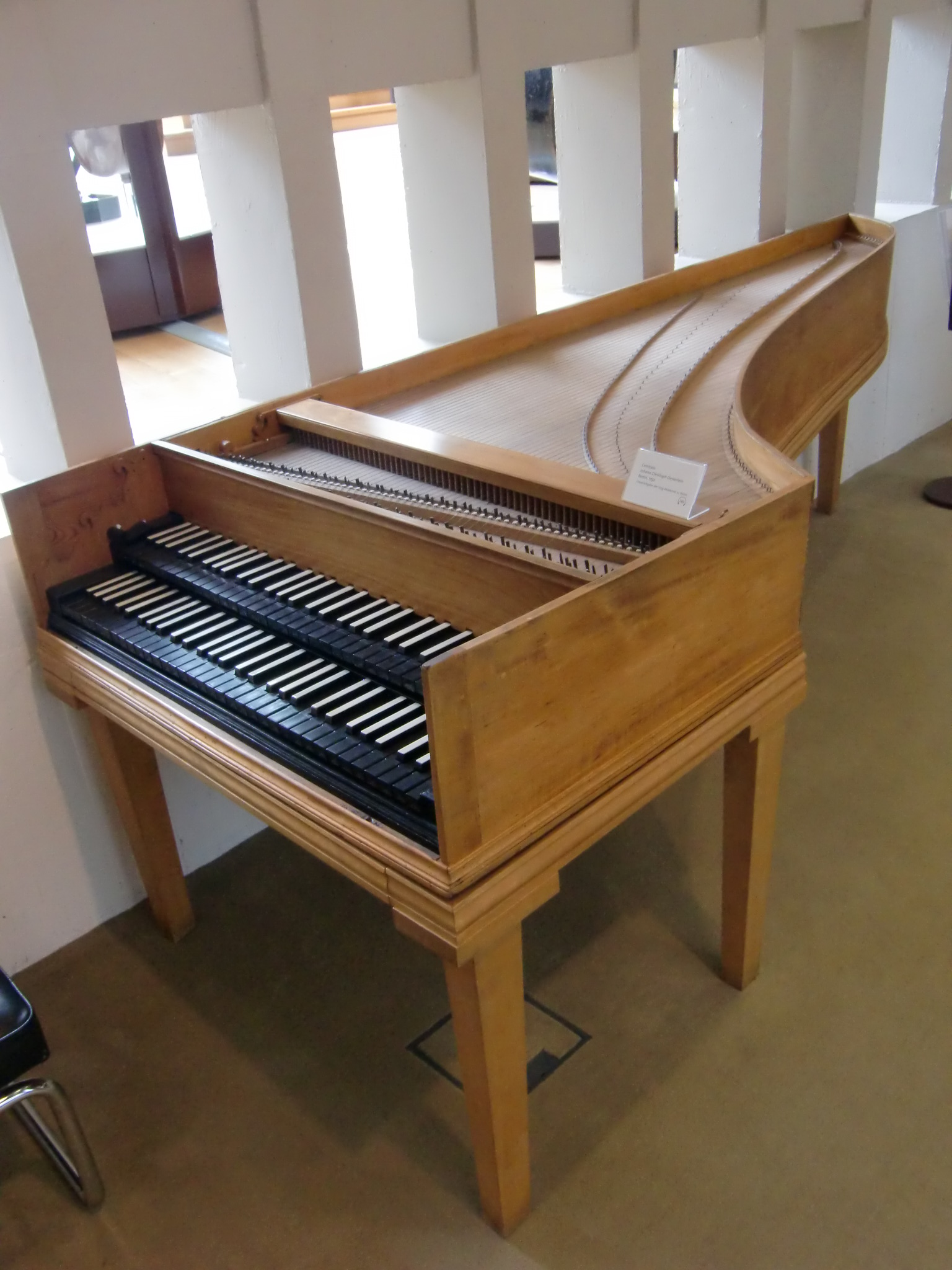
Österlein (Berlin, 1792)
Berlino, Musikinstrumentenmuseum

Mietke è il più noto: se ne conservano tre clavicembali, due ad una tastiera datati 1702/04 e 1710 ed uno a due tastiere datato 1703/13, con disposizione classica: 2 x 8' oppure 2 x 8' più 1 x 4'. Hanno la cassa in pioppo, di medio spessore, con una struttura che combina rinforzi alla maniera italiana (squadre) e alla fiamminga (catene del fondo). Sono sostenuti da sette o otto piedi, legati da una cinta di basse traverse curvilinee e decorati in armonia con la cassa. Fatto raro, la tavola armonica non è né decorata né dipinta, né è dotata di rosa. Questi strumenti avevano in origine estensioni diverse: da sol0 o fa0 a do5, allargate più tardi. I tasti diatonici sono placcati d'ebano, quelli cromatici d'avorio, e la distanza dell'ottava è piuttosto contenuta, come presso i francesi. Il cembalo del 1702/04 è ricordato soprattutto per la sua rara decorazione in cineseria policroma e dorata su fondo bianco che evoca la porcellana, dovuta a Gérard Dagly, celebre decoratore di corte di Federico I di Prussia. Lo strumento a due manuali del 17103/13 è decorato in modo simile su fondo nero, probabilmente ancora dallo stesso Dagly.
Mietke ha un'importanza particolare nella storia del clavicembalo perché si sa che Johann Sebastian Bach fu inviato dal principe Leopoldo di Anhalt-Köthen presso il cembalaro per acquistare uno strumento a due tastiere, grande e insolitamente costoso, del quale però non abbiamo alcuna traccia. Il prezzo importante lascia pensare che fosse dotato di un registro di 16', dal momento che secondo certe fonti Mietke avrebbe fabbricato anche strumenti con tali caratteristiche.
Österlein ha lasciato uno strumento molto tardo (1792), disposto con 2 x 8' e 1 x 4', con estensione di cinque ottave (fa-fa). Ha una struttura interna simile a quella dei clavicembali di Mietke, ma è più lungo. Non decorato, si posa su gambe di foggia semplicissima.

#### Dresda
Dresda, capitale della Sassonia, era un centro di produzione molto importante, dominato la famiglia Gräbner, che conta nove cembalari distribuiti su quattro generazioni e ben più di un secolo di attività, a partire dal capostipite Johann Christoph, vissuto nel XVII secolo.
Di questa dinastia non restano che quattro clavicembali:
- 1722[124] opera di Johann Heinrich, primogenito di Johann Christoph;
- 1739 e 1774, costruiti da Johann Heinrich il Giovane, figlio del precedente;
- 1782 di Karl August, figlio del precedente.

Malgrado il grande intervallo di tempo, tutti condividono numerose caratteristiche comuni, poco frequenti in Germania ma simili alla fattura italiana (nella struttura interna) o a quella francese (tipo di tastiera, disposizione con 2 x 8' e 1 x 4' con registro di liuto). I più antichi hanno le file di registri ben distanziate le une dalle altre, per ottenere sonorità di timbro ben distinto. Gli strumenti hanno una punta angolosa, gambe semplici, decorazione essenziale: non sono oggetti d'apparato. Solamente i due più recenti raggiungono l'estensione classica di 5 ottave (fa-fa).

#### Altre città
Alcuni cembalari di talento esercitavano la loro attività in città più isolate.

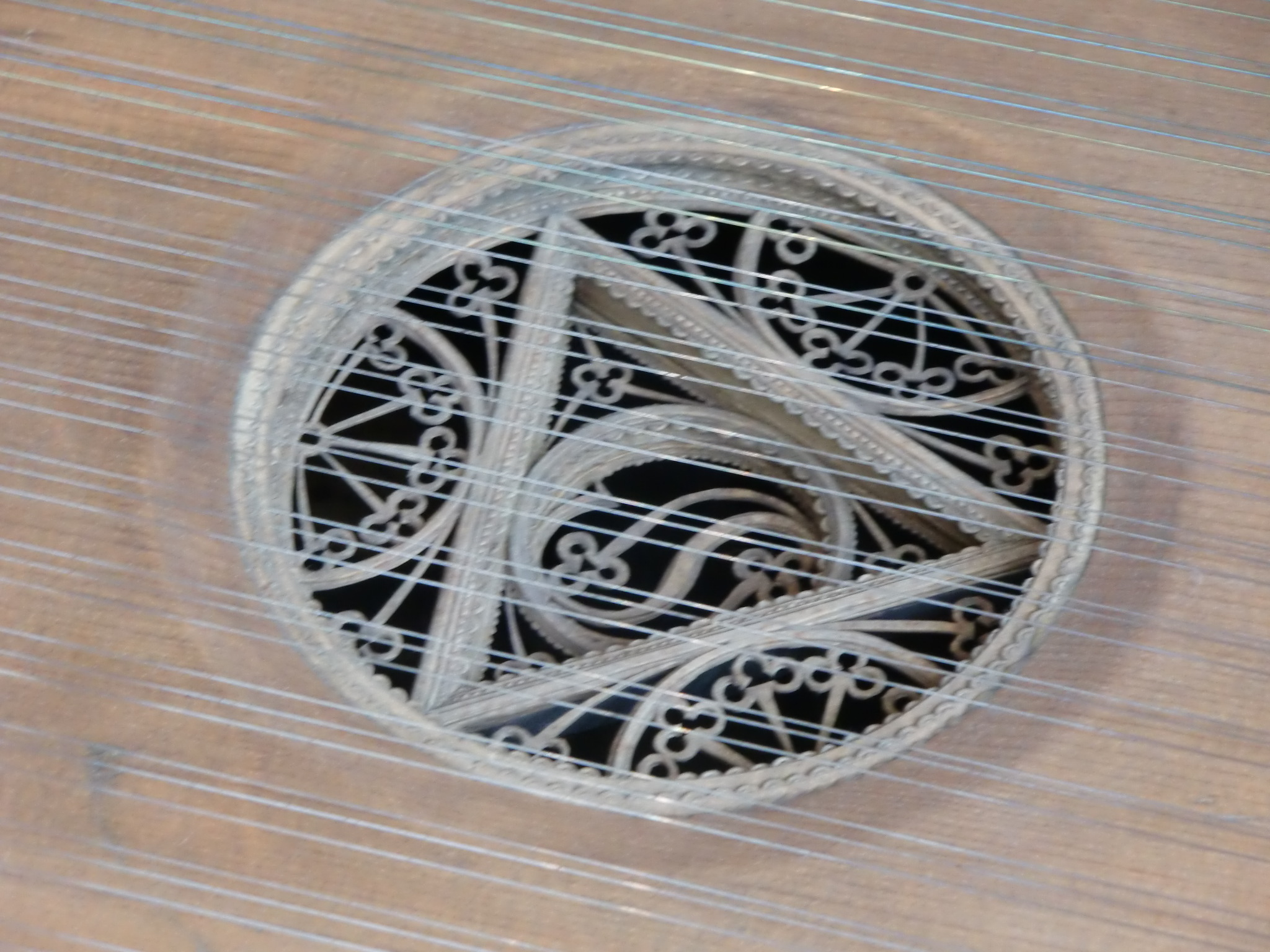
Rosa di J. G. Silbermann

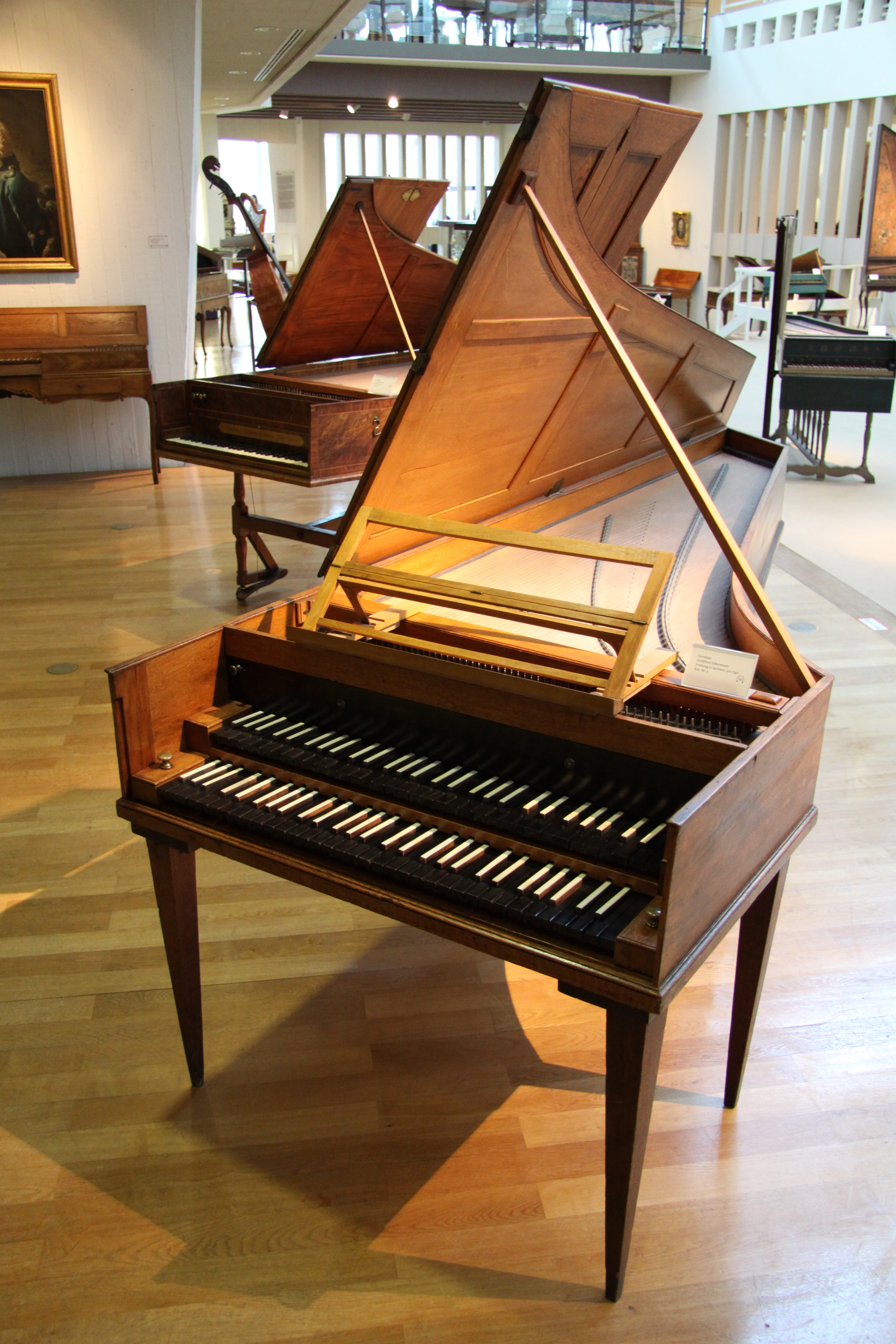
G. Silbermann (?) 1740. Berlino, Musikinstrumentenmuseum

A Freiberg, piccola città della Sassonia, lavorò Gottfried Silbermann (1683-1753), amico di Johann Sebastian Bach, che come gli altri membri della sua famiglia fu anche costruttore di organi e, più tardi, di fortepiani.
Non resta che un solo clavicembalo (1740) attribuito a lui, oltretutto con qualche dubbio d'attribuzione. Questo grande strumento possiede una cassa in quercia decorata in forma minimalista ma con ebanisteria molto accurata, e caratteristiche vicine alla fattura francese contemporanea, con un'estensione di cinque ottave (fa-fa) e disposizione con 2 x 8' e 1 x 4' con accoppiamento a cassetto.
A Hannover si stabilì Christian Vater (1679-1756), proveniente da Amburgo. Come il padre Martin, egli era principalmente organaro, allievo di Arp Schnitger. Il fratello minore Antoine (1689-1759) fu anch'egli cembalaro, ma si trasferì a Parigi, dove divenne un costruttore con ottima reputazione.
Della sua produzione resta un solo clavicembalo (1738), che ricorda per molti tratti gli esemplari francesi del secolo precedente, in particolare nello spessore delle pareti e nel cavalletto, composto di colonnine a tortiglione tenute insieme da una traversa tondeggiante. Ha una sola tastiera, estensione sol/si (ottava corta) - mi e disposizione con due registri di 8'. La coda è arrotondata alla maniera di Amburgo, la cassa dipinta in nero con grandi motivi barocchi dorati, mentre l'interno del coperchio non è mai stato dipinto.
Großbreitenbach, cittadina della Turingia, fu sede della famiglia Harrass, di cui ben quattro membri - non se ne conosce completamente la relazione di parentela - furono cembalari. Solo un clavicembalo firmato e datato 1710 è giunto fino a noi, tuttavia oggi si tende ad attribuire a un Harrass (per analogia di costruzione) un grande clavicembalo conosciuto col nome di Bachflügel ("clavicembalo di Bach"); a lungo si è supposto potesse essere stato fatto da Gottfried Silbermann e appartenuto al compositore. Questo strumento ha un'importanza storica; la disposizione attuale - non originale - è 16' e 8' alla tastiera principale e 8' e 4' alla superiore: su questa si è fondata la costruzione di buona parte degli strumenti "non storici" del XX secolo, supponendola conforme alle raccomandazioni di Bach. Tuttavia vi sono numerose congetture riguardanti l'uso del registro di 16' nel XVIII secolo, seppure vi siano testimonianze della sua esistenza (ma non della frequenza o del suo uso) presso Jakob Adlung e altre fonti.

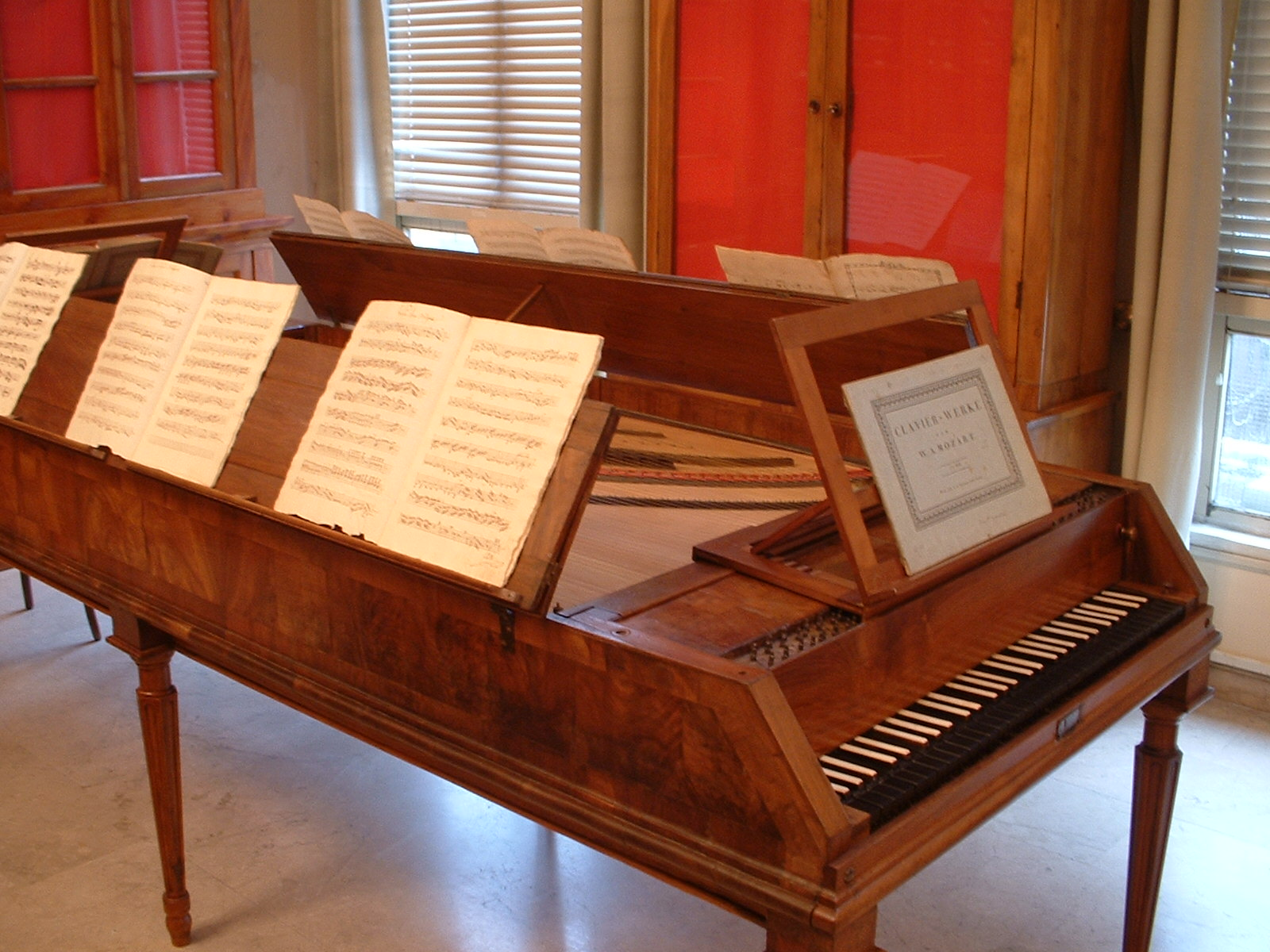
Vis-à-vis di Johann Andreas Stein (1777)
Verona, Accademia Filarmonica

Ad Augusta, la figura marcante è quella di Johann Andreas Stein (1728-1792), del quale si ricorda soprattutto il ruolo di promotore del fortepiano di tipo viennese e le relazioni con la famiglia Mozart. Egli s'interessò a tutti gli strumenti a tastiera (organo, clavicembalo, clavicordo, fortepiano). Per quel che concerne il clavicembalo, sappiamo che costruì 21 strumenti tra il 1750 e il 1777, ma nessun esemplare è giunto fino a oggi. Nella famiglia delle corde pizzicate, tuttavia, sono sopravvissuti due straordinari strumenti detti vis-à-vis, che combinano nello stesso corpo un clavicembalo ed un fortepiano, posti l'uno di fronte all'altro. Un esemplare del 1777 ancora utilizzato per concerti, appartenente al Museo di Castelvecchio di Verona, si trova depositato presso il Museo degli strumenti antichi dell'Accademia Filarmonica di Verona. Originariamente, lo strumento doveva essere un doppio clavicembalo, composto da uno strumento più grande, a due tastiere con 1 x 16' e 3 x 8' (uno dei quali con accoppiamento dogleg o all'inglese), un registro peau de buffle e 5 ottave di estensione, ed uno più piccolo, ad un solo manuale. Prima di incollare la tavola armonica, evidentemente il costruttore decise di trasformare il cembalo piccolo in un fortepiano e ne fece le necessarie modifiche, aggiungendo al clavicembalo (il quale mantiene la disposizione descritta sopra) anche una terza tastiera e i necessari tiranti e ginocchiere per poter suonare il fortepiano che è dall'altro lato, da solo o in unione col clavicembalo. Il secondo vis-à-vis è più tardo e più semplice, con solo due tastiere per la parte del clavicembalo. Entrambi non hanno alcuna decorazione né rosa. La lavorazione è del tutto essenziale e spoglia, il legno è lasciato al naturale.

### Gran Bretagna
Durante il primo quarto del XVIII secolo, la produzione di grandi clavicembali fu limitata e gli strumenti conservati oggi sono quindi poco numerosi: sette clavicembali a una o due tastiere, tutti di costruttori differenti (Joseph Tisseran, Thomas Barton, Benjamin Slade, Thomas Hancock, William Smith, Francis Coston e Thomas Hitchcock). Appare il primo strumento a due tastiere e con cinque ottave d'estensione.
La fattura conserva i tratti principali del secolo precedente, in particolare la cassa in noce (massiccio o impiallacciato su quercia), la lunghezza vibrante delle corde assai corta, la curvatura della fascia molto pronunciata, le pareti di spessore medio con la fascia dorsale più spessa, il registro di "nasale" e la fila di salterelli in dogleg, i registri azionati con tiranti a bottone in bronzo che attraversano la tavola frontale, le modanature applicate, le gambe molto semplici, la rarità di decorazione dipinta sia sulla cassa che sulla tavola armonica. Un elemento distintivo della costruzione inglese, particolarmente nel XVIII, è la cura dei piccoli pezzi in bronzo, ad esempio le cerniere, i ganci, i pomelli dei registri, eccetera.

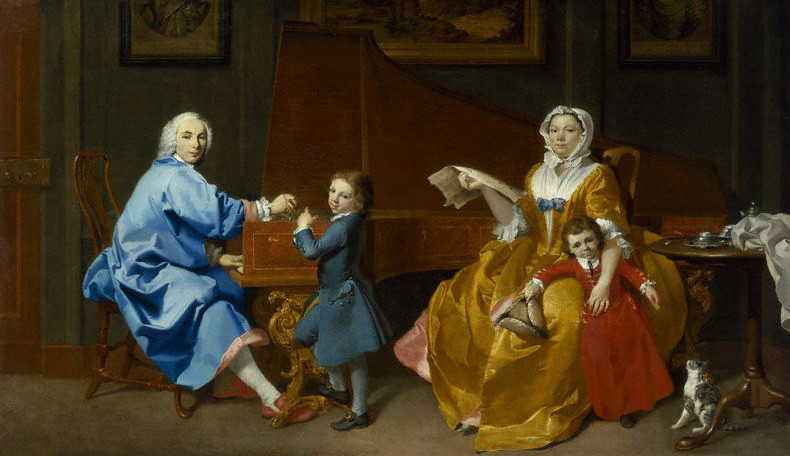
Burkat Shudi ritratto con la sua famiglia mentre accorda un clavicembalo. Dipinto di Carl Marcus Tuscher, 1742 circa (Londra, National Portrait Gallery)

Un personaggio è importante: Hermann Tabel, emigrato dai Paesi Bassi a Londra. Della sua esistenza sappiamo assai poco, ma secondo una tradizione alquanto dubbia si sarebbe formato presso l'ultimo dei Couchet. Della sua produzione rimane solo un clavicembalo a due tastiere del 1721 (oltretutto, d'incerta attribuzione), ma ebbe per apprendisti, a qualche decina d'anni di distanza, i due cembalari che dominarono in discussi la produzione britannica fino alla fine del secolo, attraversando e caratterizzando il periodo apogeo del clavicembalo in questo Paese: Burkat Shudi (o Burkhardt Tschudi) e Jacob Kirkman. Queste due personalità ebbero dei percorsi che presentano forti parallelismi.
Burkhardt Tschudi, nato in Svizzera, falegname di formazione, lavorò presso Tabel negli anni '20, prima di mettersi in proprio nel 1728. Il suo primo clavicembalo è datato 1729. La sua impresa divenne assai fiorente: gli strumenti erano datati e numerati in sequenza, e l'ultimo è il 1155, costruito nel 1793. Oggi ne rimangono una cinquantina. Verso il 1770 si associò con il genero John Broadwood e verso la fine del secolo il laboratorio si orientò verso la costruzione di fortepiani. Amico di Händel, Shudi contava tra i suoi clienti il Principe di Galles, l'imperatrice Maria Teresa d'Austria, il re Federico II di Prussia e Franz Joseph Haydn. Fece brevettare nel 1769 un dispositivo espressivo, il Venetian swell, sorta di coperchio interno a veneziane orientabili, comandato con un pedale, che permette effetti di crescendo-diminuendo.

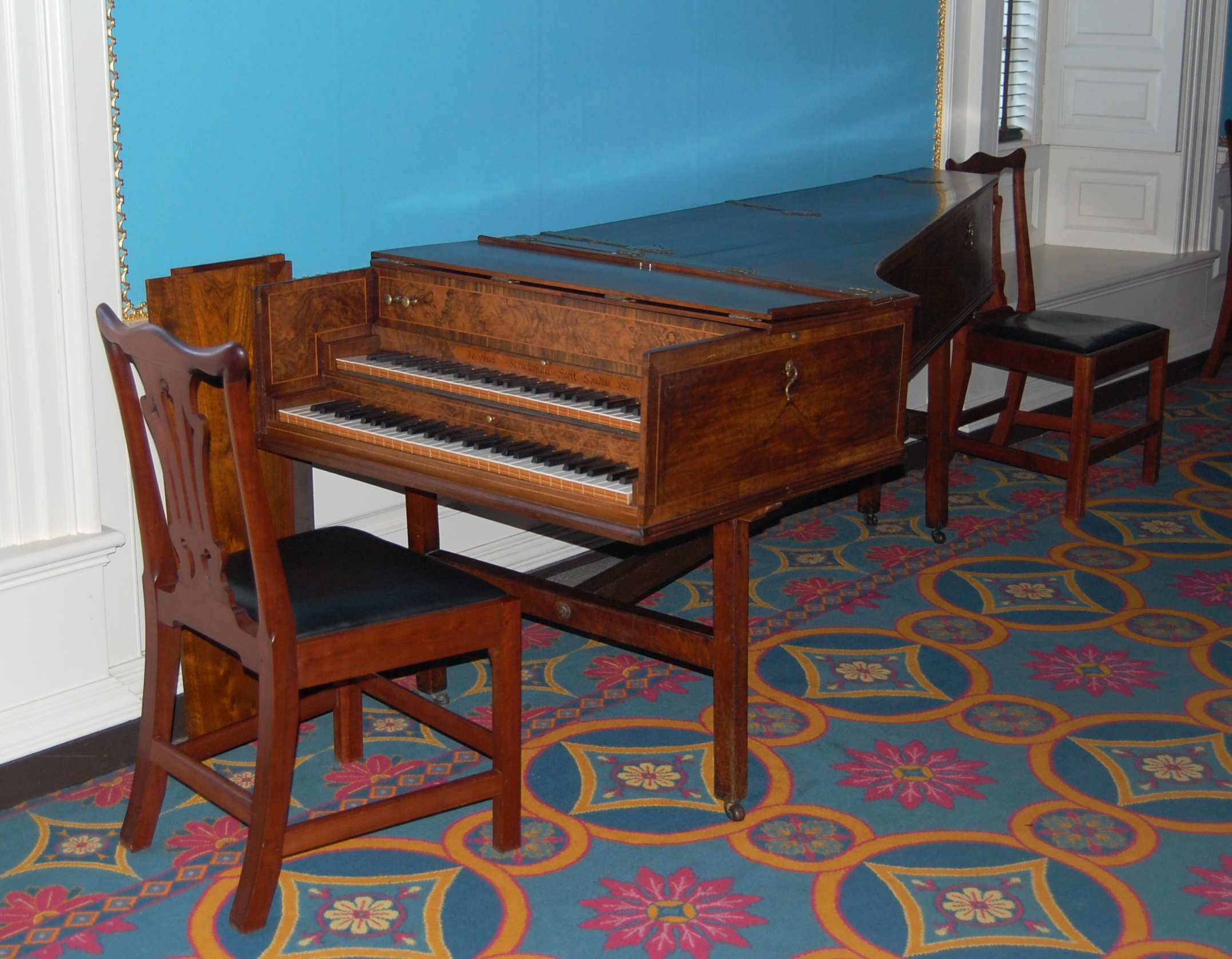
Jacob Kirckman, 1758
Williamsburg (Virginia), palazzo del governatore

Jacob Kirkman, originario dell'Alsazia, di formazione ebanista, fu apprendista presso Tabel negli anni '30 e dopo la sua morte, sopraggiunta nel 1738, ne sposò la vedova e ne rilevò il laboratorio. La produzione aumentò in proporzione gigantesca: oggi restano 110 clavicembali Kirkman prodotti tra il 1744 ed il 1800 (o 1809), e si stima che il numero totale prodotto sia almeno due volte quello di Shudi, largamente più di 2000 strumenti. Nel 1772 si associò col nipote Abraham e annoverò tra i suoi clienti i re Giorgio II e Giorgio III.
Shudi e Kirkman si spartirono quasi il monopolio dei clavicembali a partire dal 1740, lasciando ai concorrenti solo la produzione degli strumenti più piccoli. I loro strumenti hanno caratteristiche molto simili e definiscono l'archetipo del clavicembalo inglese del XVIII secolo, declinato in tre modelli: a un manuale con 2 x 8', a un manuale con 2 x 8' e 1 x 4', a due manuali con 2 x 8' con dogleg, 1 x 4', nasale e talvolta registro di liuto. Quelli a due tastiere rappresentano approssimativamente la metà della produzione, e numerosi strumenti possiedono il meccanismo detto machine-stop (del quale non conosciamo né la data di messa a punto, né il nome dell'inventore) che permette di azionare dal pedale rapidi cambi di registrazione.
La cassa è in quercia impiallacciata con legno di noce (più tardi mogano) in pannelli sottolineati da filetti in legni contrastanti. La fascia diritta in generale è lasciata grezza, salvo in casi rarissimi. Certi modelli presentano un intarsio d'eccezionale raffinatezza, come ad esempio il Kirkman del 1755 esposto alla St. Cecilia's Hall dell'Università di Edimburgo (vedi foto) o altri (1756, 1761). Il coperchio si articola grazie a delle cerniere in bronzo assai lavorate. La tavola armonica non è decorata, ma ornata di una rosa in stagno dorato nei Kirkman, mentre la rosa è assente in Shudi. I tasti diatonici sono placcati in avorio, quelli cromatici in ebano o palissandro, aspetto che sarà ripreso dalla tastiera del pianoforte; in alcuni strumenti, i tasti neri sono decorati con un filetto centrale longitudinale d'avorio. I registri sono comandati da tiranti a bottone rotondo in ottone che attraversano il frontalino e terminano con un bottone rotondo in ottone, oppure da pedali. Il cavalletto è composto invariabilmente da quattro piedi riuniti da traverse orizzontali ed è smontabile per il trasporto.

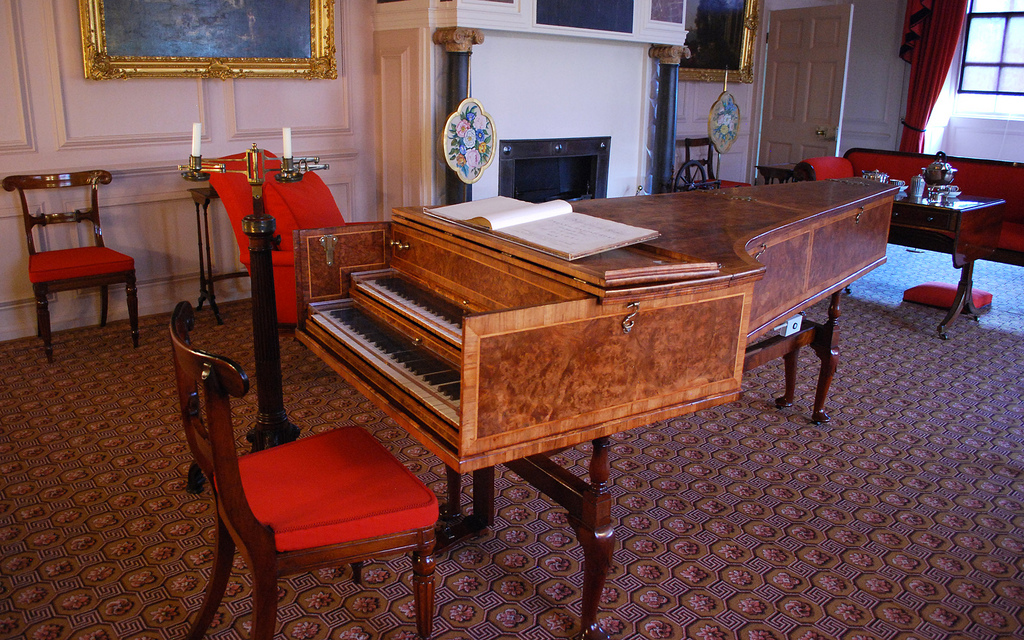
Burkat Shudi: si noti il cavalletto stile Jacendale
Londra, Kew Gardens

I piedi possono essere di differenti forme, che seguono, seppure in ritardo, gli stili di moda della mobilia: di sezione quadrata, dritti o affusolati man mano che si va verso il basso, combinati nello stile detto Jacendale, contrazione di Jacobean e Chippendale. La struttura interna è ispirata al modello fiammingo, con aggiunte di rinforzi longitudinali, tratto specifico della fattura inglese.
La qualità sonora è considerata eccezionale: perfino troppo, dal momento che distrarrebbe l'ascoltatore dalla stessa musica a favore della meraviglia e dell'ammirazione per questa sonorità.
Così scriveva Charles Burney nel 1771:
(Charles Burney)

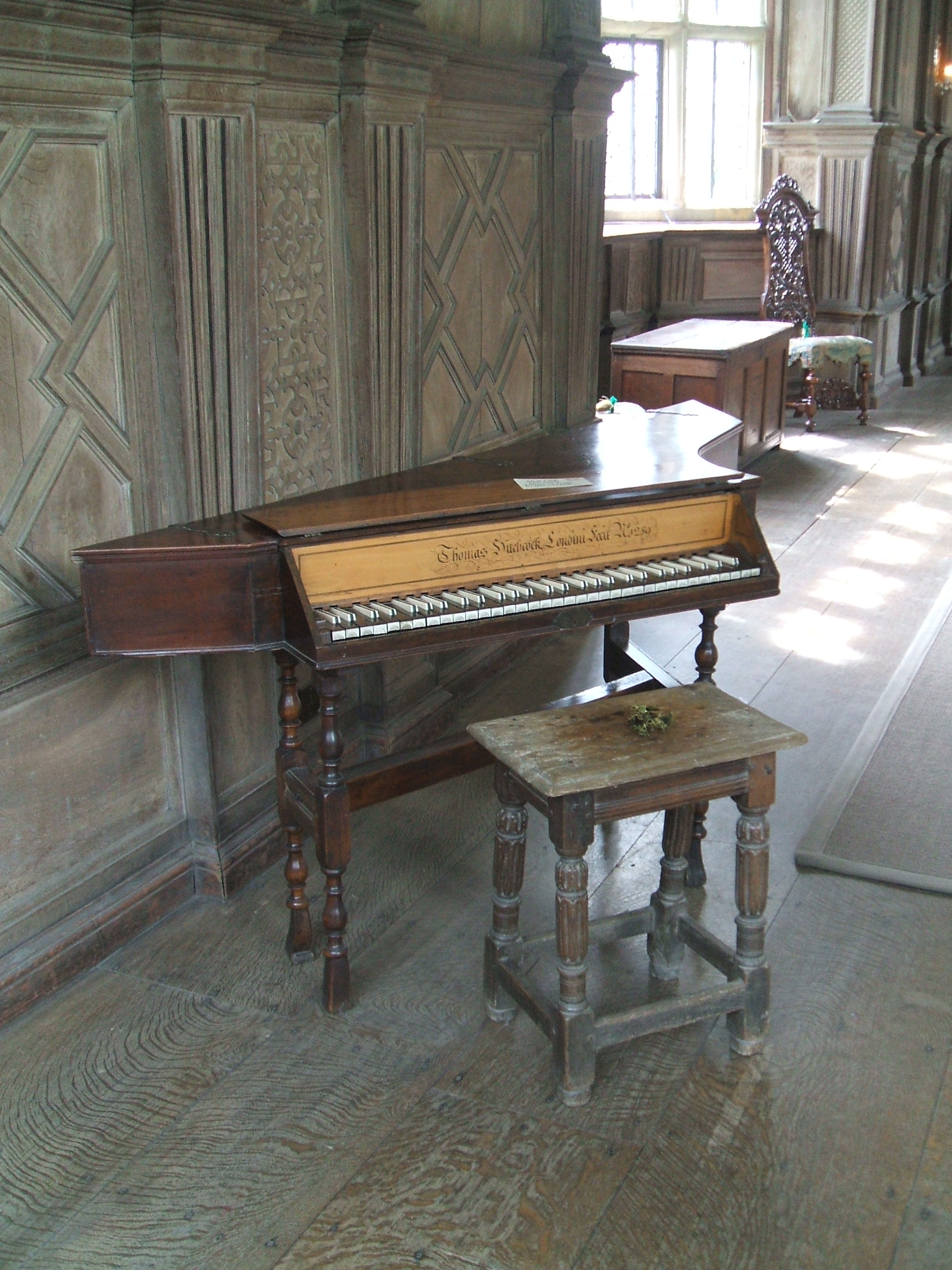
Spinetta di Thomas Hitchcock

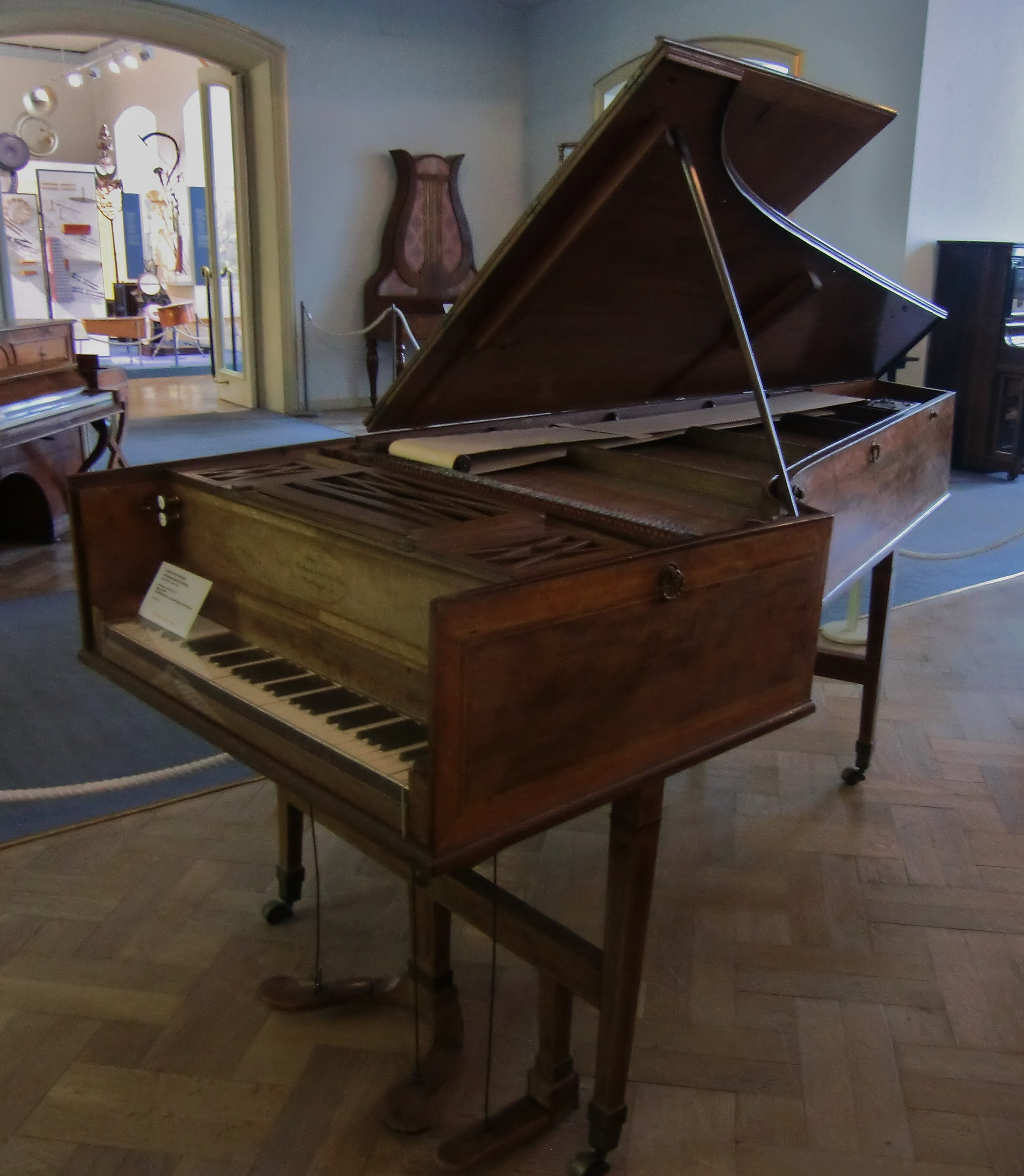
Clavicembalo-piano di Merlin, 1780. Si noti il dispositivo per i registri
Monaco, Deutsches Museum

Tale opinione è condivisa, più recentemente, da Frank Hubbard, grande ammiratore della fattura francese del XVIII secolo:
(Frank Hubbard, op. cit., p. 162)
Tuttavia, questi strumenti arrivano sul mercato in un periodo in cui il clavicembalo è in ormai decadenza in tutta Europa, troppo tardi per stimolare la composizione di opere che mettano in luce le loro caratteristiche: la produzione dei maggiori compositori per il clavicembalo (François Couperin, Johann Sebastian Bach, Georg Friedrich Händel Jean-Philippe Rameau, Domenico Scarlatti) è anteriore di più di vent'anni rispetto all'apogeo della fattura britannica.
A partire dal 1767, Kirkman e Schudi incontrano una certa concorrenza da parte di un'impresa commerciale londinese che distribuiva clavicembali costruiti a proprio nome da artigiani meno conosciuti: James Longman fonda una società di edizioni musicali la cui attività si estende successivamente al commercio di vari strumenti. Nel 1775 si associa a Francis Broderip. La casa Longman & Broderip finisce in fallimento nel 1798; ce ne restano 36 strumenti tra clavicembali e spinette.
Durante tutto il secolo, si ha un'importante produzione di spinette curve (bentside spinet). Queste sono l'equivalente degli odierni pianoforti verticali rispetto a quelli a coda: meno costose, ma dotate della stessa estensione degli strumenti più grandi (cinque ottave), quindi più accessibili alla classe media. Il loro stile è piuttosto uniforme, con una cassa lavorata in ebanisteria senza decorazione dipinta. Alcune famiglie di cembalari ne fanno la loro specialità, come gli Hitchcock e gli Harris.
Verso la fine del secolo, alcuni costruttori realizzano strumenti ibridi che combinano in una cassa di clavicembalo il meccanismo di un clavicembalo e quello di un fortepiano. Il più conosciuto è opera di un immigrato belga stabilitosi a Londra, Jean-Joseph Merlin (1735-1803), genio inventivo anche in altri ambiti. Datato 1780 ed esposto presso il Deutsches Museum di Monaco di Baviera, il clavicembalo presenta una disposizione con 16', 8' e 4'; il meccanismo del fortepiano è invertito, in quanto i martelletti colpiscono le corde dal di sopra; alcuni pedali permettono di azionare il registro di 16' e il meccanismo del fortepiano. Inoltre, un dispositivo permette di registrare su un rotolo di carta la traccia dei pezzi suonati, per poter riascoltare l'esecuzione su uno strumento automatico.

## Ai margini dei centri principali

### Spagna
La Spagna presenta un caso molto particolare. La costruzione di clavicembali ed altri strumenti a tastiera sembra risalire addirittura al XV secolo, ma, come annota Beryl Kenyon de Pascual, «I clavicembali spagnoli sono da sempre un mistero». Essi vengono citati nei principali trattati dell'epoca, come quelli di Juan Bermudo e di Tomás de Santa Maria.
C'è innanzitutto un problema di terminologia: anche se il lemma clavicimbalo è utilizzato talvolta, e serve a definire un clavicembalo grande, tuttavia il termine di uso più comune è clavicordio e può indicare qualsiasi strumento a tastiera con corde (mentre quando si intende designare propriamente il clavicordo si usa manicordio); questa ambiguità richiama quella di "virginale" in Inghilterra e "spinetta" in Francia nel XVII secolo. Il termine clave diventa il più frequente verso la fine del XVIII secolo, accanto a clavicimbalo e clavecin.

In secondo luogo, il numero di clavicembali costruiti è sempre stato limitato: quelli oggi esistenti sono molto rari e a quanto pare nessuno è precedente al XVIII secolo.

Generalmente, la nobiltà spagnola, al contrario del resto d'Europa, non è interessata alla musica e di conseguenza non investe molto in questa attività, giudicata indegna del rango aristocratico. Nel XVI e XVII secolo si importano anche strumenti italiani e fiamminghi. In questo periodo, i documenti permettono di conoscere almeno i nomi dei cembalari Juce Albariel (Saragozza, fl. 1469), Maestro Enrique (Siviglia, fl. 1470), Mohama Mofferiz (detto «il Moro di Saragozza», fl. 1483-1545, capostipite di una dinastia di costruttori che dura fino alla fine del XVII secolo), Pedro Bayle (Saragozza, fl. 1505). Sono costruttori di clavicembali e organi, ed anche il claviorganum, assai raro in altri paesi, pare trovare qui una certa diffusione.
Nel XVII secolo sono attestati i nomi di Pedro Luis de Berganos (fl. 1629), Bartolomeu Angel Risueno (fl. 1664), Domingo de Carvaleda (morto nel 1684) e dell'italiano Bartolomé Jovernadi, al servizio del re Filippo IV verso il 1635, inventore di un cimbalo perfetto di cui sappiamo poco. Un religioso, Pablo Nassare, pur lamentando l'esiguo numero di cembalari attivi nel paese in quest'epoca, descrive i diversi tipi di clavicembali costruiti: grandi strumenti con un numero variabile da una a tre file di corde e spinette di 8' oppure 4'.
Il clavicembalo trova un posto privilegiato nei palazzi reali solo nel XVIII secolo, grazie alla regina Maria Barbara discepola di Domenico Scarlatti. La principessa, ottima clavicembalista, possiede dodici strumenti a tastiera distribuiti tra i palazzi dell'Escorial, di Aranjuez e del Buen Retiro, tra i quali dei fortepiani probabilmente di fattura italiana (Bartolomeo Cristofori o Giovanni Ferrini), ma la sua preferenza va ai clavicembali; tra questi, vi sono strumenti italiani, spagnoli e un fiammingo, probabilmente di Ruckers. L'inventario redatto dopo la sua morte menziona tre grandi strumenti spagnoli con cassa in noce, il più notevole dei quali (cinque registri, quattro file di corde, estensione di 56 tasti) si deve al cembalaro di corte Diego Fernandez (1703-1775), con la collaborazione nella concezione dello strumento del celebre castrato Farinelli, che risiede allora presso il re Filippo V e che riceve in eredità il clavicembalo. La cassa in noce, rarissima nei paesi mediterranei, è rintracciabile in Spagna fin dal tempo di Mofferiz (l'artigiano attivo a Saragozza tra la fine del XV e la prima metà del XVI secolo, già citato sopra), accanto alle casse in cedro, cipresso o pioppo. Le tastiere possono comportare da 56 a 61 tasti, con i tasti diatonici in ebano e quelli cromatici ricoperti d'osso o madreperla.

### Portogallo
I clavicembali di fattura portoghese sono rari e non anteriori al XVIII secolo; i nomi dei cembalari conosciuti sono altrettanto poco numerosi. Tra questi, i più noti sono Joachim José Antunes (fl. 1785) e Manuel Antunes (fl. 1789) (due artigiani probabilmente appartenenti alla stessa famiglia), Jozé Calisto e Manuel Anjos de Beja.

I clavicembali ancora esistenti datano della fine del secolo; sono dotati di una sola tastiera con disposizione 2 x 8' e denotano una forte influenza italiana con qualche caratteristica nordica. Una peculiarità di questi clavicembali è il cavalletto, costituito da quattro assi verticali sagomate, con un incavo centrale a forma di cuore, unite due a due da una semplice traversa.

### Irlanda
La fattura irlandese si concentra a Dublino e si distingue da quella inglese per un certo numero di tratti specifici: tutti i clavicembali conosciuti sono ad una tastiera, il claviciterio è molto presente (quattro dei nove strumenti giunti fino a noi), l'uso delle ginocchiere è preferito a quello dei pedali per azionare i registri, utilizzo di machine stope del dispositivo espressivo a veneziane, estensione da fa0/sol0 a sol5.
I cembalari conosciuti attraverso i loro strumenti sono Ferdinand Weber (1715-1784), tedesco trasferito a Dublino nel 1739, di cui abbiamo quattro clavicembali, una spinetta e due claviciteri, Henry Rother, autore di un claviciterio, e Robert Woffington, che ci ha lasciato un claviciterio e un claviorgano.

Il claviciterio di Weber del 1764 e quello di Rother presentano una forma detta "piramidale": lo strumento ha una simmetria verticale, ottenuta sia grazie alla disposizione diagonale delle corde, sia per mezzo di un sistema paragonabile a quello dell'organo che permette di raggruppare le corde gravi al centro e gli acuti ai lati.

### America del Nord
Tra gli abitanti delle colonie inglesi del Nuovo Mondo, coloro che potevano permetterselo facevano arrivare i loro strumenti da Londra. Tuttavia, nel XVIII si sviluppò una timida produzione locale, sotto l'impulso non solo di immigrati europei (inglesi, tedeschi e di altre nazionalità) ma anche di alcuni nativi. Gli strumenti costruiti, prima o dopo l'Indipendenza, sono principalmente spinette curve che non si distinguono molto dagli strumenti importati dall'Inghilterra.

La spinetta più antica, opera dell'immigrato tedesco Johann Gottlob Klemm (1690-1762), allievo di Johann Gottfried Silbermann, porta la data del 1739. Un costruttore assai prolifico fu John Harris, inglese d'origine.

Oggi si conservano solo due clavicembali: il primo è del tedesco David Tannenberg (1725-1804), un allievo di Klemm che costruiva principalmente organi; il secondo, dotato di due tastiere di cinque ottave probabilmente con 2 x 8', 4', liuto, nasale e machine stop, è di Trute e Wiedberg. Si distingue dagli strumenti inglesi per la cassa in mogano, un legno piuttosto inadatto a questa funzione.

### Austria
Seppure alcuni artigiani siano attivi anche a Salisburgo, Linz, Praga e in Tirolo, dal XVII secolo la gran parte dei cembalari lavora a Vienna, capitale dell'impero; in realtà, la costruzione di clavicembali è un'attività secondaria alla fattura di organi o clavicordi, come negli altri paesi di lingua tedesca.

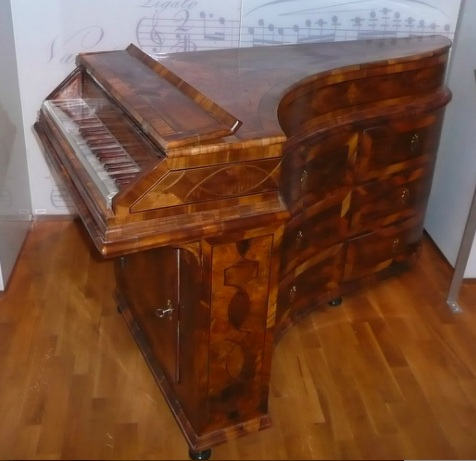
Clavicembalo anonimo, Praga, Národní galerie

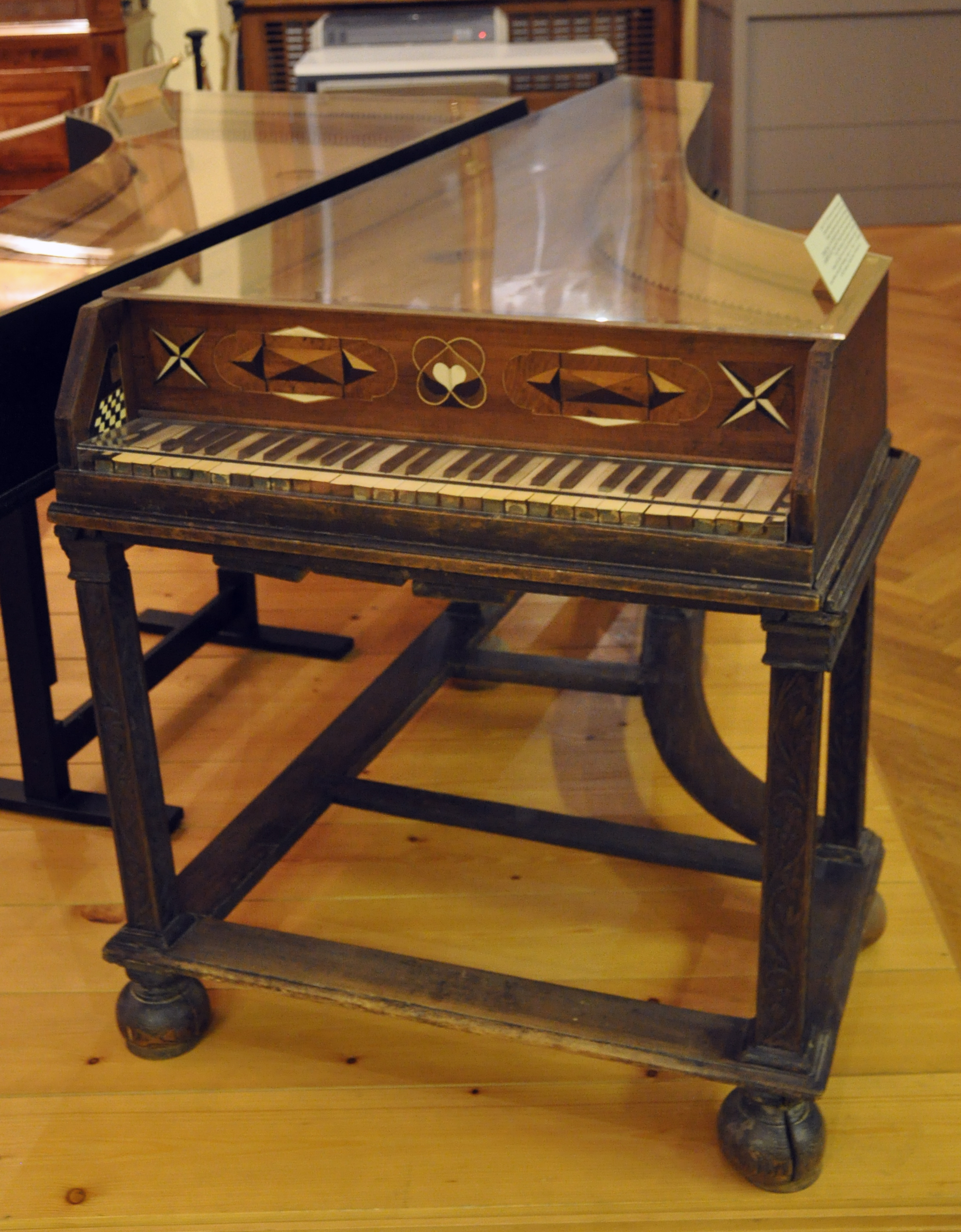
Clavicembalo anonimo (1696) trasformato in fortepiano, Vienna, Kunsthistorisches Museum

Gli strumenti conservati (alcuni dei quali anonimi), cioè otto clavicembali e tre spinette, evocano i modelli della Germania meridionale; condividono con la fattura italiana un aspetto generalmente conservatore, lontano dalle innovazioni tecniche dei paesi più settentrionali. Comunque, questi strumenti formano un insieme molto omogeneo negli aspetti strutturali e decorativi.

Le casse sono in noce di modesto spessore, il legno cerato e non dipinto; solo l'alloggiamento della tastiera dà spazio a decorazioni intarsiate in materiali di colore contrastante; le sponde laterali, che presentano uno spessore rinforzato, sono tagliate obliquamente e presentano così una forma triangolare, e non l'abituale forma rettangolare; la fascia curva presenta un arrotondamento accentuato e la coda può essere indifferentemente a punta o arrotondata. In due clavicembali (uno anonimo di Praga risalente all'ultimo ventennio del '600 ed uno di Johann Christoph Pantzner del 1747) si trova al posto del cavalletto un originale sostegno a forma di comò con cassetti che ricalca la forma dello strumento. Sono tutti dotati di una sola tastiera, che nei clavicembali ha una disposizione di 2 x 8', con i tasti diatonici in osso o avorio e quelli cromatici in legno annerito. Gli strumenti più recenti hanno una tastiera cromatica, mentre i più antichi presentano una articolarità che pare esclusiva della produzione austriaca: l'ottava corta comprende non solo dei tasti cromatici ma anche dei tasti diatonici spezzati in due o tre parti contraddistinte da motivi visivi. Il modulo delle corde è corto, a volte molto corto, e i registri sono spessi, all'italiana, senza leva per azionarli.

La struttura generale di questi strumenti sarà ripresa senza cambiamenti nel fortepiano di fabbricazione viennese; d'altra pare, alcuni di essi dalla fine del XVIII secolo sono trasformati in fortepiani.
Non si sa pressoché nulla sulla produzione dal XVI al XVIII secolo nei paesi in altri paesi sotto la sovranità asburgica quali l'Ungheria, la Cechia e la Polonia.

### Svizzera

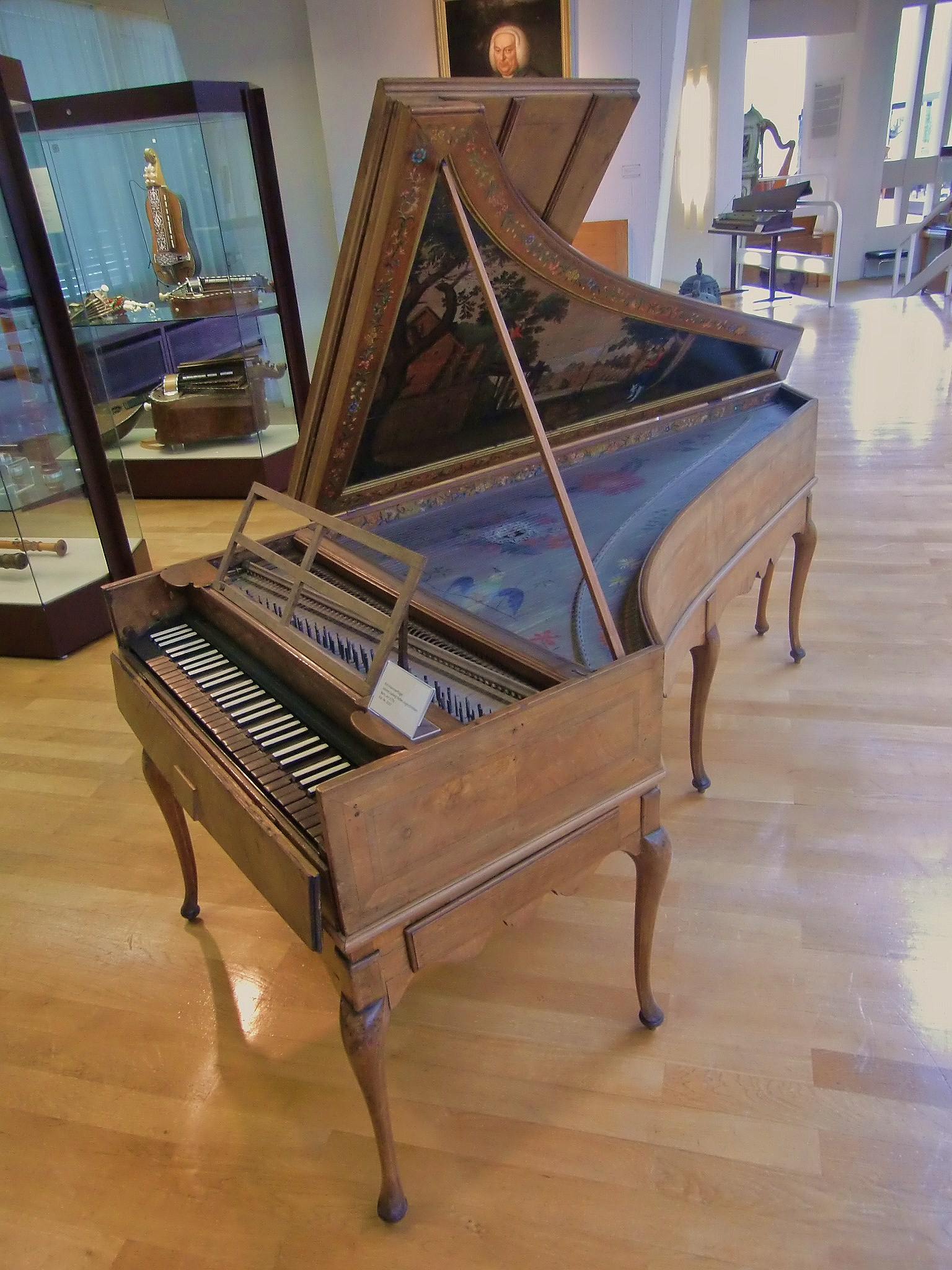
Clavicembalo-fortepiano Hellen (Berna, prima del 1779)
Berlino, Musikinstrumentenmuseum

In Svizzera, la costruzione di clavicembali è un'attività marginale: i cembalari attivi nel XVIII secolo, in tutto una dozzina, si occupano in genere anche della costruzione di organi ed altri strumenti. La maggior parte degli artigiani è tedesca di nascita o d'origine; l'attività si concentra essenzialmente a Basilea, Berna e Zurigo. I pochi strumenti sopravvissuti (tre spinette, un clavicembalo, un combinato clavicembalo-fortepiano attribuito a Johann Ludwig Hellen, un ottavino) non testimoniano una tradizione locale marcata, ma piuttosto l'influenza della scuola tedesca.

### Scandinavia

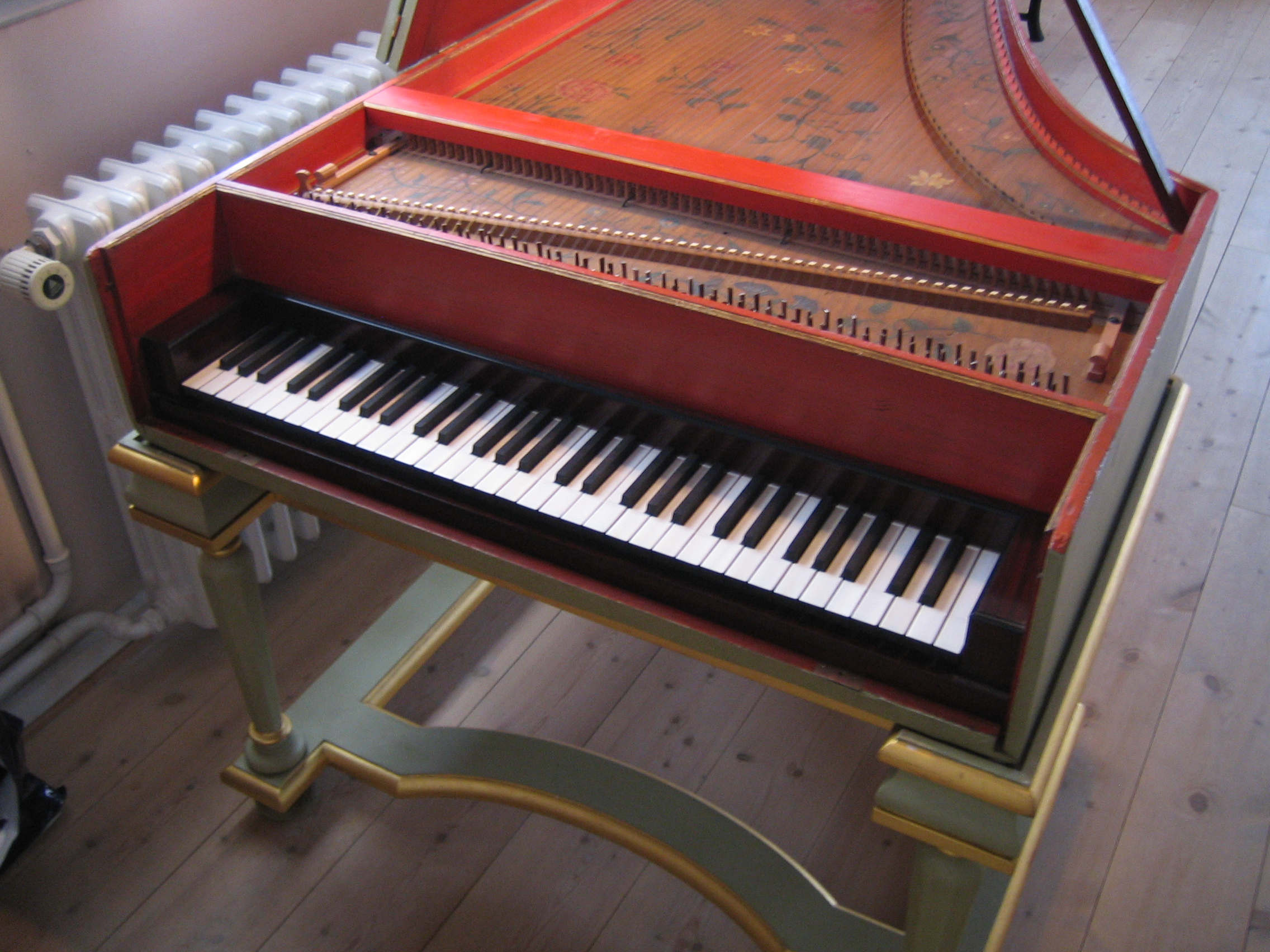
Clavicembalo Moshack (1770)
Nykøbing Falster, Falster Minder Museum

I paesi scandinavi seguono più o meno la fattura amburghese.
In Danimarca opera qualche raro cembalaro, tra cui Moritz Georg Moshack di Copenaghen (1730-verso il 1772), che lascia un solo clavicembalo a una tastiera datato 1770, con disposizione 2 x 8'.
La restante produzione è praticamente concentrata a Stoccolma, dove nel XVII secolo aveva lavorato Girolamo Zenti. Alcuni strumenti sono giunti fino a noi, perpetuandone i nomi dei costruttori, tra i quali Lars Kinström (1710-1763), Philip Jacob Specken (vers 1685-1762), Gottlieb Rosenau (circa 1720-circa 1790). Il più originale è Johann Broman (circa 1717-1772) che lascia due strumenti conservati al Musikmuseet di Stoccolma. Quello del 1756, con i suoi 3,60 m di lunghezza, è il clavicembalo più lungo mai costruito; ha disposizione 3 x 8' e 1 x 4', con un nasale che ricorda gli strumenti degli Hass di Amburgo, la tastiera superiore è divisa in due parti accoppiabili separatamente con la tastiera principale. La decorazione evoca lo stile amburghese.

## XIX secolo
Gli ultimi clavicembali di epoca storica vengono dall'Inghilterra e risalgono ai primi del XIX secolo: l'ultimo strumento di Kirkman sarebbe stato costruito nel 1809, ma tra quelli sopravvissuti il più recente porta la data 1800. Tuttavia, l'arte cembalaria non scompare totalmente, dal momento che i rari strumenti posteriori al 1800 sono nove virginali in forma di fortepiano diritto costruiti in varie città dell'Italia del nord: l'ultimo fu costruito a Brescia da un certo G. Borghetti (di cui non abbiamo alcuna notizia) nel 1844. Qualche appassionato, del tutto isolato, continua tuttavia a restaurare gli antichi strumenti (Charles Fleury, Louis Tomasini).
Comunque, dall'inizio del secolo il clavicembalo è considerato un oggetto del passato, e viene abbandonato o addirittura distrutto. In Francia, i 61 clavicembali e le 7 spinette che erano stati confiscati agli emigrati e donati al 
Conservatorio di Parigi, alcuni dei quali erano serviti alla celebrazione dell'Impero, vengono bruciati nel 1816 per riscaldare le classi durante un inverno particolarmente rigido, come riporta nel 1890 J.-B. Weckerlin, bibliotecario del Conservatorio. Altri paesi sono invece più conservatori, in particolare l'Inghilterra, dove rimane ancora oggi un grande numero di strumenti antichi.
Il clavicembalo, comunque, non cessa totalmente di essere utilizzato, tanto nei teatri d'opera, per il basso continuo, che nelle case private. Sappiamo ad esempio che Giuseppe Verdi, nato nel 1813, i primi tempi suonava su una spinetta poligonale. Nei concerti pubblici, il clavicembalo generalmente cede il posto al piano dei romantici, sebbene qualche raro appassionato continui ad utilizzarlo: da appassionati illuminati come il principe Edmond de Polignac a musicisti importanti come Ignaz Moscheles, Charles Kensington Salaman, Ernst Pauer.
D'altra parte, il gusto per la musica antica comincia a nascere e svilupparsi con le pubblicazioni di Jean-Baptiste Laurens (Couperin, 1841), della Bach-Gesellschaft (a partire dal 1851), di Friedrich Chrysander (Haendel, a partire dal 1859), di Aristide Farrenc (Rameau, 1861), ed altri ancora.

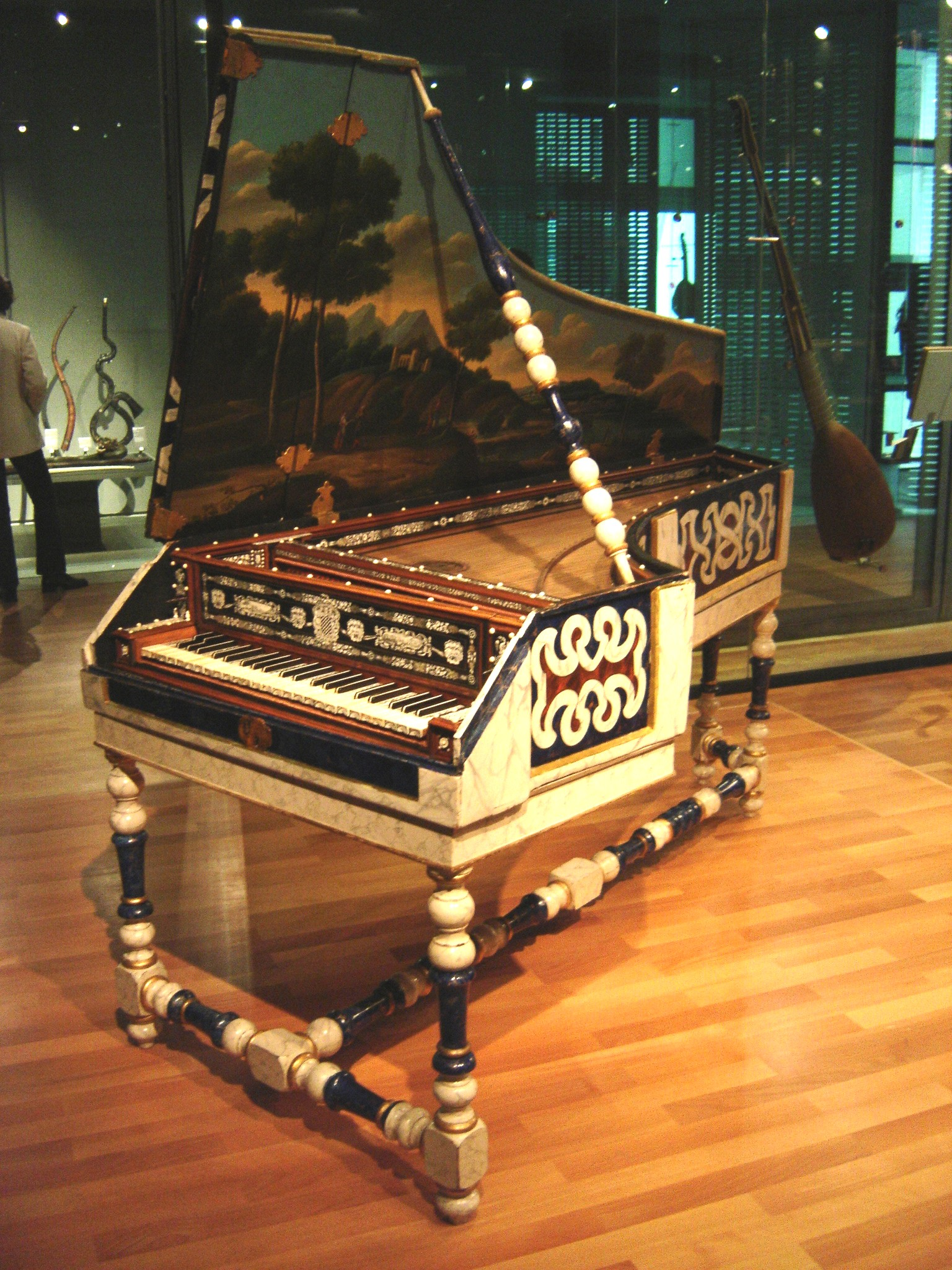
Clavicembalo di Padre Fabio da Bologna (1681) donato nel 1860 al Museo della Musica di Parigi dal collezionista Alexandre-Charles Sauvageot

I clavicembali sono talvolta apprezzati come oggetti di antiquariato in funzione decorativa dalla borghesia industriale e commerciale, o da ricchi appassionati: tra il XIX secolo e l'inizio del XX si costituiscono le grandi collezioni, che attraverso lasciti, donazioni e vendite, vanno a costituire l'ossatura su cui si sviluppano i grandi musei nazionali. Tra queste raccolte, ricordiamo quelle di Carl Engel e George Donaldson in Inghilterra, di Alexandre-Charles Sauvageot e Louis Clapisson in Francia, di César Snoeck, Paul de Wit, dei Neupert e di Wilhelm Heyer in Germania, di François-Joseph Fétis in Belgio, di Morris Steinert e Mary Crosby Brown negli USA.
Approfittando dell'interesse per gli antichi strumenti, in quest'epoca si sviluppa l'attività fraudolenta di un antiquario fiorentino, Leopoldo Franciolini, che attraverso la vendita, la contraffazione e la falsificazione di clavicembali accumula lauti guadagni. La sua azione è subdola e micidiale: non si limita a fabbricare dei falsi strumenti antichi, ma smembra strumenti d'epoca ed inserisce elementi antichi in clavicembali da lui costruiti, altera le firme dei costruttori sostituendole con quelle di cembalari più celebri o con nomi di fantasia, e soprattutto modifica senza alcuno scrupolo gli strumenti antichi per dare loro caratteristiche diverse: secondo E. Kottick, un numero preponderante di strumenti italiani a due o tre tastiere sono frutto di modifiche del Franciolini. Addirittura, arrivava al punto di ridecorare gli strumenti autentici per dare loro un aspetto simile alle sue falsificazioni, in modo che queste fossero più credibili.
In Inghilterra, negli anni 1880-1890, Alfred Hipkins si esibisce in concerti-conferenze su clavicembali Kirckman e Shudi della sua collezione.
L'Esposizione Universale di Parigi del 1899 segna l'inizio di un vero ritorno del clavicembalo sulla scena musicale. In questa occasione, il pubblico poté vedere ed ascoltare tre strumenti costruiti da Louis Tomasini e dalle aziende costruttrici di pianoforti Pleyel ed Érard, copie più o meno fedeli di un Taskin del 1769 recentemente restaurato dallo stesso Tomasini (questi tre strumenti sono oggi conservati al Musikinstrumenten Museum di Berlino, mentre l'originale si trova ad Edimburgo). Louis Diémer li utilizza per concerti. In realtà, malgrado l'aspetto esterno tradizionale, solo la copia di Tomasini mantiene una certa fedeltà al modello; quello di Érard, ed ancor più quello di Pleyel, vi si allontanano soprattutto per la struttura più massiccia, l'assenza del fondo, la tavola armonica più spessa, la presenza di una pedaliera in forma di lira (Pleyel).

I tre clavicembali presentati all'Esposizione Universale di Parigi del 1889
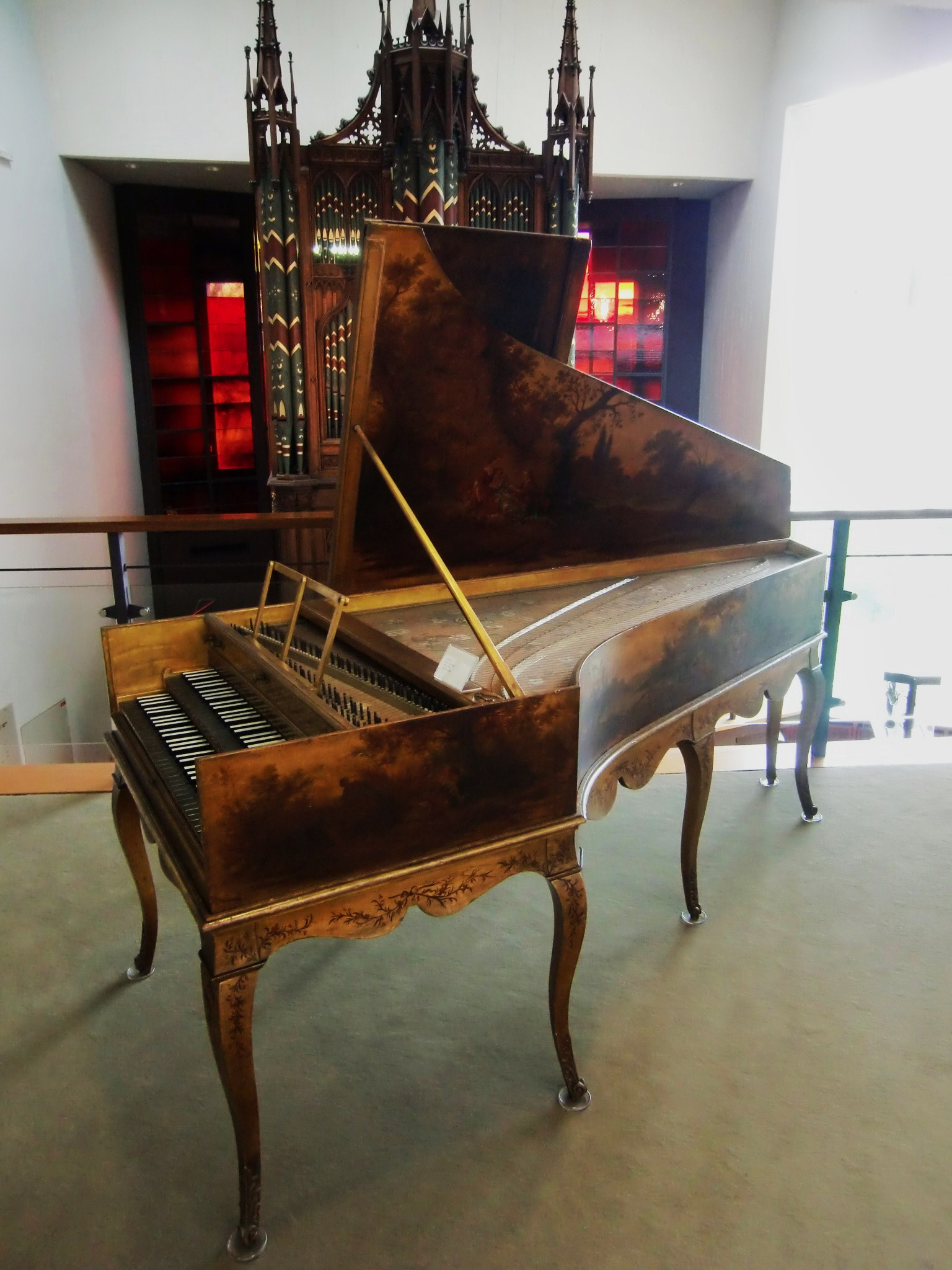
Il clavicembalo Tomasini
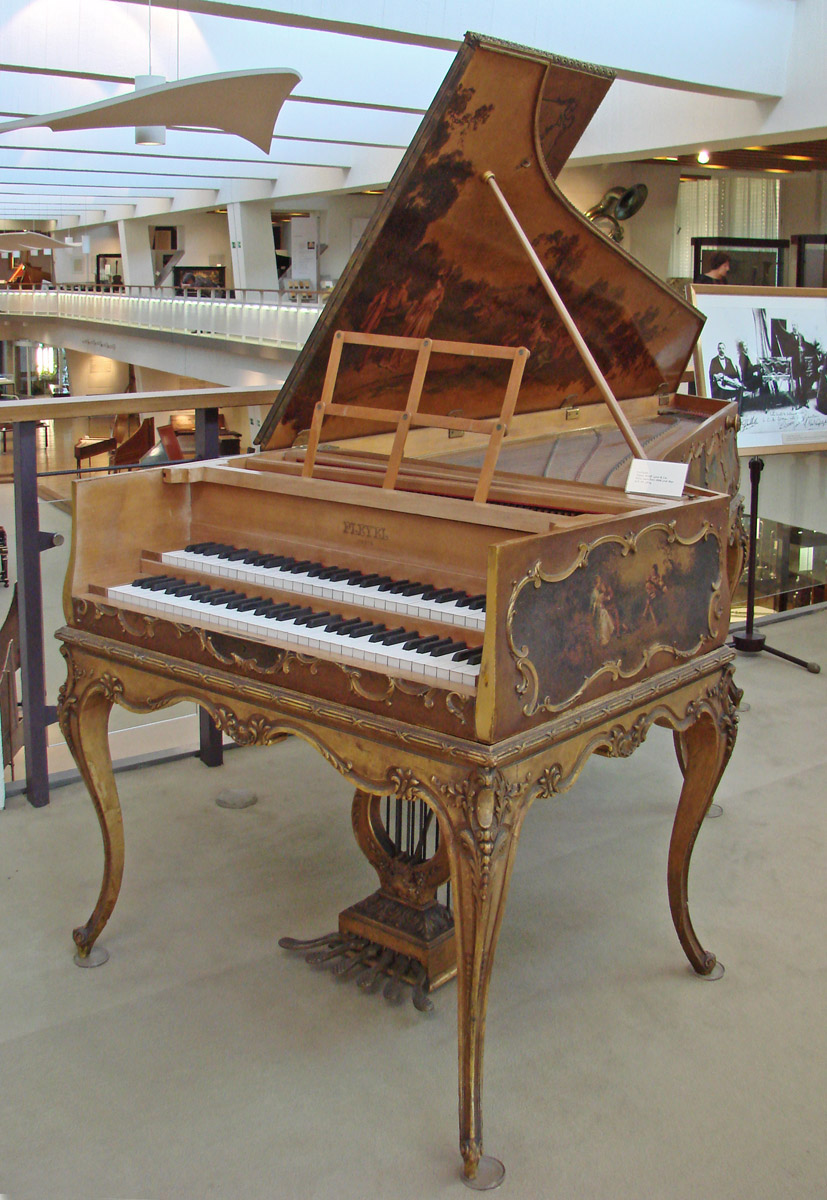
Il clavicembalo Pleyel
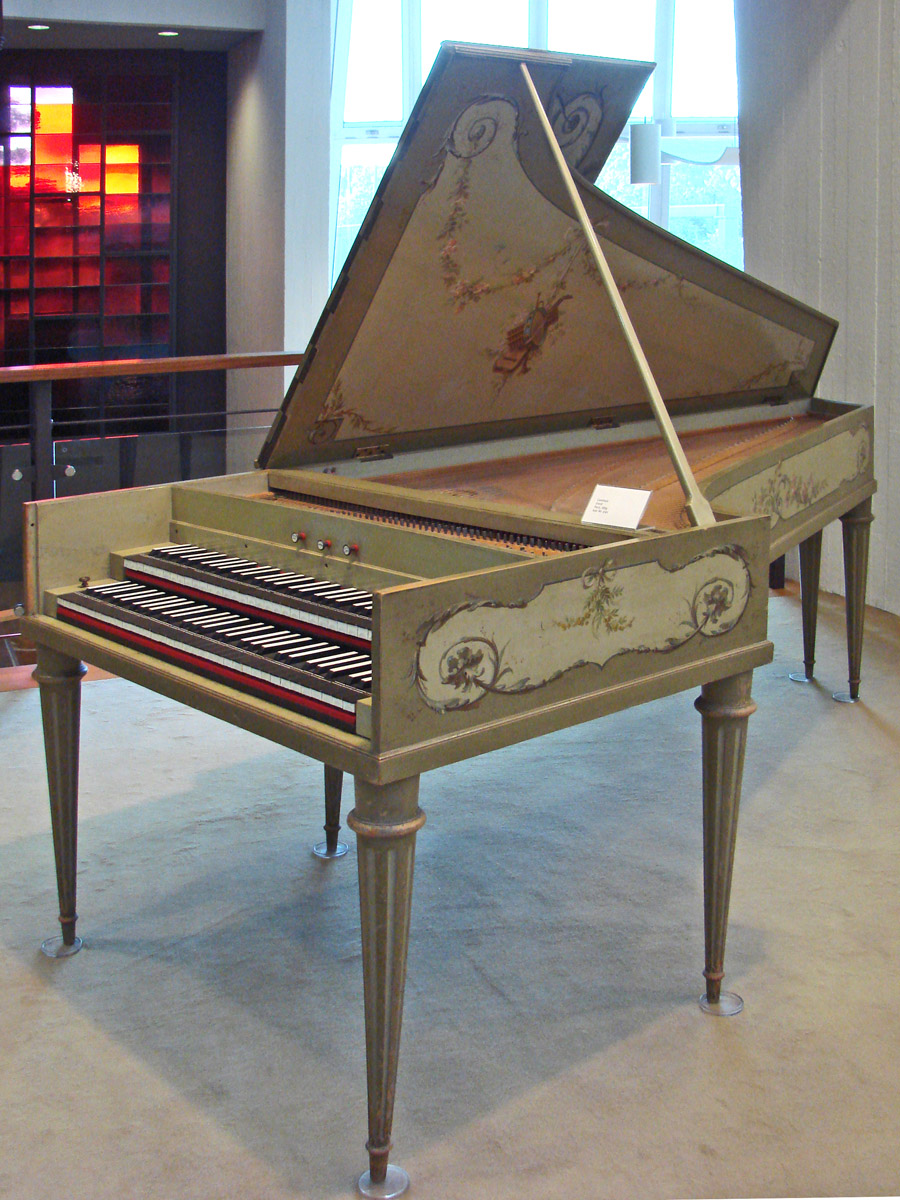
Il clavicembalo Érard

Sull'onda del successo ottenuto, i costruttori di pianoforti decidono di proseguire l'esperienza. I pochi esemplari costruiti prima della fine del secolo adottano elementi ripresi dal piano, quali la pedaliera in forma di lira per comandare la registrazione, già utilizzata da Pleyel e presente sul modello esposto da Érard in occasione dell'Esposizione Universale di Bruxelles del 1897.

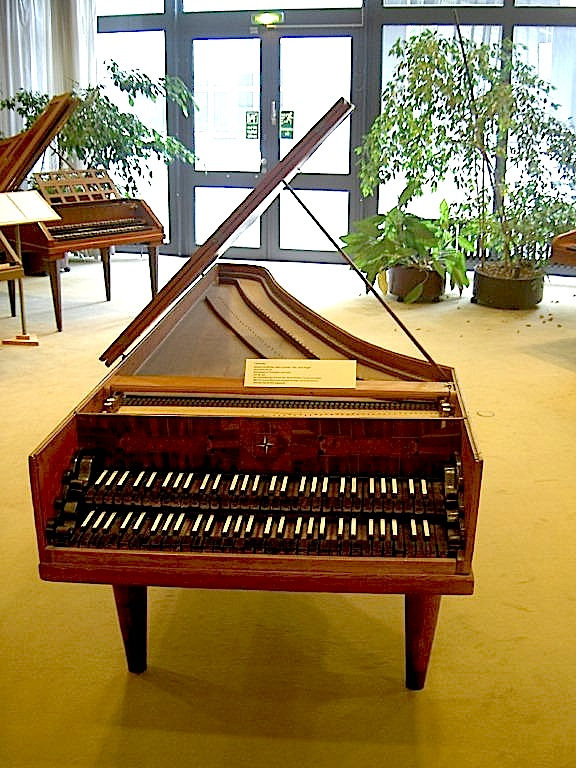
Il clavicembalo detto Bachflügel
Berlino, Musikinstrumenten Museum

Nel 1892, su istigazione di Philipp Spitta, un grande cembalo tedesco del XVIII secolo entra nella collezione della Berliner Hochschule für Musik. La sua disposizione, assai poco tradizionale, consta di un 16' e un 8' alla tastiera inferiore e un 8' e un 4' alla superiore. Lo strumento (sebbene non vi siano documenti ad attestarlo) si ritiene sia appartenuto a J.S. Bach. Oskar Fleischer conferma che il cembalo sia opera di Gottfried Silbermann, e sarebbe stato donato da Wilhelm Friedemann Bach al padre. Parzialmente condivise nel 1922 da Curt Sachs (che dubita però dell'attribuzione a Silbermann), queste conclusioni saranno smentite solo nel 1955 da Friedrich Ernst nel suo libro Der Flügel Johann Sebastian Bach; il registro di 16' e la leggendaria Bachdisposition saranno tuttavia considerati a lungo elementi imprescindibili nel clavicembalo moderno. Una prima copia di questo strumento mitico viene realizzata nel 1899 da Wilhelm Hirl ed è seguita da molte altre. Si ritiene oggi che questo clavicembalo, attribuito a Johann Heinrich Harrass, sia stato costruito verso il 1700, non sia mai stato di proprietà di Bach, e soprattutto che la sua attuale disposizione non sia quella originale.
Nel 1896, in Inghilterra, Arnold Dolmetsch, che ha già restaurato alcuni strumenti antichi e costruito un clavicordo, riceve la commissione per la costruzione di un clavicembalo "all'antica": è il Green harpsichord (conservato allo Horniman Museum di Londra), di vaga ispirazione italiana, suonato con successo in occasione di alcune rappresentazioni del Don Giovanni e di The Fairy Queen di Henry Purcell.
Alla fine del secolo, sotto la spinta di diverse iniziative, la rinascita del clavicembalo è ormai avviata e prosegue e si amplifica nel secolo successivo.

## XX secolo

### La rinascita del clavicembalo

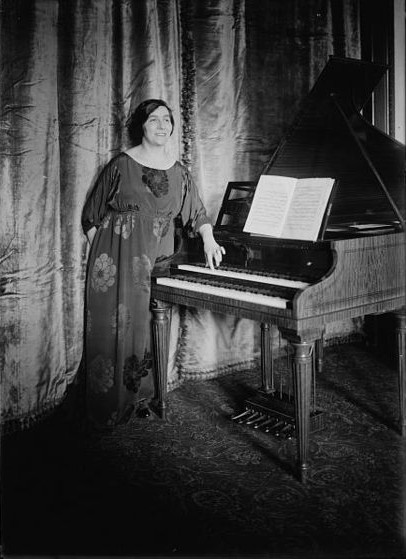
Wanda Landowska col clavicembalo Pleyel

La pianista virtuosa Wanda Landowska, polacca trasferita a Parigi all'inizio del XX secolo, scopre il clavicembalo e se ne appassiona; comincia già dal 1903 ad utilizzarlo in qualche brano durante suoi recital pianistici e nel 1904 a Berlino dà il suo primo concerto interamente al clavicembalo, su uno strumento di Pleyel, nel quale i registri erano comandati dalla pedaliera, ancora sprovvisto del 16' che caratterizza solitamente i modelli di fabbricazione moderna. La Landowska finisce per dedicarsi unicamente al cembalo, contribuendo in maniera sostanziale alla riscoperta di questo strumento da parte del pubblico degli appassionati.
Nel 1905, Arnold Dolmetsch viene incaricato da Chickering & Sons, costruttore di pianoforti di Boston, di avviare nella città statunitense una fabbricazione di clavicembali. Egli introduce il registro di 16' (ma non ancora la Bachdisposition) con un ponticello posto sopra a quello di 8' e con l'uso di corde filate (cioè composte da un'anima metallica ricoperta completamente da fitte spire di filo di altro materiale metallico). I plettri sono in cuoio indurito e tutti i registri vengono comandati tramite la pedaliera, come pure l'accoppiamento delle due tastiere. In realtà, questi strumenti sono molto più lontani dai modelli antichi rispetto al Green Harpsichord del 1896.
In Germania, alcuni costruttori di pianoforti avviano verso il 1907 la costruzione di clavicembali: Neupert a Bamberga, Steingräber a Berlino, Mändler-Schramm a Monaco di Baviera.

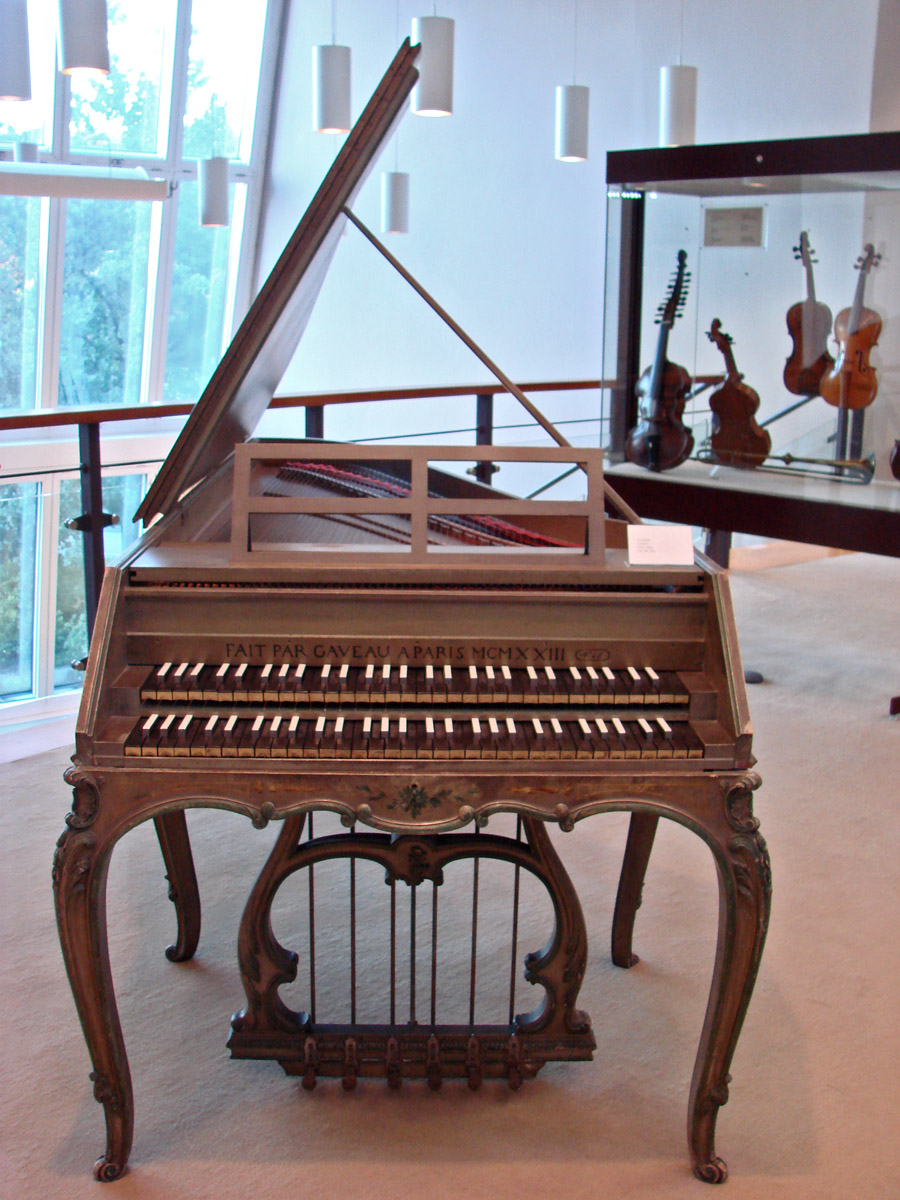
Clavicembalo Gaveau (1923)
Musikinstrumenten Museum, Berlino

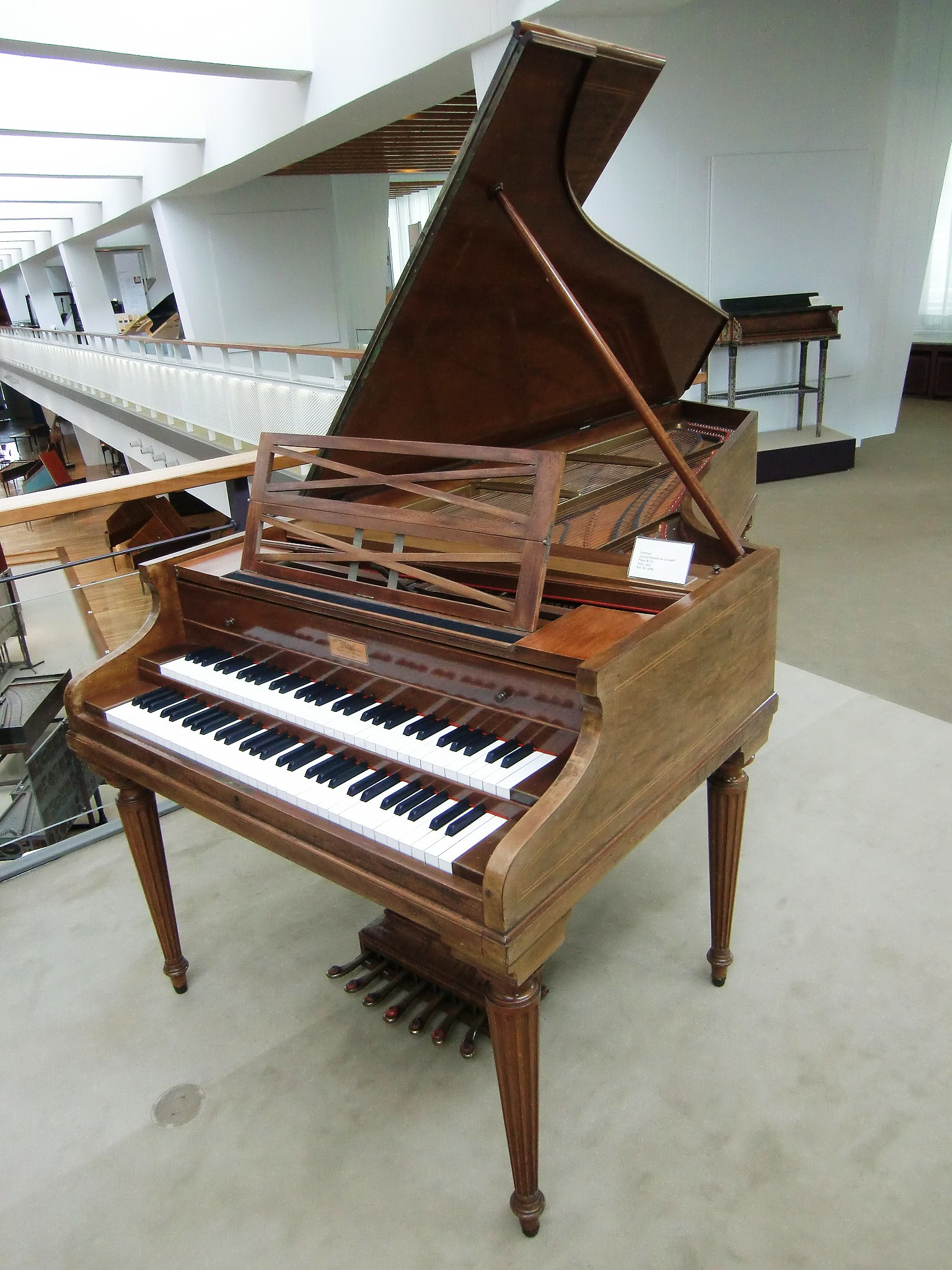
Clavicembalo Pleyel (1927)
«Grand Modèle de Concert»
Musikinstrumenten Museum, Berlino

Chickering abbandona l'attività nel 1910, a causa di problemi economici, ma il modello continua ad essere prodotto da Dolmetsch fino al 1914 in società con un costruttore francese di pianoforti, Gaveau.
Invece, come si è visto, fin dai primissimi anni del secolo il nome di Wanda Landowska rimane associato a quello di Pleyel. Nei suoi concerti, la solista utilizza sempre strumenti di questo costruttore e attraverso la loro stretta collaborazione viene concepito e messo a punto nel 1912 il famoso Grand modèle de concert (Grande modello da concerto) che la Landowska utilizzerà durante l'intera sua carriera. L'imponente strumento, ormai lontano dai modelli antichi, è dotato del registro di 16', ma non possiede la caratteristica struttura metallica che verrà introdotta solo più tardi, nel 1923. Lo strumento è dotato di due tastiere accoppiabili, una disposizione di 16', 8' e 4' alla tastiera inferiore, 8' con nasale e liuto alla superiore, il tutto comandato attraverso una pedaliera con 7 pedali.

Wanda Landowska inaugura nel 1913 la prima cattedra di clavicembalo al mondo, presso la Hochschule für Musik di Berlino.
Dopo la fine della guerra, Dolmetsch stabilisce definitivamente il suo laboratorio in Inghilterra; la sua attività spazia dalla costruzione al restauro, dall'insegnamento al concertismo. Qui, forma numerosi allievi inglesi e americani; del suo entourage fa parte anche una celebre rivale della Landowska, Violet Gordon-Woodhouse, che nel 1920 incide la prima registrazione commerciale di pezzi per clavicembalo. La sua carriera, di grande successo, rimane però confinata in Inghilterra. Dolmetsch elabora vari miglioramenti della meccanica o della struttura, che tuttavia non avranno seguito.
Alla fine degli anni '20, nascono in Germania due nuove marche: Ammer e Wittmayer. I tedeschi dominano il mercato mondiale con la loro produzione in serie (per la verità, molto lontana dai modelli antichi), che invade sale da concerto e conservatori e forma il gusto clavicembalistico degli interpreti e del pubblico. Gli anni '30 vedono la nascita di numerosi atelier, in particolare in Inghilterra e negli USA.
La Seconda guerra mondiale interrompe praticamente tutta l'attività di costruzione nei paesi belligeranti, che sono anche i più coinvolti nella rinascita del clavicembalo: non solo i laboratori sono distrutti o abbandonati, ma spariscono anche gli stock di legno selezionato e stagionato necessari alla fattura degli strumenti. Al termine delle ostilità, parecchi costruttori riprendono l'attività, in condizioni più o meno difficili, come Pleyel e Neupert; appaiono anche nuovi costruttori, alcuni dei quali hanno appreso il mestiere presso quelli già in attività.
Se la produzione di Pleyel rimane molto limitata, e verrà poi interrotta, quella in serie dei tedeschi rimarrà dominante fino agli anni '70. I loro cataloghi riportano modelli del tutto moderni e standardizzati, molto simili tra una casa e l'altra; spesso i vari modelli portano i nomi dei compositori più celebri dell'epoca d'oro del cembalo: Scarlatti, Schütz, Couperin, Vivaldi, Cristofori, eccetera. A tale proposito, Wolfgang Zuckermann riporta con indignazione e una certa dose d'ironia che questi nomi non corrispondono a nulla di storicamente fondato: «Il modello Scarlatti di Ammer è uno strumento a un manuale con estensione la0-fa5, mentre Scarlatti è uno dei rari compositori la cui musica necessita di due tastiere e un'estensione fa0-sol5». Invariabilmente, il modello più elaborato è chiamato "Bach", e presenta due tastiere di 5 ottave fa-fa e una disposizione 1x16', 2x8', 1x4': è così chiamato lo strumento più prestigioso di Ammer, Neupert, Sassmann, Sperrhake e Wittmayer.

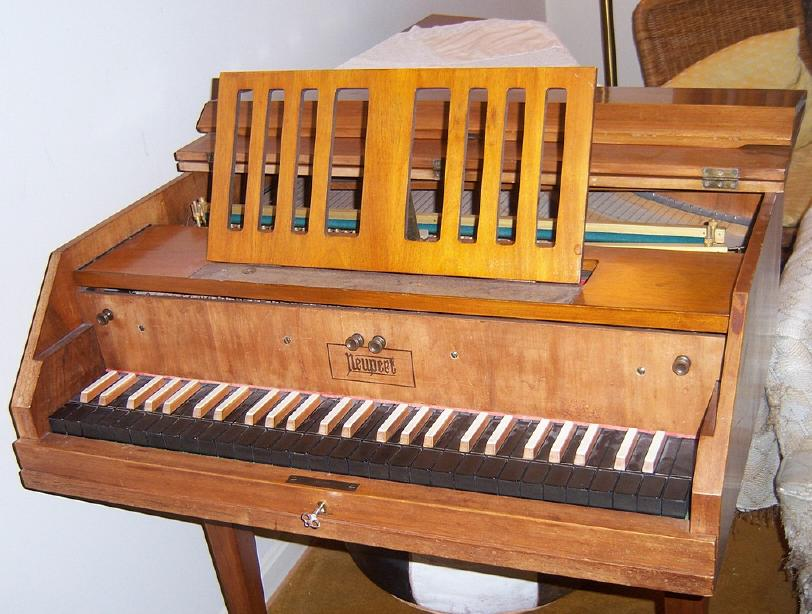
Clavicembalo Neupert degli anni '50

Neupert diventa una delle marche più diffuse, con una produzione, tra clavicembali, spinette e clavicordi, stimata nel 1969 a 400 strumenti l'anno. Kurt Sperrhake, costruttore di pianoforti che aveva cominciato prima della guerra distribuendo i cembali di Ammer, comincia a fabbricare i propri dal 1948; la sua produzione ha uno sviluppo ineguagliato: impiega circa 60 lavoratori e licenzia circa 600 strumenti l'anno. Kurt Wittmayer, dopo un periodo di lavoro alle dipendenze di Neupert, apre il suo atelier nel 1950; insieme ai due precedenti, è il terzo grande produttore mondiale, con circa 400 strumenti l'anno. Konrad Sassmann, anch'egli uscito dalla bottega di Neupert, si mette in proprio nel 1955. Nel 1969, con una ventina di dipendenti, la sua produzione è dell'ordine di 120 esemplari per anno.
In Inghilterra, Hugh Gough, uscito dalla scuola di Dolmetsch, oltre a dedicarsi al restauro, dal 1946 costruisce ogni tipo di strumento (clavicembali, clavicordi, virginali, spinette, fortepiani...); egli finisce per emigrare negli USA, dedicandosi completamente al liuto e al clavicordo. Altri laboratori sono creati da William de Blaise nel 1952 e John Morley nel 1955.
Negli USA, due amici studenti in lettere, Frank Hubbard e William Dowd, fondano nel 1949 a Boston l'atelier Hubbard & Dowd. Frank Hubbard si è formato con Dolmetsch e Gough; passa molto tempo visitando musei e collezioni per esaminare i clavicembali che vi sono conservati; si può considerare il primo studioso serio della fattura antica. Pubblica il libro Three centuries of harpsichord making. William Dowd ha lavorato presso John Challis. Hubbard e Dowd sono i primi cembalari che si impegnano a produrre sistematicamente i loro strumenti seguendo i principi della fattura storica.

### Il clavicembalo «moderno»

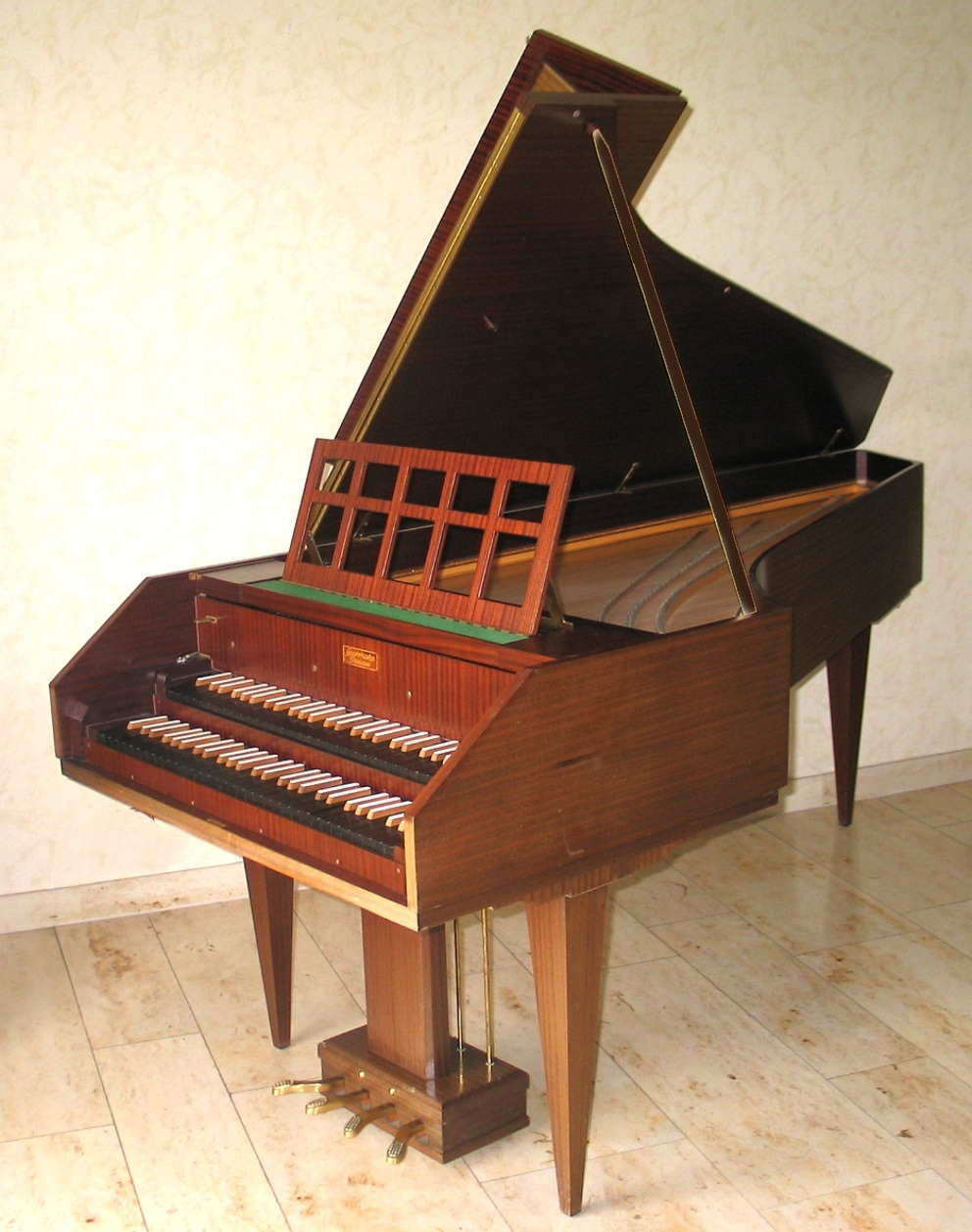
Clavicembalo Sperrhake, 1979

La tradizione della fattura classica era ormai andata perduta, di conseguenza nella prima parte del XX secolo sono i costruttori di pianoforti che intraprendono la fattura dei clavicembali. Come i loro lontani predecessori avevano creato il fortepiano montando una nuova meccanica nella cassa del clavicembalo, così essi ricreano il clavicembalo moderno installando i salterelli nella struttura del pianoforte, senza rendersi conto del fatto che questa aveva subito modifiche tali da renderla del tutto inadatta alle esigenze delle corde pizzicate. Il confronto con gli antichi strumenti risulta difficile, perché questi sono ormai divenuti insuonabili a causa della mancanza di manutenzione; d'altra parte, i costruttori sono animati dallo spirito dei tempi, che impone di superare le imperfezioni e le debolezze degli strumenti del passato attraverso le concezioni tecnologiche più avanzate, riproducendone al tempo stesso le caratteristiche sonore, o anzi tendendo ad un più "alto" ideale sonoro. Gli obiettivi a cui tendono i vari costruttori moderni sono comuni: stabilità di accordatura, ricerca di una potenza sonora comparabile a quella del pianoforte, moltiplicazioni dei piani sonori, facilità e rapidità del cambio di registrazione, utilizzo di materiali moderni adatti alla produzione in serie, caratteristiche polivalenti adatte sia all'esecuzione di musica antica che di musica contemporanea.

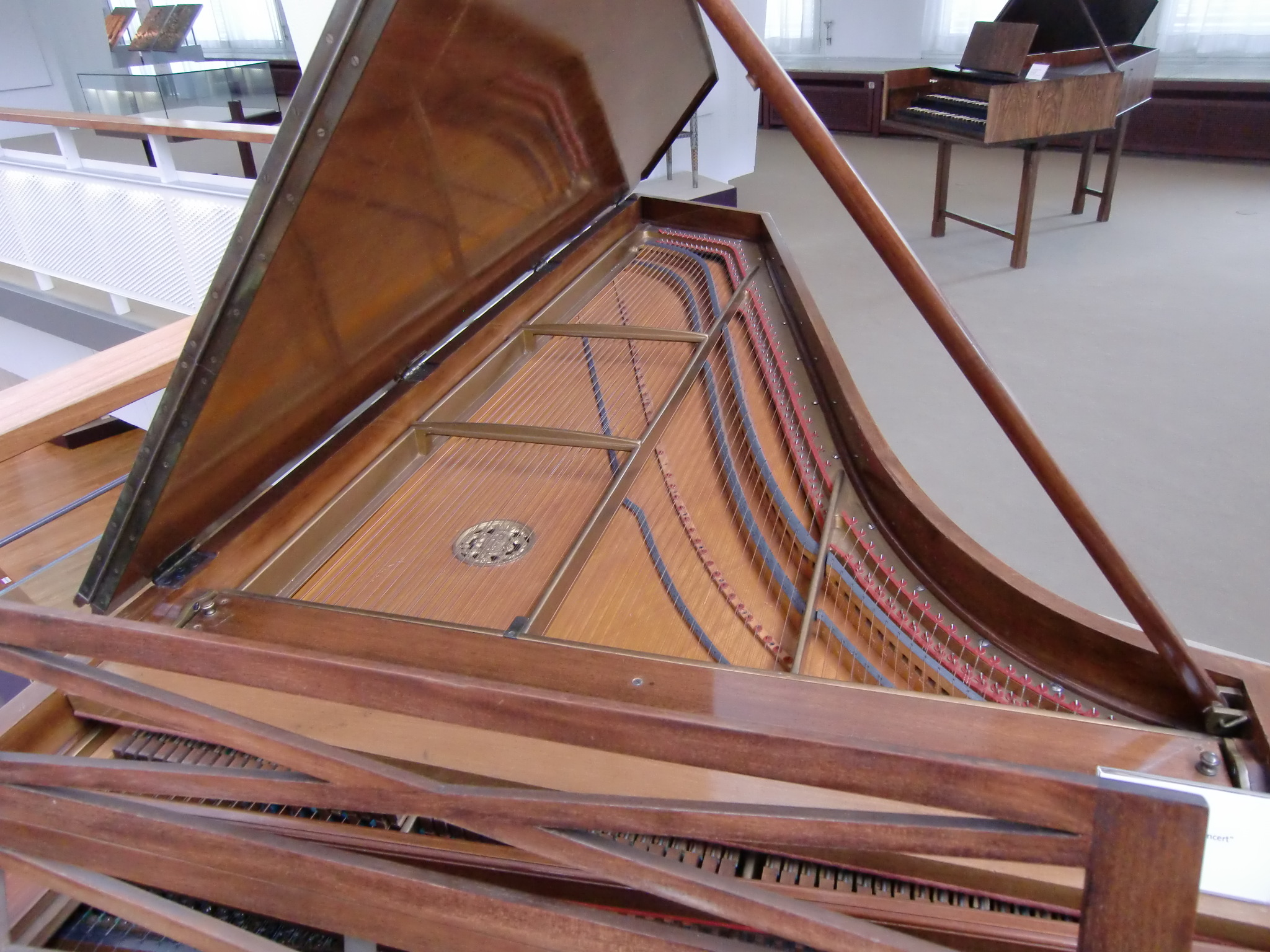
Pleyel, «Grand Modèle de Concert» (1927)
Dettaglio della tavola armonica circoscritta da un telaio in ghisa

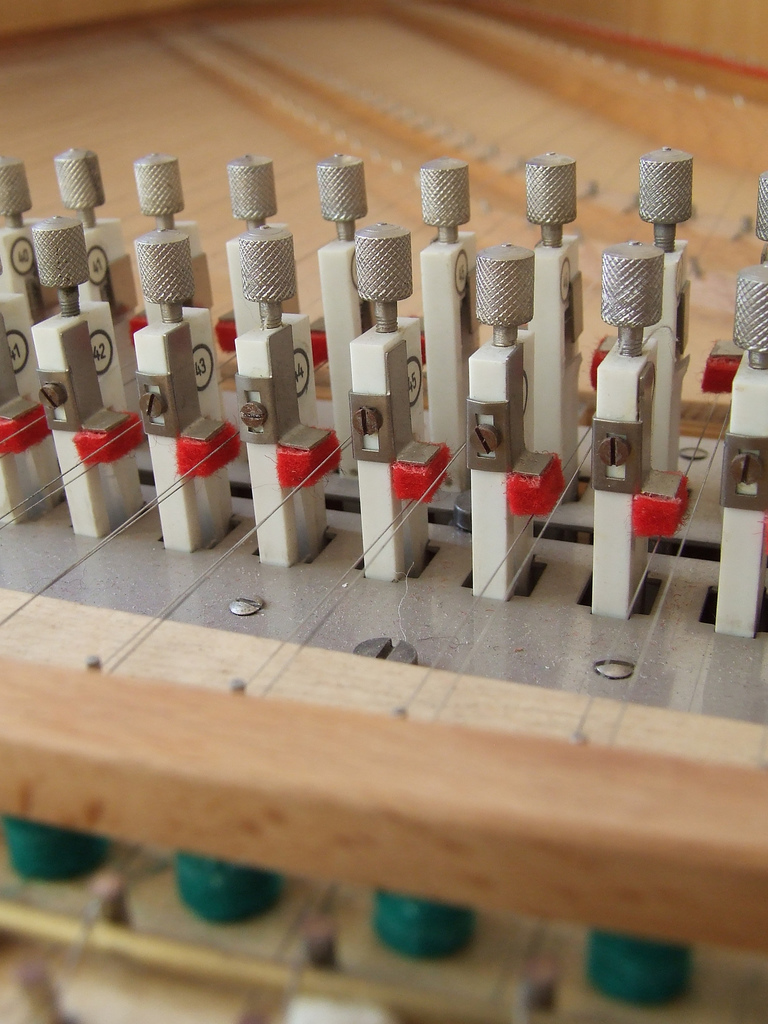
Clavicembalo Lindholm
Notare i registri in metallo, la vite che regola l'altezza degli smorzatori e, in cima ai salterelli in plastica, la vite che regola la proiezione dei plettri

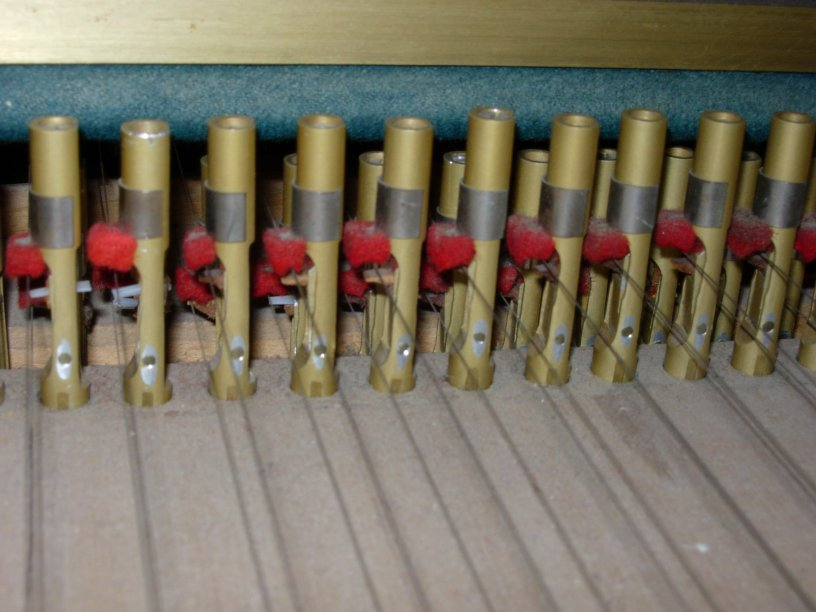
Salterelli cilindrici Neupert tipo «OK»
Notare gli anelli di regolazione dell'altezza degli smorzatori

Tali obiettivi determinano le evoluzioni apportate al clavicembalo «moderno», alcune effimere, altre più durature. Alcune hanno un successo momentaneo, ma vengono progressivamente abbandonate: è il caso del telaio metallico introdotto da Pleyel, dapprima copiato e poi abbandonato e criticato dai tedeschi.
Le evoluzioni toccano la totalità dello strumento:
- la cassa moderna è spessa ed aperta verso il basso, rafforzata internamente: il suo obiettivo non è di partecipare alla vibrazione sonora, ma di assicurare una perfetta e stabile tensione delle corde[201]; questa pesante cassa inerte[202] è in compensato rivestito di legno chiaro, senza alcun interesse all'aspetto estetico, né fantasia né eleganza[203]. Il leggio è integrato. Si tratta dunque di una concezione opposta rispetto alla cassa tradizionale, che era uno spazio chiuso di costruzione leggera o leggerissima, racchiuso in pareti sottili, con funzione di cassa di risonanza analoga a quella degli strumenti di liuteria, e dotato spesso di elementi decorativi;
- le corde moderne hanno modulo molto lungo, talvolta più di 40 cm[204]; quindi non seguono la giusta proporzione (pitagorica) e per compensare la forte tensione devono essere pesantemente filate verso i gravi, soprattutto il registro di 16', che spesso condivide il ponticello del registro di 8'. Al contrario, le corde antiche, che hanno modulo più corto (generalmente meno di 35 cm[204]), sono sottili ed hanno di conseguenza una bassa tensione; il registro di 16', nei rari casi in cui è presente, utilizza un ponticello indipendente;
- le tastiere moderne sono analoghe a quelle del pianoforte, con tasti lunghi e pesanti, attutiti da un'abbondante quantità di feltro, e raggiungono la corda dopo una corsa considerevole; le tastiere antiche hanno invece tasti più corti, molto leggeri, con poco feltro, e la corda è toccata quasi immediatamente, in quanto leggerezza, sensibilità ed estrema reattività sono elementi indispensabili della tecnica e dell'ornamentazione barocca;
- gran parte dei costruttori moderni hanno sviluppato il proprio modello esclusivo di salterello, giudicato migliore di quello dei concorrenti. Variano i materiali: metallo, plastica, plexiglas... I plettri sono nella maggioranza dei casi in cuoio indurito, di forma spessa e quadrata, per agire con efficacia sulle corde dure e tese. Le linguette, in cui si innestano le penne, sono altrettanto diversificate e talvolta, come nel caso di Lindholm, costituiscono un corpo unico con la rispettiva penna, con il risultato che per cambiare una penna rovinata si deve sostituire anche la linguetta e talvolta l'intero salterello[205]. Si moltiplicano le viti di regolazione: per regolare l'altezza del salterello, la proiezione della penna o lo smorzatore (d'altra parte, quest'ultimo può anche essere separato dal salterello, come nel pianoforte). Complessivamente, i vari dispositivi che vengono inventati per la manutenzione producono più complicazione che reale efficacia[206], comparati alla semplicità di concezione dei tradizionali salterelli in legno, facili da regolare e manutenere.
- la tavola armonica è assai spessa (5–6 mm[207]) con un robusto incatenamento che sovente incrocia anche il ponticello. La tavola si presenta spesso verniciata, ma mai decorata. Nelle tavole armoniche antiche, invece, non si superano quasi mai i 3 mm di spessore, con un incatenamento minimo (al massimo 4 piccole catene leggere) che non incrocia mai il ponticello;
- la registrazione moderna privilegia la cosiddetta Bachdisposition, consistente in 8' e 16' alla tastiera inferiore, 8' e 4' alla superiore, disposizione praticamente inesistente nella fattura antica e, di conseguenza, mal applicabile al repertorio antico;
- cambi e accoppiamenti di registro vengono comandati tramite pedali disposti in forma di lira, come nel pianoforte a coda, per permettere la completa azionabilità di questi dispositivi mentre l'esecutore sta suonando e non può quindi togliere le mani dalla tastiera; negli strumenti storici si usavano invece leve o tiretti posti non lontano dalla tastiera, da azionare con le mani, o qualche volta ginocchiere (clavicembali francesi della fine del XVIII secolo); i pedali, anche se di diversa concezione[208], appaiono solo in alcuni cembali tardi inglesi. D'altra parte, il cambio di registro nel bel mezzo dell'esecuzione era poco (se non per nulla) praticato.

Oggi il clavicembalo moderno è considerato un altro strumento rispetto a quello antico con cui condivide il nome e viene utilizzato sostanzialmente solo per l'esecuzione di quelle opere novecentesche concepite per esso e difficilmente ne vengono realizzati ancora. La costruzione degli strumenti, dopo l'avvio del movimento di riscoperta filologica della musica antica negli anni '60, è passata sempre più ad artigiani specializzati che realizzano copie il più possibile fedeli di strumenti originali superstiti.

### Il ricorso all'elettronica

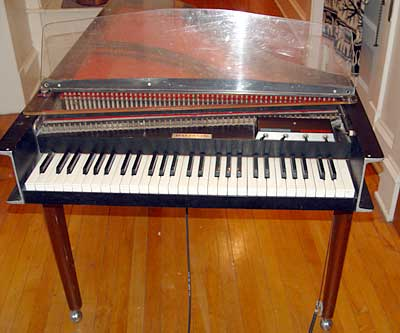
Il Combo della Baldwin

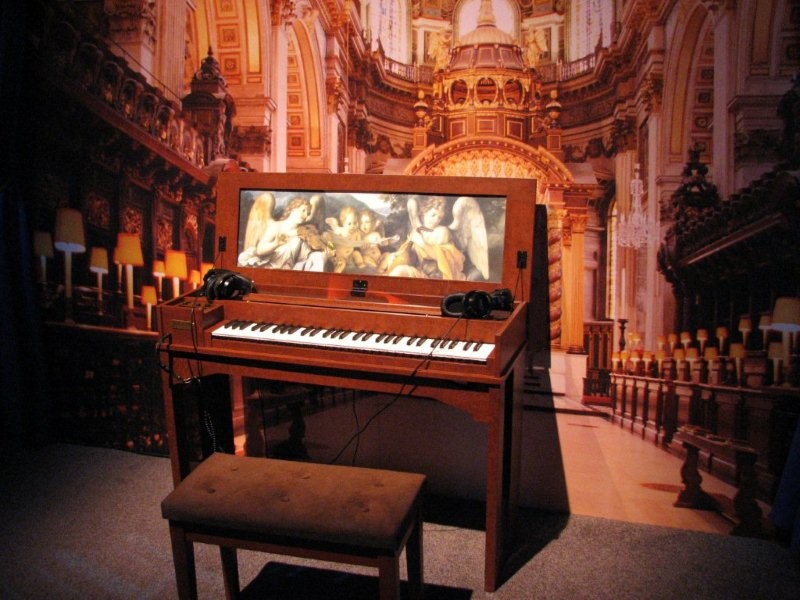
Cembalo elettronico Roland C-30

Per aumentare la potenza sonora del clavicembalo, alcuni costruttori ebbero l'idea di utilizzare tecnologie di amplificazione elettronica.
Nel 1936, Hanns Neupert mise a punto, con l'aiuto di Friedrich Trautwein (l'inventore del trautonium), un clavicembalo elettrificato (elektrifiziertes Cembalo) per una rappresentazione di Herakles al Dietrich-Eckart-Freilichtbühne ("Teatro all'aperto Dietrich Eckart", oggi Berliner Waldbühne), presso lo stadio olimpico di Berlino.
Più tardi, Rolf Drescher (un agente di Steinway a Berlino), modificò due clavicembali di Wittmayer integrandovi un sistema di amplificazione. Gli altoparlanti sono installati al livello della tavola armonica, l'apparecchiatura elettronica è sistemata sotto la cassa, dei pick up sotto le corde. Questi strumenti vennero utilizzati per dei concerti diretti da Herbert von Karajan alla Carnegie Hall di New York, ma l'esperienza non ebbe seguito.
La società statunitense Baldwin produsse negli anni 1960-70 il Combo, un clavicembalo elettronico che si discosta risolutamente dagli strumenti tradizionali. Esso è munito di corde pizzicate da saltarelli, ma la tavola armonica è in materiale inerte ed il suono è captato elettronicamente e successivamente amplificato e modificato. Il suono che ne risulta ricorda molto di più la chitarra elettrica che il clavicembalo. Evidentemente, anche il suo aspetto esteriore si distacca dalla tradizione, avvicinandosi di più ai gusti degli ambienti jazz e rock: piccole dimensioni, montanti massicci in alluminio, tastiera da sintetizzatore, coperchio e leggio in plexiglas.
Altri strumenti elettronici tentano allo stesso modo di riprodurre il suono e perfino il tocco del clavicembalo (ad esempio, alcuni modelli prodotti dalla Roland o dalla Allen), ma anche quando i risultati sono convincenti, tuttavia si tratta di sintetizzatori e non di strumenti classificabili come cordofoni.